# Śródmieście (Katowice)
Śródmieście – dzielnica Katowic, stanowiąca ścisłe centrum miasta. Położona jest w zespole dzielnic śródmiejskich, pomiędzy Dębem, Koszutką, Bogucicami, Zawodziem, Osiedlem Paderewskiego-Muchowcem, Brynowem częścią wschodnią-Osiedlem Zgrzebnioka a Załężem, nad Rawą. Jej obszar zajmuje powierzchnię 3,81 km² i w 2016 roku liczyła łącznie 24 441 osób.
Jest to najbardziej zurbanizowana dzielnica Katowic, z udziałem powierzchni zabudowanej sięgającej ponad 50%. Historia Śródmieścia jest ściśle powiązana z historią miasta Katowice, wzmiankowanego po raz pierwszy w XVI wieku. Od tego czasu, zwłaszcza od XIX wieku, wraz z doprowadzeniem linii kolejowej, rozwojem przemysłu i inkorporacją sąsiednich miejscowości Śródmieście przekształciło się w centrum administracyjno-usługowe Katowic. Zlokalizowana jest tu m.in. siedziba Sejmiku Województwa Śląskiego, Urzędu Metropolitalnego Górnośląsko-Zagłębiowskiej Metropolii i Urzędu Miasta Katowice, a także szeregu instytucji, w tym m.in. Uniwersytetu Śląskiego, Akademii Muzycznej im. K. Szymanowskiego, Teatru Śląskiego im. S. Wyspiańskiego czy rzymskokatolickiej archidiecezji katowickiej. Znajdują się tu również konsulaty kilku krajów, a także siedziby i oddziały organów administracji rządowej i samorządowej.

## Geografia

### Położenie

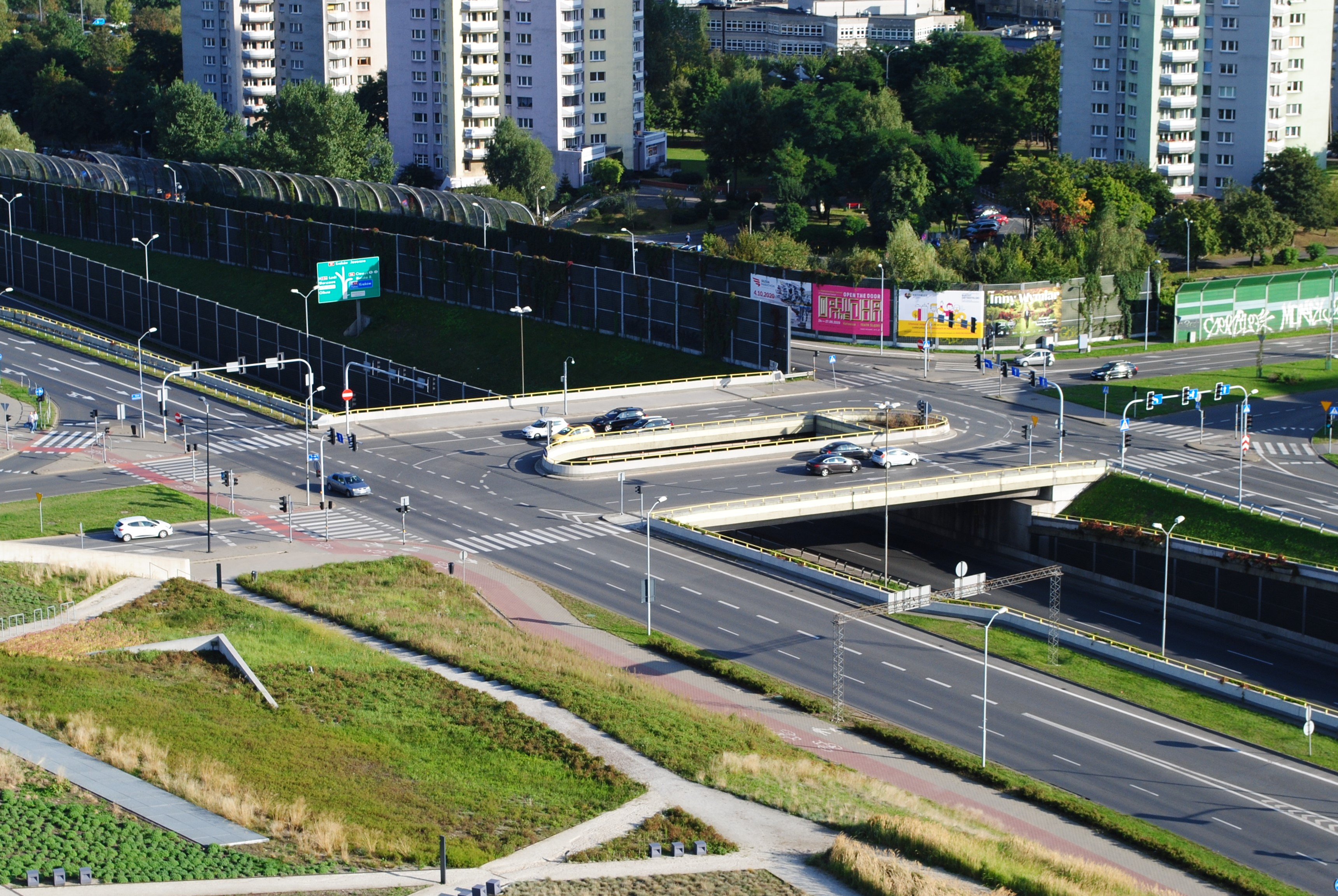
Skrzyżowanie alei W. Roździeńskiego, z ulicą T. Dobrowolskiego i ulicą J. Dudy-Gracza w rejonie trójstyku granic Zawodzia (u góry), Śródmieścia (z prawej) i Bogucic (na dole zdjęcia)

Śródmieście jest jedną z 22 dzielnic Katowic, będącą jednostką pomocniczą gminy nr 1, znajdującą się w grupie dzielnic śródmiejskich. Graniczy ona od północy z Koszutką i Bogucicami, od wschodu z Zawodziem i Osiedlem Paderewskiego-Muchowcem, od południa z Brynowem częścią wschodnią-Osiedlem Zgrzebnioka i Załęską Hałdą-Brynowem częścią zachodnią, zaś z zachodu z Załężem i Dębem.
Granice dzielnicy przebiegają następująco:
- od północy – wzdłuż ulicy Chorzowskiej od skrzyżowania z ulicą W.F. Grundmanna do ronda gen. J. Ziętka, która okala ją od południa, po czym granica biegnie dalej wzdłuż alei W. Roździeńskiego do skrzyżowania z ulicą J. Dudy-Gracza,
- od wschodu – równolegle na zachód od ulic: J. Dudy-Gracza i Granicznej do rejonu skrzyżowania z ulicą Przemysłową; dalej granica biegnie wzdłuż ulicy K. Damrota i ulicy Polnej do węzła z autostradą A4 (aleją Górnośląską),
- od południa – wzdłuż autostrady A4 (aleja Górnośląska) do skrzyżowania z torami kolejowymi biegnącymi w kierunku stacji kolejowej Katowice Ligota,
- od zachodu: wzdłuż linii kolejowej nr 656[5] (na zachód od kompleksu dawnej lokomotywowni), po czym na wysokości ulicy Kamiennej granica biegnie na północ ulicą M. Goeppert-Mayer i zachodnią częścią ulicy W.F. Grundmanna do skrzyżowania z ulicą Chorzowską i ulicą J.N. Stęślickiego.

Według podziału fizycznogeograficznego Jerzego Kondrackiego Śródmieście znajduje się w mezoregionie Wyżyna Katowicka (341.13), będącym częścią krainy geograficznej Wyżyna Śląska. Pod względem krain historycznym Śródmieście znajduje się we wschodniej części Górnego Śląska.

### Geologia i rzeźba terenu

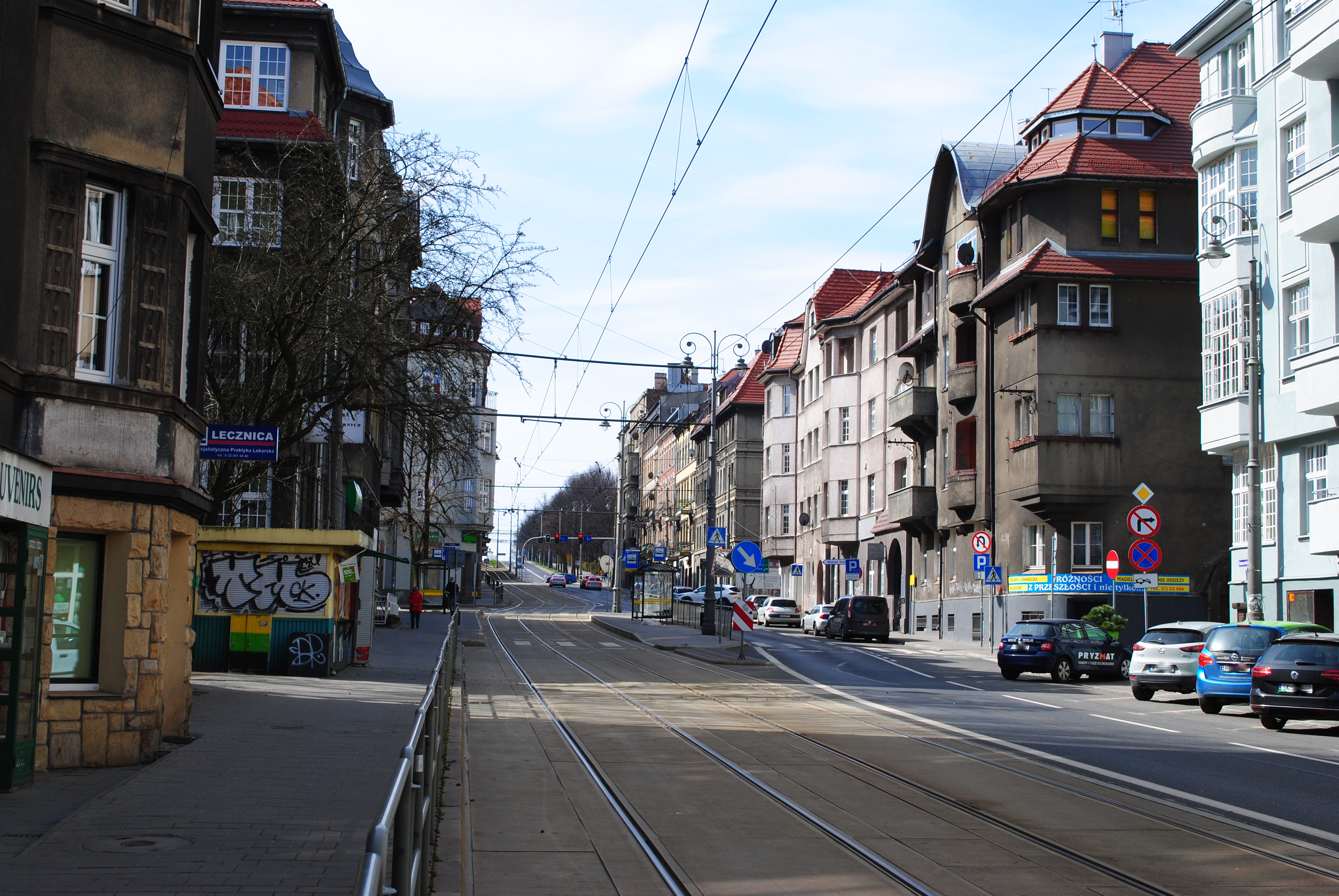
Ulica T. Kościuszki na wysokości skrzyżowania z ulicą Powstańców; droga ta biegnie w kierunku Wzgórza Beaty, będącego jednym ze wzniesień Wzgórz Kochłowickich

Tereny katowickiego Śródmieścia położone są w niecce górnośląskiej. Utwory je wypełniające pochodzą z górnego karbonu i wykształcone są w postaci łupków, piaskowców i zlepieńców zawierających pokłady węgla kamiennego. Utwory z tego okresu budują podłoże katowickiego Śródmieścia, a także powierzchnię południowej części dzielnicy, położonej na wschód od ulicy Mikołowskiej i dalej na południe od torów kolejowych. Występują tam wychodnie warstw orzeskich (westfal B). Tworzą je potężne serie przeważnie łupków z wkładkami piaskowców, syderytów i węgla kamiennego. Miąższość tej serii przekracza 900 m.
W okresie trzeciorzędu utworzyły się główne rysy rzeźby terenu Śródmieścia. Wówczas to doszło do intensywnego wietrzenia chemicznego i denudacji. W czwartorzędzie obszar Śródmieścia został prawdopodobnie pokryty przez lądolód skandynawski dwukrotnie: podczas najstarszego zlodowacenia Sanu (krakowskiego) oraz w okresie zlodowacenia Odry (środkowopolskiego). Osady po pierwszym zlodowaceniu zostały w większości usunięte w okresie interglacjału, zaś lądolód zlodowacenia Odry pozostawił po sobie gliny zwałowe występujące wzdłuż obniżeń dolinnych. W holocenie następuje zjawisko niszczenia i wyprzątania pokryw osadów plejstoceńskich, zaś w dolinach rzecznych wytworzyła się niska terasa uformowana w kilku stopniach. Utwory ukształtowane w czasie trzeciorzędu na terenie Śródmieścia nie występują, zaś znaczny obszar dzielnicy pokrywają utwory czwartorzędowe. W znacznej części są to piaski i żwiry glacjalne i fluwioglacjalne pochodzące z plejstocenu, zaś dolinę Rawy oraz rowu biegnącego w rejonie granicy Śródmieścia i Załęża budują holoceńskie osady rzeczne.
Według jednostek morfologicznych Śródmieście dzieli się na dwie części. Położony niżej, północny fragment Śródmieścia jest częścią Obniżenia Rawy, które ciągnie się wzdłuż doliny Rawy. Jest ono głęboko wcięte w utwory karbońskie i stanowi dno doliny wraz z terasą plejstoceńską. Tam też jest najniżej położone miejsce – wysokość zwierciadła Rawy na wysokości ulicy J. Dudy-Gracza wynosi tam około 260 m n.p.m. Obszar dzielnicy wznosi się w kierunku południowym. Tę też część dzielnicy obejmują wschodnie krańce Wzgórz Kochłowickich, charakteryzujące się spłaszczonymi wzniesieniami. Najwyżej położony punkt Śródmieścia znajduje się w rejonie Biurowca Wojewódzkiego, gdzie wysokość nad poziomem morza dochodzi do ponad 300 m. Różnica wysokości między skrajnymi punktami wynosi około 40 m. Na rzeźbę terenu Śródmieścia znaczny wpływ miała działalność człowieka związana z urbanizacją oraz działalnością górniczą. Prawie cały obszar Śródmieścia stanowi także antropogeniczną powierzchnię zrównań.

### Klimat i topoklimat
Warunki klimatyczne Śródmieścia są zbliżone do klimatu dla całych Katowic. Jest on modyfikowany zarówno przez czynniki klimatotwórcze jak i lokalne. Na klimat dzielnicy w większym znaczeniu mają wpływy oceaniczne z przewagą nad wpływami kontynentalnymi oraz sporadycznie docierające tu od południowego zachodu przez Bramę Morawską masy powietrza zwrotnikowego.
Średnia roczna temperatura w wieloleciu 1961–2005 dla położonej w pobliżu Śródmieścia stacji na Muchowcu wynosiła 8,1 °C. Najcieplejszym miesiącem w badanym okresie był lipiec (17,8 °C), a najchłodniejszym styczeń (-2,2 °C). Średnie roczne usłonecznienie w latach 1966–2005 wynosiło 1474 godziny, zaś średnie zachmurzenie w tym samym okresie wynosiło 5,3. Średnia roczna suma opadów w skali roku w okresie lat 1951–2005 wynosiła 713,8 mm. Średni czas zalegania pokrywy śnieżnej wynosi 60-70 dni, a okres wegetacyjny trwa średnio 200-220 dni. W ciągu roku przeważają wiatry zachodnie i południowo-zachodnie (odpowiednio 20,7% i 20,4% wszystkich wiatrów), a najrzadziej wieje z północy (5,7%). Średnia prędkość wiatru wynosił 2,4 m/s.
Klimat Śródmieścia jest modyfikowany przez czynniki lokalne (topoklimat), zależny od pokrycia terenu, a także od położenia względem dolin rzecznych. Topoklimat obszarów położonych bezpośrednio wzdłuż Rawy jest najbardziej niekorzystny. Dochodzi tam do częstego wypromieniowania ciepła, a duża ilość wilgoci powoduje, że wzrasta tam znacznie parowanie, które pobiera ciepło. W obszarach zabudowy zwartej na lokalny klimat wpływ ma czynnik podgrzewania atmosfery na skutek działalności człowieka. Zwarte powierzchnie zabudowy, dróg i placów powodują podniesienie temperatury powietrza w przyziemnej warstwie atmosfery. Obszary te szybciej też tracą ciepło na skutek wypromieniowania w nocy, a brak wilgoci w powietrzu nie sprzyja dłuższemu zatrzymaniu ciepła.

### Wody powierzchniowe i podziemne

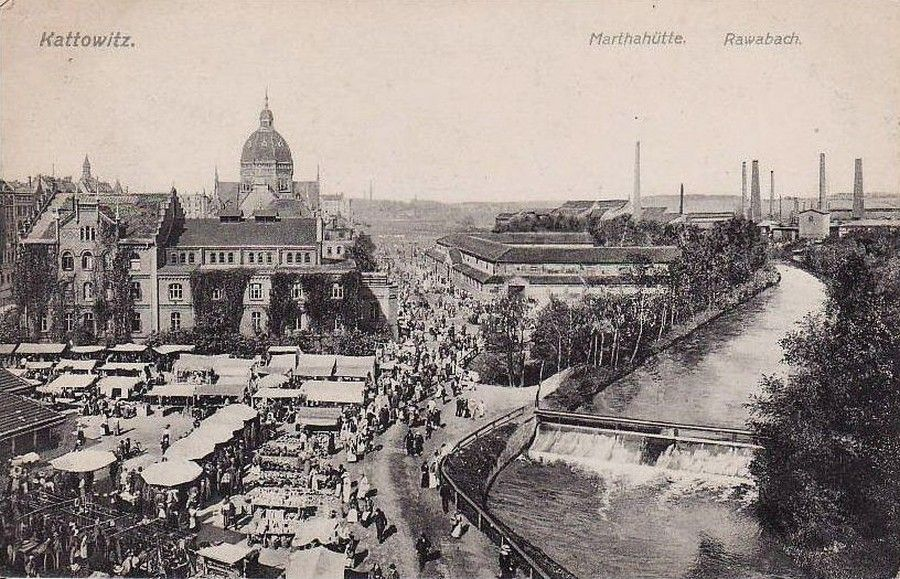
Rejon dzisiejszej ulicy ks. P. Skargi na początku XX wieku; po prawej stronie poprzecinana jazami Rawa

Powierzchnia Śródmieścia położona jest w całości w lewym dorzeczu Wisły, prawie na całym obszarze w zlewni Rawy. Rzeka ta, będąca dopływem Czarnej Przemszy, na terenie Śródmieścia biegnie z zachodu na wschód. Ma w całości uregulowany przebieg i jest obwałowana, a znaczny jej fragment w rejonie Śródmieścia jest zakryty. Stanowi ona odbiornik oczyszczonych i surowych ścieków oraz wód opadowych. Rawa jeszcze w połowie XIX wieku była rzeką wyjątkowo czystą, w której występowały obfite siedliska ryb i raków. Rzeka była przegrodzona licznymi jazami, które tworzyły kaskady. Na terenach obecnego Śródmieścia znajdował się duży staw o powierzchni około 40 hektarów, który ciągnął się wzdłuż obecnych ulic A. Mickiewicza i S. Moniuszki. Zbiorniki budowano z przeznaczeniem na hodowlę ryb oraz do napędzania kół wodnych. Z kaskady na Rawie korzystała m.in. kuźnica bogucka. Pod koniec XIX wieku rzeka ulegała już znacznemu zanieczyszczeniu – na przełomie XIX i XX wieku 60% wód Rawy stanowiły ścieki i wody pokopalniane. W połowie lat 60. XX wieku Rawa została przykryta.
Niewielki, południowo-wschodni fragment Śródmieścia w rejonie położonym na wschód od ulicy H. Sienkiewicza i na południe od ulicy Powstańców położony jest w zlewni Potoku Leśnego. Pomiędzy zlewniami Rawy i Potoku Leśnego biegnie dział wodny V rzędu. W Śródmieściu brak jest współcześnie zbiorników wodnych.
W klasyfikacji Bronisława Paczyńskiego Śródmieście położone jest w obrębie śląsko-krakowskiego regionu hydrogeologicznego, w subregionie górnośląskim. Utwory wodonośnie występują we wszystkich warstwach, lecz ich znaczenie uzależnione jest od kilku czynników. Zgodnie z podziałem Polski na Jednolite Części Wód Podziemnych, obszar Śródmieścia w całości położony jest w Jednolitej Części Wód Podziemnych nr 111 (Subregion Środkowej Wisły Wyżynny).

### Przyroda i ochrona środowiska

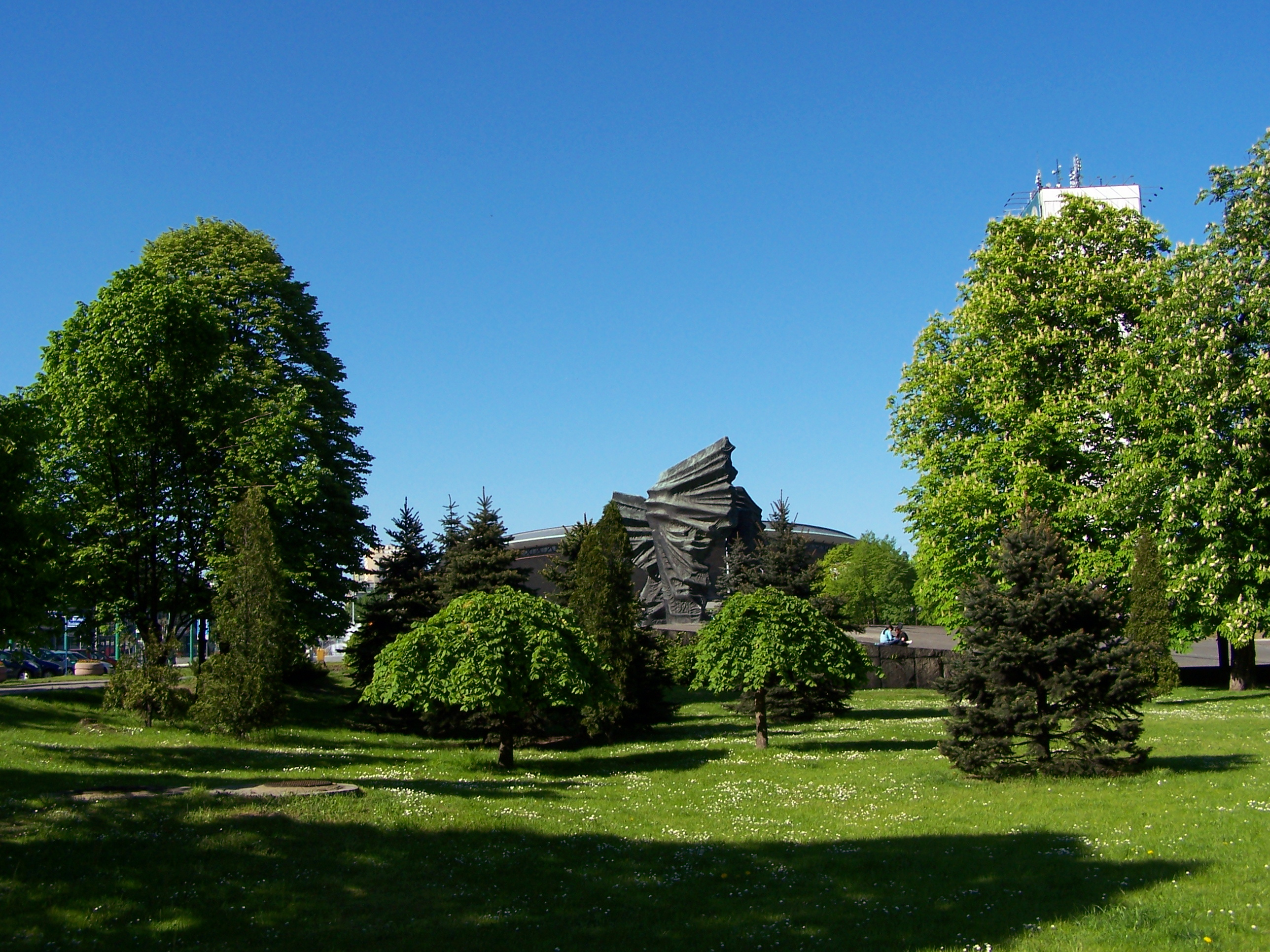
Fragment Parku Powstańców Śląskich w maju 2008 roku

Naturalna szata roślinna na terenie współczesnego Śródmieścia kształtowana była od czasu ostatnich zlodowaceń 12-16 tys. lat temu, a na przełomie 200 ostatnich lat została poddana silnej antropopresji. Pierwotnie tereny wzdłuż doliny Rawy porastały łęgi i olsy, a na wyżej położonych terenach rosły bory sosnowe oraz buczyny. Rozwój zwartej zabudowy śródmiejskiej w XIX i XX wieku doprowadził do prawie całkowitego zaniku elementów przyrody naturalnej. Według opracowania z 1859 roku, w rejonie katowickiego Śródmieścia znajdowały się następujące tereny zielone: Duży Staw Miejski, park przy zamku, park przy kościele ewangelickim oraz tereny pól uprawnych w południowej części miasta. Na siedliskach zurbanizowanych rozwinęły się m.in. zbiorowiska ruderalne. Tworzyły się także warunki do rozwoju zwierząt synantropijnych, z czego największe znaczenie mają ptaki, wśród których są te, które od dawna towarzyszyły człowiekowi, jak m.in. wróbel zwyczajny czy gołąb skalny, a także rodzime ptaki, które dostosowały się do warunków zurbanizowanych, w tym m.in. jerzyki, jaskółki oknówki czy dymówki.

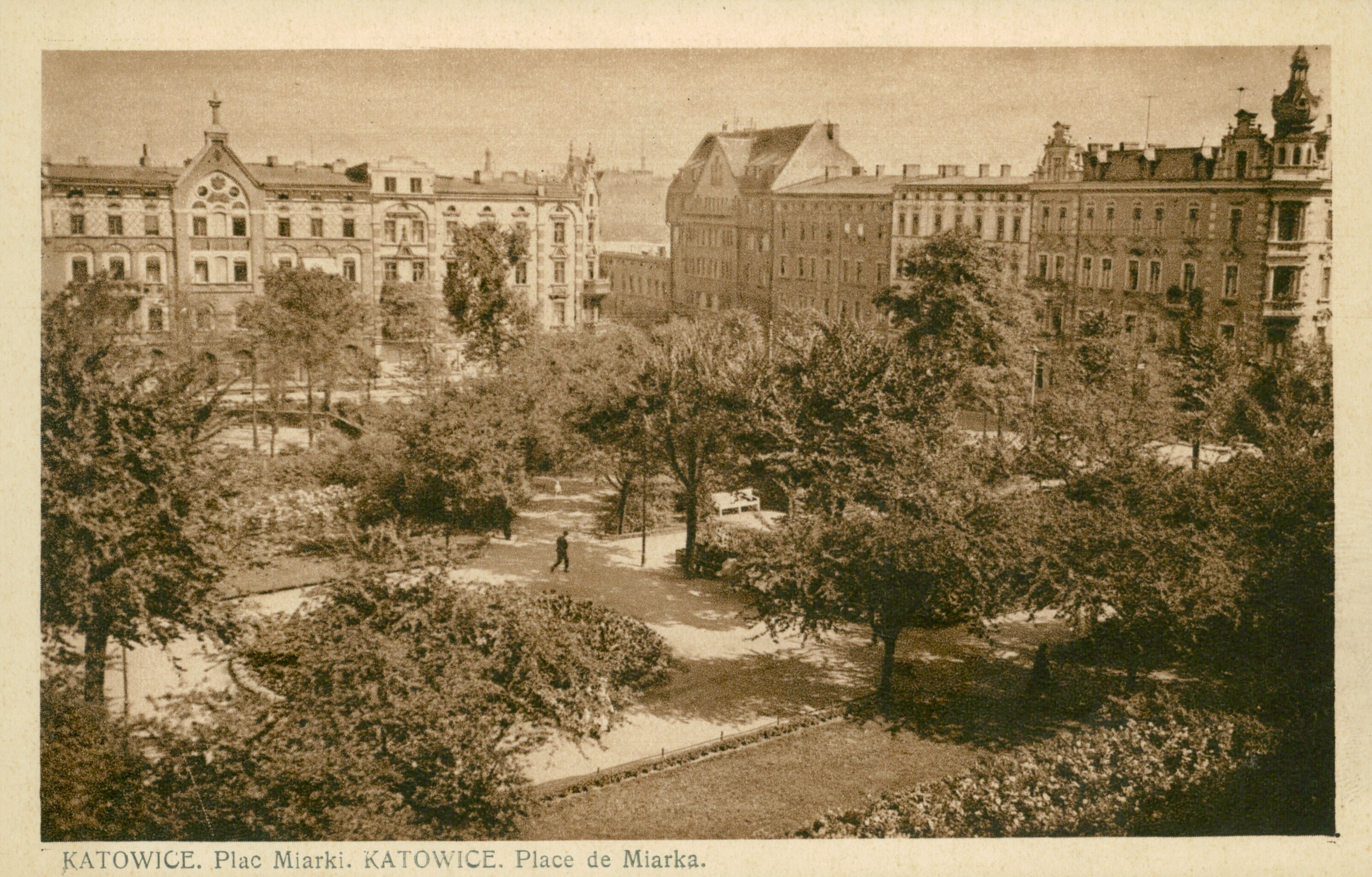
Fragment placu Karola Miarki w latach 1927–1929

Współcześnie, w strukturze przyrodniczej Śródmieścia jako miejsca zwartej, starszej zabudowy główną rolę odgrywa zieleń urządzona w formie nasadzeń przyulicznych, zieleń podwórek, placów, skwerów, parków, cmentarzy i zieleni przykościelnej. Tereny te tworzą różnej wielkości zielone wyspy, przez co kontakt pomiędzy nimi jest utrudniony barierami w postaci zwartej zabudowy. Rawa pełni w Śródmieściu pełni natomiast funkcję korytarza ekologicznego. Powierzchnia zieleni o funkcji rekreacyjnej w Śródmieściu wynosi 17,7 ha, rodzinne ogrody działkowe zajmują 5,45 ha terenów dzielnicy, parki dzielnicowe 4,59 ha, zaś skwerów i zieleńców jest w Śródmieściu 13,11 ha. Pierwszym zagospodarowanym parkiem w katowickim Śródmieściu był park przy zamku, na miejscu którego dziś znajduje się Park Powstańców Śląskich. Pozostałe parki i skwery wykształcone na przełomie XIX i XX wieku na terenie Śródmieścia to skwery na placu Wolności i na placu K. Miarki. Przed I wojną światową, pomiędzy Synagogą Wielką a Łaźnią Miejską istniał także wytyczony zadrzewiony skwer z placem zabaw, na którym w czasach Polski Ludowej został wybudowany Dom Handlowy „Ślązak”.
W granicach Śródmieścia występują dwa zespoły rodzinnych ogródków działkowych:
| Lp. | Nazwa      | Lokalizacja  | Powierzchnia (ha) | Liczba działek (2007) |
| --- | ---------- | ------------ | ----------------- | --------------------- |
| 1   | Kościuszki | ul. Barbary  | 4,68              | 140                   |
| 2   | Rymera     | ul. Rybnicka | 0,76              | 30                    |

## Historia

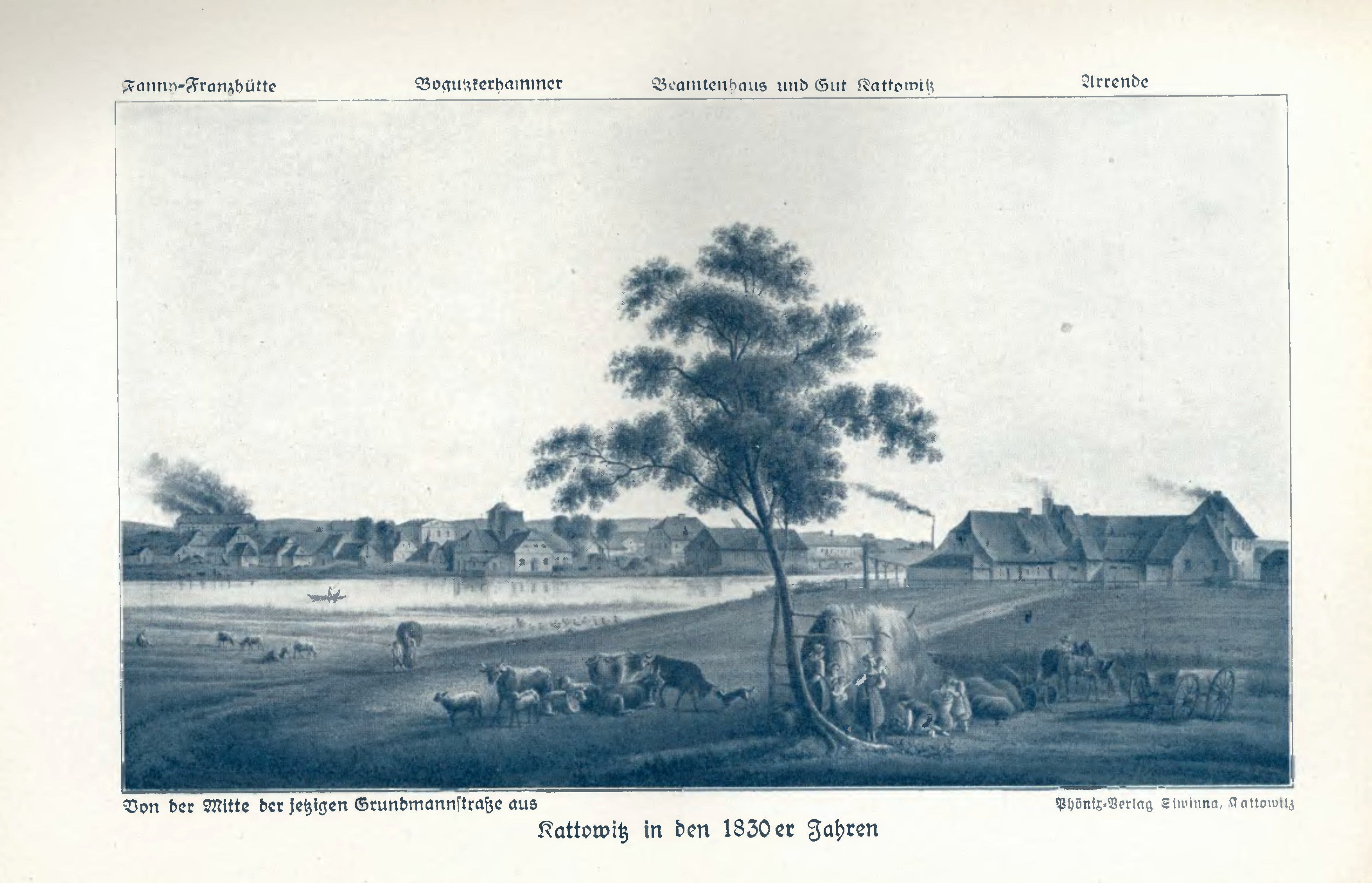
Litografia Ernsta Wilhelma Knippla przedstawiająca Katowice w latach 30. XIX wieku; po prawej stronie znajduje się Karczma Katowicka

Pierwsze osadnictwo na terenie dzisiejszego Śródmieścia wiąże się z ulokowaną pomiędzy Roździanką (Rawą) i jej prawym dopływem – Osiekiem a Kłodnicą osadą przemysłową Kuźnica Bogucka. Pierwsza zaś informacja o działalności Kuźnicy Boguckiej pojawiła się w 1397 roku. W XV wieku Kuźnica Bogucka wydzieliła się z Bogucic. Pod koniec XVI wieku na gruntach należących do Kuźnicy Boguckiej kuźnik Andrzej Bogucki założył wieś Katowice, w której osiedliło się kilku zagrodników. Katowice zaś po raz pierwszy zostały wzmiankowane w 1598 roku jako „villa nova Katowicze”. Była to umowa dzierżawna, w której zanotowano, że w ówczesnych Katowicach istniał folwark i we wsi mieszkało wówczas czterech zagrodników oraz dwóch chałupników. Nazwa „Katowice” po raz pierwszy wskazana jest w dokumencie z 1614 roku, a do końca XVIII wieku nazw Katowice i Kuźnica Bogucka używano zamiennie.

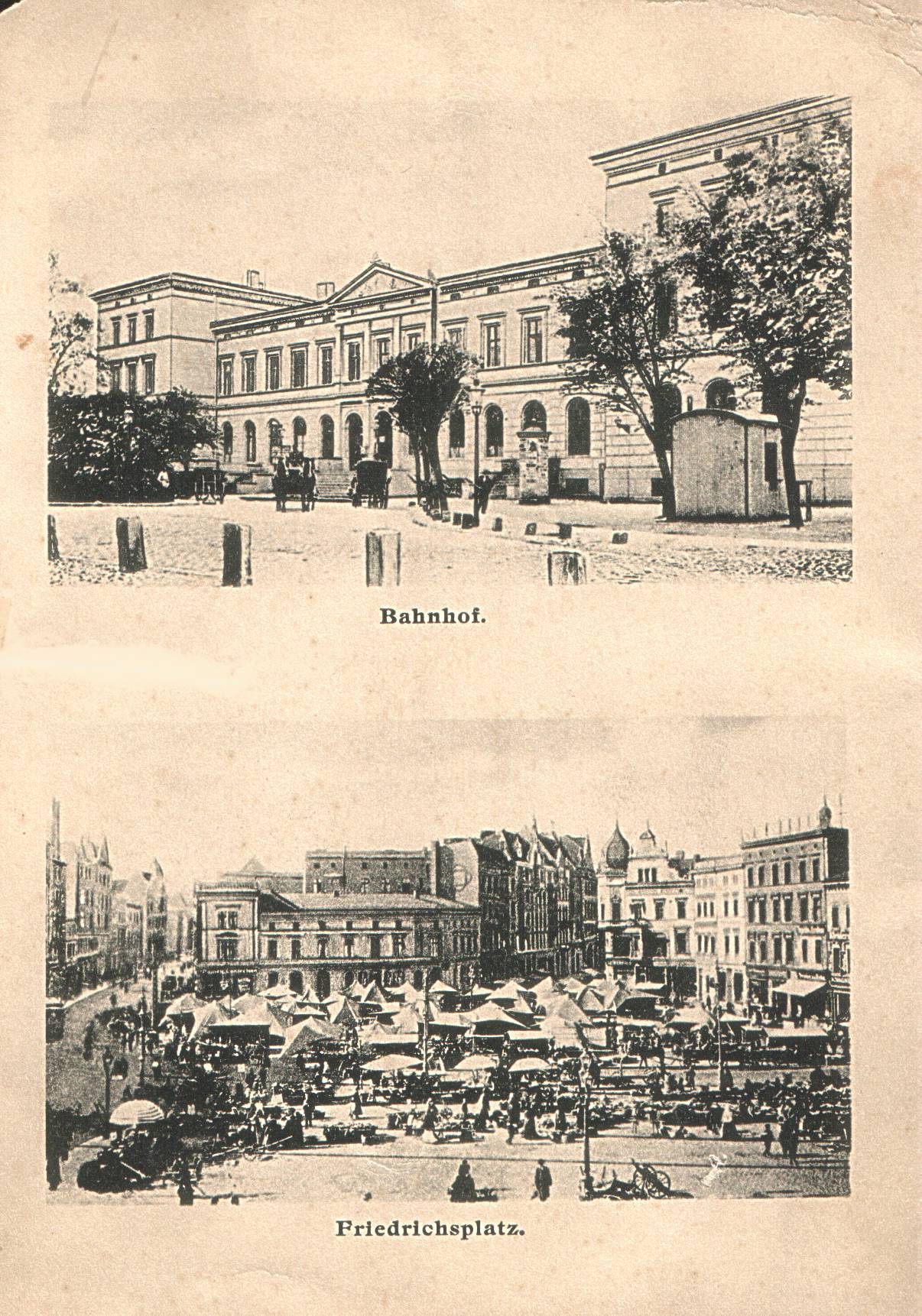
Widokówka z okresu przedwojennego przedstawiająca dawny gmach dworca kolejowego (u góry; przed rozbudową) oraz katowicki Rynek (na dole)

W 1702 roku dobra Kuźnicy Boguckiej przeszły na własność Baltazara Erdmana Promnitza, który kupił je za 15 tysięcy złotych reńskich. Kuźnicę Bogucką, Katowice i Brwinów w późniejszym czasie odkupił Jan Krzysztof Mieroszewski – starosta i sędzia ziemski księstwa siewierskiego, pierwszy ordynat mysłowicki. Katowice w XVIII wieku były osadą rolniczą zamieszkałą przez kilkunastu chłopów i była ona ściśle związaną z Kuźnicą Bogucką. Oddalenie wsi od szlaków komunikacyjnych i położenie na nieurodzajnych i lesistych terenach powodowało, że Katowice rozwijały się bardzo wolno – w 1799 roku liczyły one 78 gospodarstw, a w latach 20. XIX wieku 142 gospodarstwa. W 1827 roku w budynku, który znajdował się pomiędzy dzisiejszymi ulicami Młyńską i Pocztową została założona pierwsza katowicka szkoła.
Dynamiczny rozwój terenów współczesnego Śródmieścia, a wraz z tym intensywna urbanizacja, spowodowany był gwałtownym rozwojem przemysłu na terenie Górnego Śląska. W sąsiedztwie współczesnego Śródmieścia rozwijały się przede wszystkim trzy gałęzie gospodarcze: górnictwo węgla kamiennego, hutnictwo cynku oraz hutnictwo żelaza. W 1839 roku Franz von Winckler zakupił wraz z dobrami mysłowickimi Katowice, a wkrótce po tym przeniósł tutaj z Miechowic generalny zarząd swoich dóbr i uczynił starania o poprowadzenie planowanej linii kolejowej właśnie przez Katowice. Zarząd ten w 1858 roku został przekształcony w dyrekcję górniczą, stając się pierwszym organem administracji przemysłowej na terenie współczesnego Śródmieścia. W dniu 3 października 1846 roku Towarzystwo Kolei Górnośląskiej (niem. Oberschlesische Eisenbahn AG) uruchomiło przebiegającą przez Katowice linię kolejową łączącą Wrocław z Mysłowicami, zaś pierwszy pociąg osobowy do Katowic wjechał 6 sierpnia 1847 roku.
W 1846 roku w dobrach należących do Wincklerów zniesiono stosunki pańszczyźniane. Odbywała się także parcelacja gruntów dworskich – w drugiej połowie XIX wieku parcele nabywali głównie osadnicy niemieccy i Żydzi, stowarzyszenia polityczne i kulturalne oraz zarząd Katowic. W latach 50. XIX wieku na terenach współczesnego Śródmieścia uruchomiono hutę „Marta” (niem. „Marthahütte”), działającą początkowo jako walcownia cynku. Huta ta pracowała do 1929 roku. Od 1856 roku przy obecnej ulicy Stawowej działała także huta „Jakub” (niem. „Jacobhütte”). Wraz z rozwojem przemysłu rozbudowano także drogi prowadzące do Katowic, w tym w 1836 roku trasę łączącą Tarnowskie Góry i Mysłowice przez Wełnowiec i Katowice.

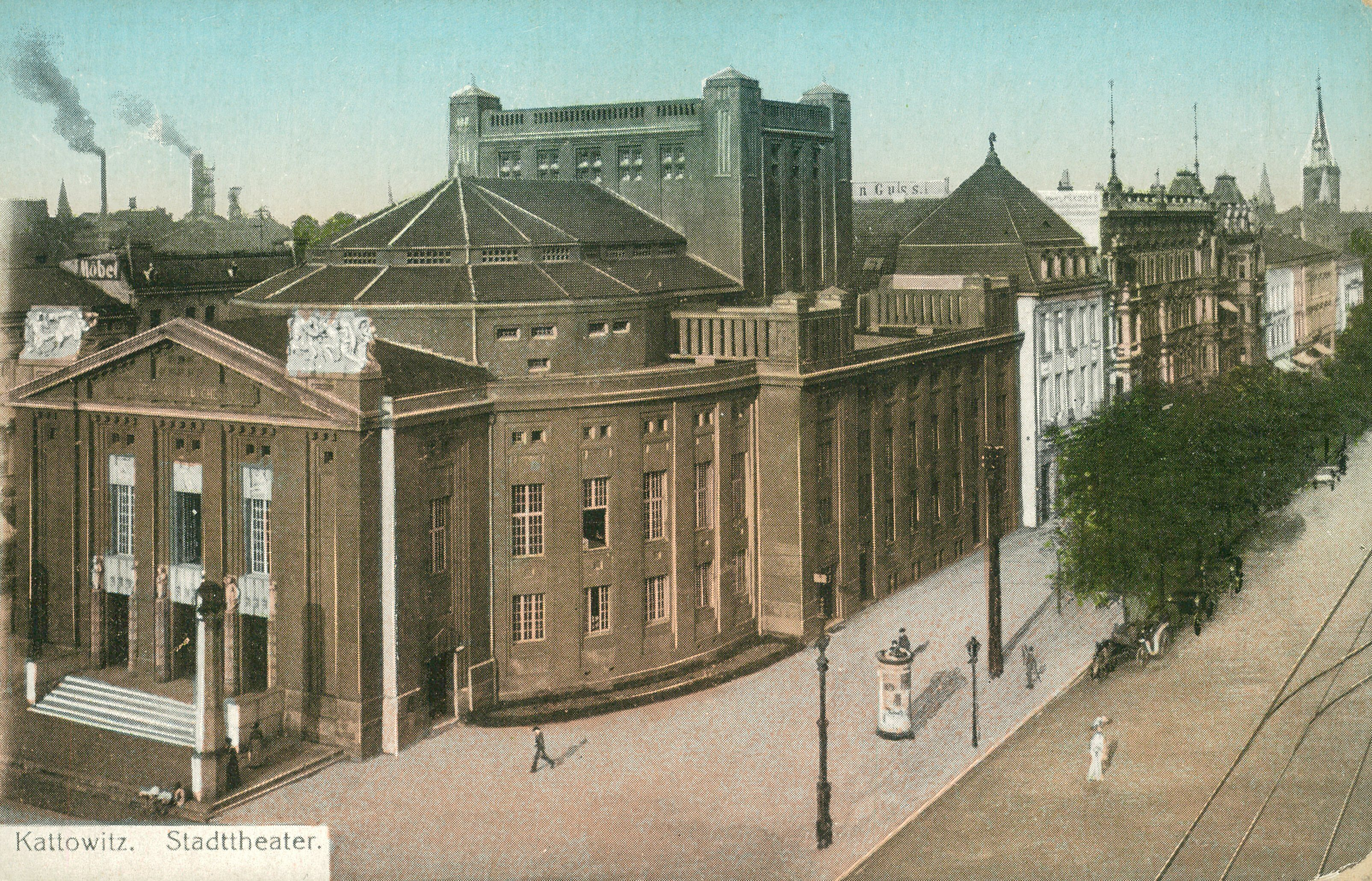
Pocztówka wydana po 1907 roku przedstawiająca fragment ulicy Warszawskiej; na pierwszym planie gmach dawnego Teatru Miejskiego – obecnie Teatr Śląski im. Stanisława Wyspiańskiego

Szybko rosła liczba ludności, szczególnie tej działającej w branżach pozarolniczych, przez co wzrosły dążenia do przekształcenia Katowic w miasto. Ogromne zasługi na tym polu mieli ówczesny naczelny dyrektor dóbr Thiele-Wincklera Friedrich Grundmann oraz lekarz Richard Holtze. Dążenia ich zostały zrealizowane w połowie lat 60. XIX wieku – 11 września 1865 roku podpisano dokument nadający Katowicom prawa miejskie. W tym okresie na obszarze obecnego Śródmieścia wzniesiono wiele obiektów użyteczności publicznej i innych budynków – w latach 1869–1872 wybudowano w ówczesnych Katowicach łącznie 182 domy mieszkalne. Miasto wówczas rozwijało się w rejonie od placu Wolności do Rynku i dalej w kierunku Zawodzia. Pod koniec XIX wieku zwarta zabudowa miejska przekroczyła na południu tory kolejowe. Swoją siedzibę ulokowały tutaj liczne organizacje gospodarcze i administracyjne, w tym m.in. Górnośląska Konwencja Węglowa, Państwowa Dyrekcja Poczt (w 1872 roku), Sąd Okręgowy (w 1882 roku), Górnośląski Związek Przemysłowców Górniczo-Hutniczych czy Dyrekcja Prusko-Królewskich Kolei Państwowych (w 1895 roku). Pierwszy tramwaj do katowickiego Rynku dotarł 25 listopada 1898 roku. W 1907 roku powstał Teatr Miejski – obecny Teatr Śląski im. S. Wyspiańskiego.

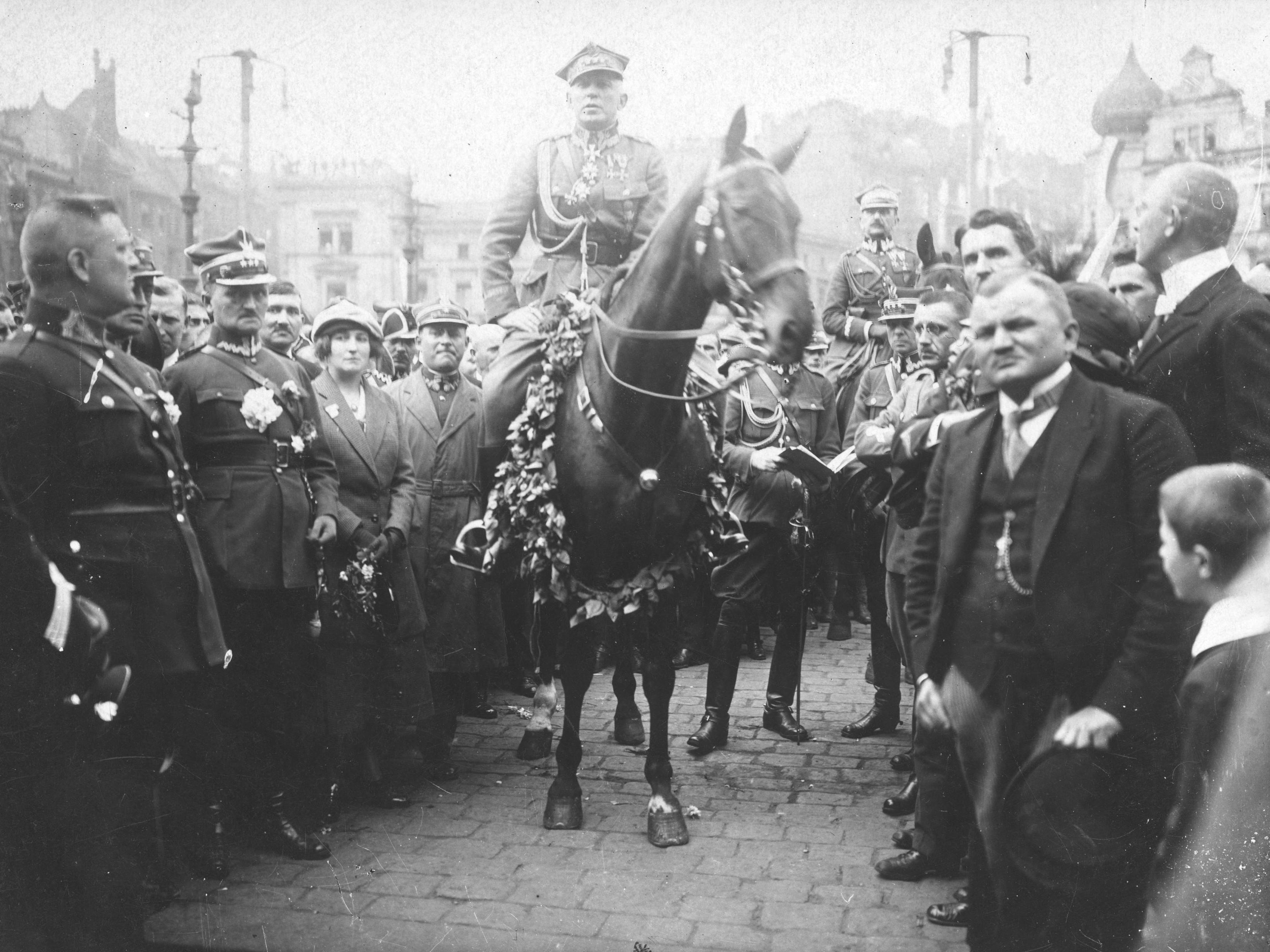
Uroczystość wkroczenia wojska polskiego na czele z gen. Stanisławem Szeptyckim do Katowic 22 czerwca 1922 roku; zdjęcie wykonano na katowickim Rynku

Tereny katowickiego Śródmieścia w trakcie powstań śląskich i plebiscytu były miejscem licznych wydarzeń. Dochodziło tutaj m.in. do demonstracji i niszczenia lokali działaczy plebiscytowych. W dniu 17 sierpnia 1920 roku został zamordowany Andrzej Mielęcki, zaś w trakcie drugiego powstania śląskiego miasto zostało zablokowane przez powstańców. W dniu 20 czerwca 1922 roku do Katowic wkroczyło polskie wojsko, przywitane na granicy Katowic i Zawodzia przez burmistrza miasta Alfonsa Górnika. W okresie międzywojennym Katowice stały się stolicą autonomicznego województwa śląskiego. Na terenie współczesnego Śródmieścia oprócz władz wojewódzkich swoją siedzibę miały w tym czasie m.in.: Sejm Śląski, Wyższy Urząd Górniczy czy konsulaty różnych państw. Rozwój dzielnicy w tym okresie koncentrował się w jej południowej części, w której powstała zabudowa głównie w stylu modernistycznym.
W trakcie II wojny światowej, w pierwszych dniach po zajęciu przez Niemców terenów Katowic na początku września 1939 roku w rejonie Rynku dokonano masakry, w której rozstrzelano m.in. Nikodema Renca i Konstantego Woźniczki. Katowice wcielono bezpośrednio do III Rzeszy Niemieckiej, a miasto stało się siedzibą rejencji katowickiej. W dniu 27 stycznia 1945 roku miasto zostało zajęte przez wojska 1 Frontu Ukraińskiego Armii Czerwonej praktycznie bez zniszczeń. W następnych dniach spłonęło jedynie kilka domów w ścisłym centrum Śródmieścia (w rejonie Rynku), podpalonych w trakcie rabunków dokonanych przez żołnierzy radzieckich.

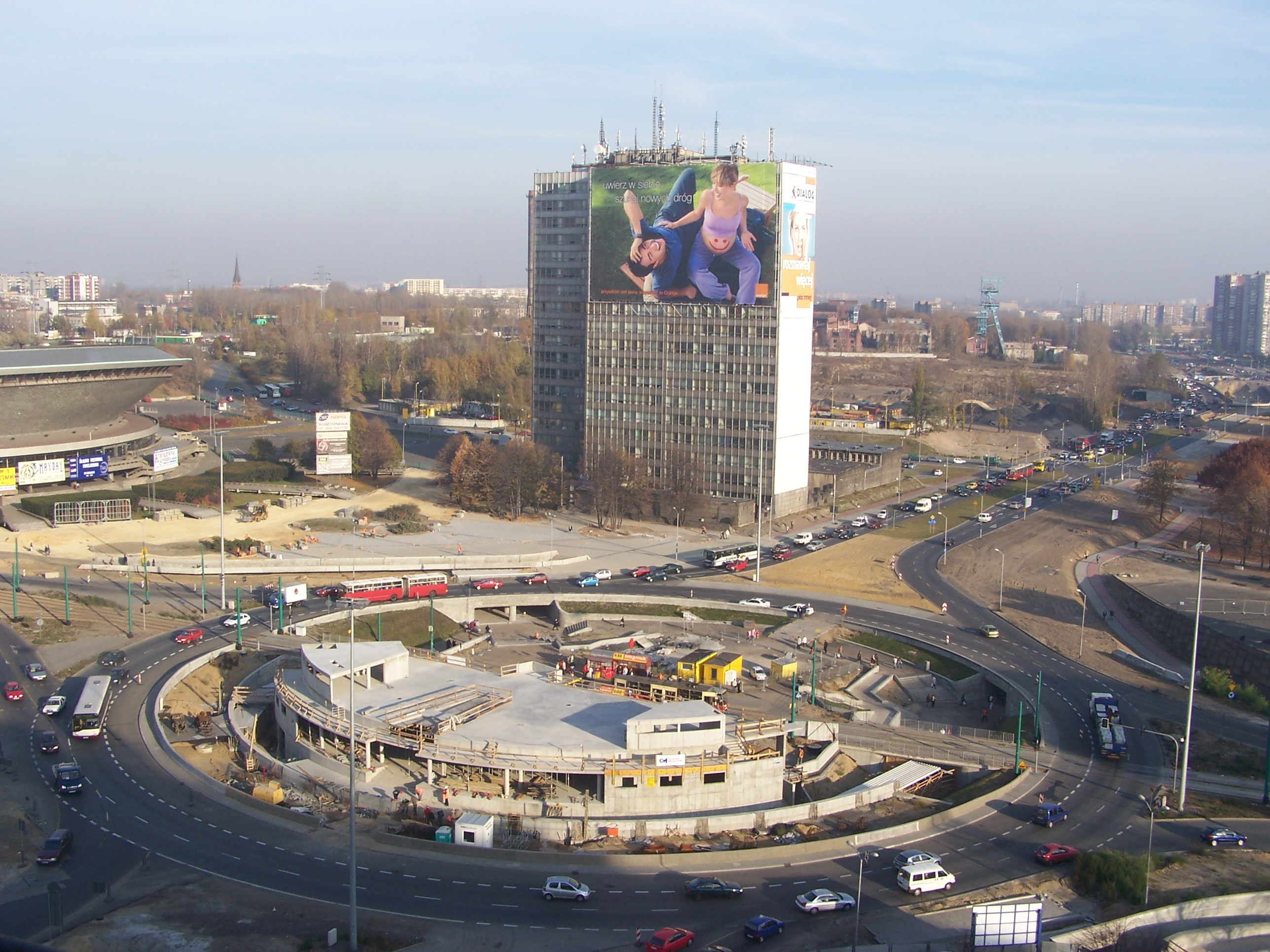
Budowa Drogowej Trasy Średnicowej wraz z budową tunelu na pograniczu Bogucic, Koszutki i Śródmieścia w listopadzie 2005 roku

W okresie Polski Ludowej centralna część katowickiego Śródmieścia uległa przeobrażeniom. Decyzją władz politycznych i administracyjnych z 1959 roku umożliwiono realizację tzw. „Bloku Zachód”, zaś w latach 1962–1965 ustalono plan przestrzennego zagospodarowania katowickiego Śródmieścia. W rejonie alei W. Korfantego i Rynku powstały takie budynki jak m.in. Superjednostka, Separator, hotel Silesia czy hotel Katowice. W latach 1965–1972 na terenach pomiędzy ulicami: Młyńską, Stawową i 3 Maja powstał nowy dworzec kolejowy. W 1968 roku w katowickim Śródmieściu swoją działalność zainaugurował Uniwersytet Śląski, zaś dwa lata później Wyższa Szkoła Wychowania Fizycznego. W listopadzie 1980 roku do katowickiego Śródmieścia przeniesiono Wyższe Śląskie Seminarium Duchowne, a rok później Społeczne Muzeum Historii Miasta Katowice przekształcono w Muzeum Historii Katowic. W 1984 roku nastąpiło otwarcie Muzeum Śląskiego.
Śródmieście w momencie przemian ustrojowych 1989 roku było dzielnica z wieloma problemami, do których należały m.in. zniszczenia infrastruktury i zabudowy spowodowane wydobywaniem węgla kamiennego pod miastem czy brak dostatecznej oferty kulturalnej. W latach 90. XX wieku nakierowano nową wizję rozwoju całego miasta, przy czym zadbano również o jego dziedzictwo – w Śródmieściu dokonano odsłonięcia szeregu nowych pomników i tablic upamiętniających postacie ważne dla Katowic, w tym pomnika Wojciecha Korfantego na placu Sejmu Śląskiego. W czerwcu 2004 roku oddano do użytku ulicę W.F. Grundmana, zaś w grudniu 2006 roku zakończono prace nad budową śródmiejskiego odcinka Drogowej Trasy Średnicowej wraz z przebudową ronda gen. J. Ziętka. Inwestycja ta była jednym z największych i najważniejszych przedsięwzięć inwestycyjnych w historii Katowic. Po 1989 roku rozwinął się także sektor szkolnictwa wyższego. W 1993 roku powołano pierwszą w Katowicach niepubliczną uczelnię wyższą – Śląską Wyższą Szkołę Zarządzania. Rozwijano także istniejące publiczne uczelnie, a także poszerzano ofertę kulturalną dzielnicy, a wraz z tym na terenie Śródmieścia zorganizowano szereg wydarzeń kulturalnych.

## Demografia
| Okres/ l. ludności   | przedprodukcyjny (0–18 lat) | produkcyjny (18-60/65 lat) | poprodukcyjny (pow. 60/65 lat) | Razem |
| -------------------- | --------------------------- | -------------------------- | ------------------------------ | ----- |
| Ogółem               | 4093                        | 17916                      | 6784                           | 28793 |
| kobiety              | 1981                        | 8614                       | 4743                           | 15338 |
| mężczyźni            | 2112                        | 9302                       | 2041                           | 13455 |
| Wskaźnik feminizacji | 94                          | 93                         | 232                            | 114   |

Śródmieście w grudniu 2007 roku było zamieszkane przez 35927 osób, co stanowiło wówczas 11,4% mieszkańców miasta. Było ono wówczas najliczniej zamieszkałą dzielnicą Katowic. Gęstość zaludnienia wynosiła wówczas 9427 osób/km² i była wtedy drugą po Osiedlu Tysiąclecia najgęściej zaludnioną dzielnicą miasta. W 2010 roku w Śródmieściu mieszkało 33035 osób (10,8% ogółu mieszkańców miasta), a pod koniec 2011 roku 32131 osób, dwa lata później, w 2013 roku w Śródmieściu mieszkało 30336 osób. Pod koniec 2020 roku Śródmieście pod względem liczby ludności było drugą dzielnicą Katowic, ustępując Ligocie-Panewnikom – liczyło ono wówczas 25320 osób.
W okresie lat 1988–2007 nastąpił znaczny spadek liczby mieszkańców Śródmieścia – największy spośród wszystkich dzielnic Katowic, sięgający około 11,5 tys. osób, czyli ponad 25% ludności według stanu z 1988 roku. Na taki stan rzeczy przyczyniło się kilka czynników, w tym m.in.: ubytek naturalny związany z dużym odsetkiem osób w wieku poprodukcyjnym, wypieranie mieszkań na rzecz funkcji usługowej czy deficyt miejsc parkingowych.
W 2010 roku 15,1% mieszkańców Śródmieścia było w wieku przedprodukcyjnym, 63,1% osób było w wieku produkcyjnym, zaś 21,1% osób było wówczas w wieku poprodukcyjnym. W 2013 roku spośród wszystkich dzielnic miasta najwięcej mieszkańców w wieku powyżej 75 lat żyło w Śródmieściu – 3322 osoby (11% ogółu mieszkańców miasta).

Szczegółowe dane dotyczące liczby ludności w poszczególnych latach na terenie Śródmieścia przedstawia poniższy wykres:
Źródła danych: 1988; 1997; 2005; 2010; 2015; 2020

## Polityka i administracja

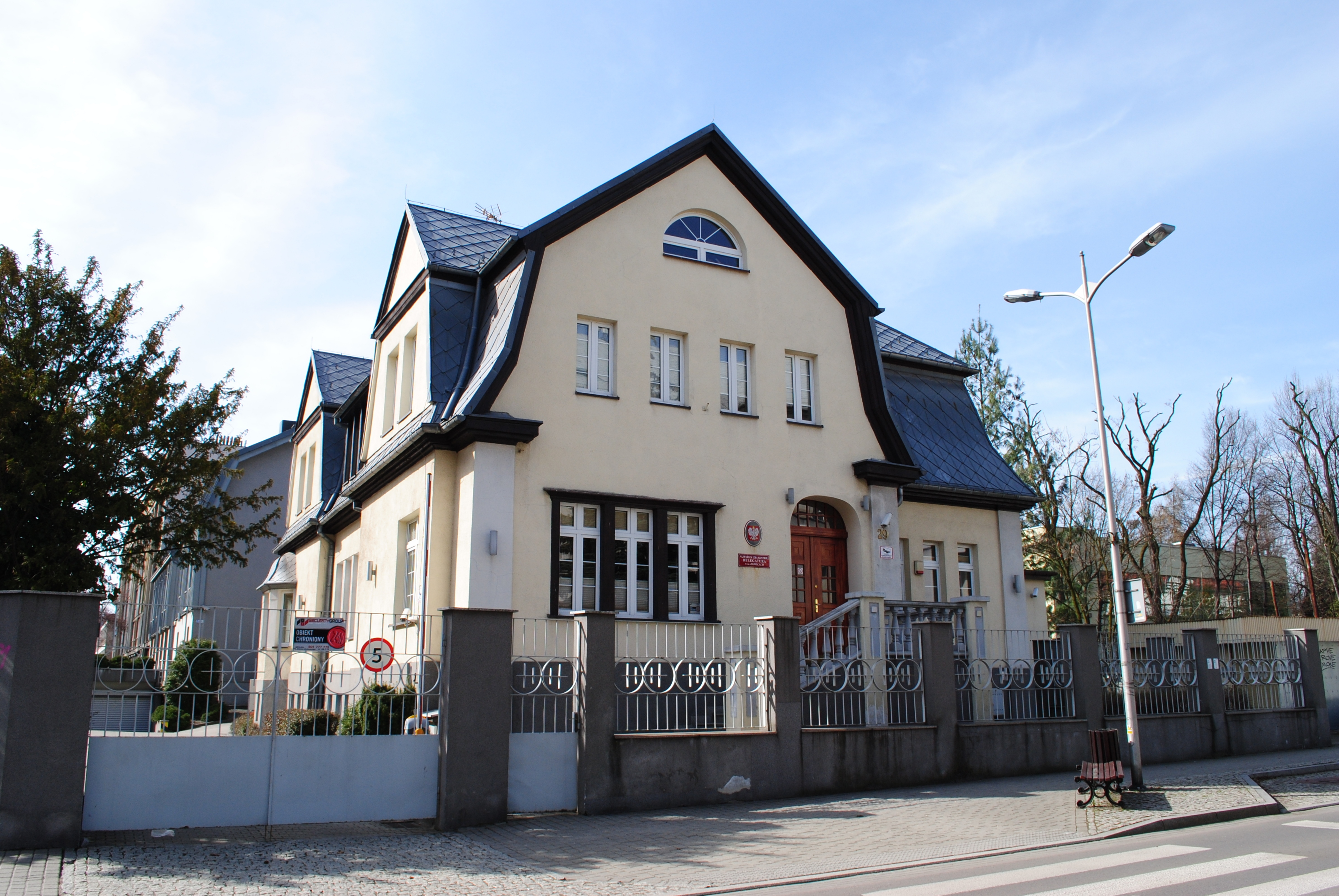
Siedziba Delegatury NIK (ul. Powstańców 29)

Katowickie Śródmieście jest dzielnicą, w której koncentrują się placówki administracji rządowej i samorządowej i siedziby organów administracji niezespolonej i państwowej, w tym m.in.: Urzędu Miasta Katowice (ul. Młyńska 4), Urzędu Metropolitalnego Górnośląsko-Zagłębiowskiej Metropolii (ul. Barbary 21a), Śląskiego Urzędu Wojewódzkiego (ul. Jagiellońska 25), Urzędu Marszałkowskiego Województwa Śląskiego (ul. J. Ligonia 46), Delegatury w Katowicach Najwyższej Izby Kontroli (ul. Powstańców 29) czy Biuro Pełnomocnika Terenowego w Katowicach Rzecznika Praw Obywatelskich w Katowicach. Mieszczą się tutaj także siedziby władzy sądowniczej, w tym: Sądu Okręgowego w Katowicach (ul. Francuska 38; ul. Andrzeja 16/18), Sądu Rejonowego Katowice-Zachód (pl. Wolności 10 i ul. Warszawska 45) i Sądu Rejonowego Katowice-Wschód (jedna z dwóch siedzib – ul. J. Lompy 14). Koncentrują się tu także regionalne władze licznych organizacji pozarządowych czy urzędów konsularnych. Konsulaty mają tu następujące państwa: Białoruś (ul. Graniczna 29), Kazachstan (ul. Jagiellońska 24/2), Litwa (ul. J. III Sobieskiego 2), Luksemburg (ul. Wawelska 4), Peru (ul. P. Stalmacha 17), Słowenia (ul. Opolska 15) i Ukraina (ul. M. Kopernika 4/4).

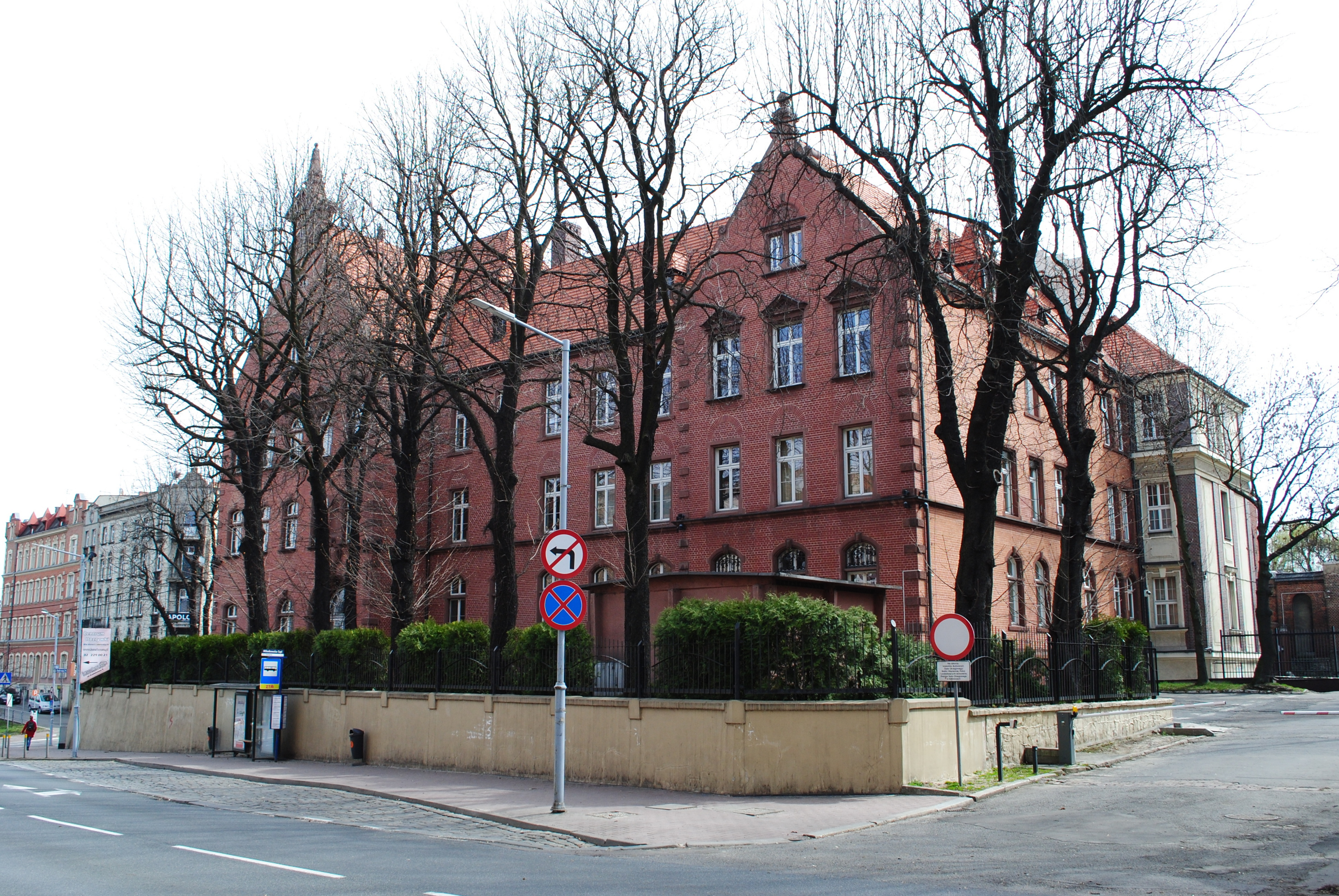
Gmach Sądu Okręgowego w Katowicach (ul. Andrzeja 16/18)

Rozwój funkcji administracyjnych współczesnego Śródmieścia Katowic trwał od pierwszej połowy XIX wieku w postaci ulokowanej wówczas w Katowicach dyrekcji górniczej Tiele-Wincklera, która zarządzała przemysłem zlokalizowanym w rejonie okręgu bytomskiego, a w dyrekcji tej w latach 60. XIX wieku było zatrudnionych około 100 urzędników. Wzmocnienie funkcji administracyjnych współczesnego Śródmieścia nastąpiło w 1873 roku, kiedy to wydzielono z powiatu bytomskiego powiat katowicki, a Katowice stały się wówczas miastem powiatowym. Wzrost znaczenia Katowic pociągnął za sobą rozwój funkcji administracyjno-dyspozycyjnych koordynujących życie gospodarcze regionu, a z biegiem czasu na terenie współczesnego Śródmieścia ulokowano liczne dyrekcje koncernów, spółek akcyjnych czy stowarzyszeń przemysłowców. W 1889 roku powołano Katowicką Spółkę Akcyjną dla Górnictwa i Hutnictwa – odegrała ona znaczną rolę w rozwoju gospodarczym Górnego Śląska. W 1872 roku powołano Sąd Rejonowy, który miał swoją siedzibę przy obecnej ulicy Mikołowskiej. Obok niego wybudowano więzienie.

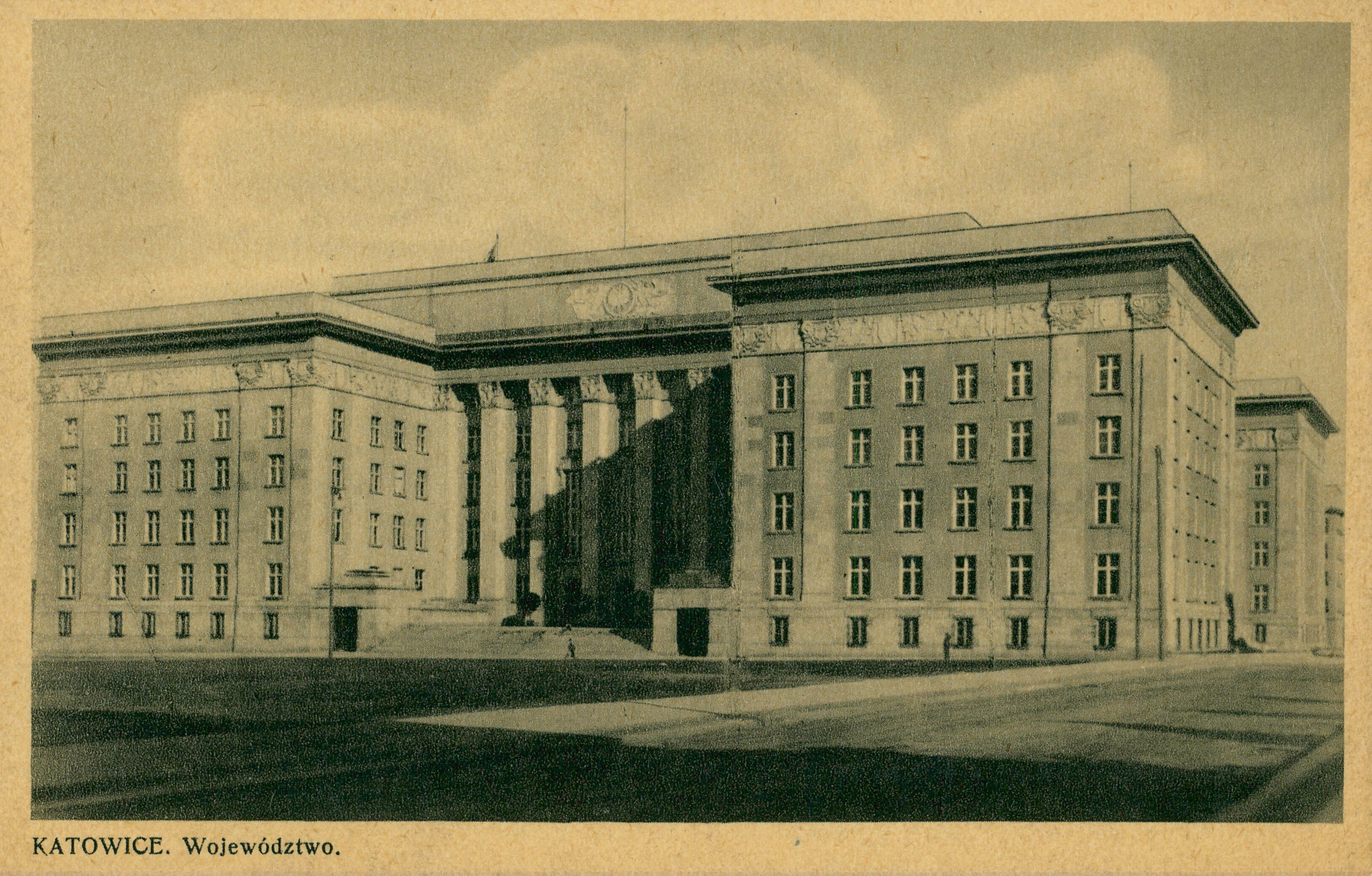
Gmach Sejmu Śląskiego w 1938 roku od strony placu Sejmu Śląskiego

W 1922 roku Katowice zostały włączone do Polski, a samo zaś miasto stała się stolicą autonomicznego województwa śląskiego, co skutkowało powstaniu na terenie dzisiejszego Śródmieścia placówek decyzyjnych administracji państwowej i politycznej. Zlokalizowano tutaj siedzibę Sejmu Śląskiego, a także Urzędu Wojewódzkiego i Rady Wojewódzkiej. Zlokalizowano tutaj także siedziby innych organów władz i administracji różnego szczebla, w tym m.in.: Sąd Okręgowy, Urząd Skarbowy czy też Wyższy Urząd Górniczy.
W czasie Polski Ludowej katowickie Śródmieście pozostało ośrodkiem administracyjnym, lecz uległy zmianie jej formy, z czego placówki administracji gospodarczej przekształcono na państwowe zjednoczenia przemysłowe czy też ogólnokrajowe jednostki administracji gospodarczej ministerstwa. Znacznemu ograniczeniu uległy funkcje polityczne i administracyjne Śródmieścia. Przede wszystkim nie istniała konieczność tworzenia autonomicznego województwa, a główny organ władzy ustawodawczej, Sejm Śląski, uległ rozwiązaniu. W tym okresie działo kilka przedstawicielstw dyplomatycznych, w tym m.in. Konsulat Generalny Czechosłowacji, Wydział Polityczno-Handlowy Ambasady NRD czy też Biuro Radcy Handlowego Węgier.
W Śródmieściu funkcjonuje wybrana przez mieszkańców Rada Dzielnicy nr 1 Śródmieście. Dzielnica nr 1 Śródmieście stanowi wspólnotę samorządową zamieszkałych na jej obszarze mieszkańców. Celem jej działania jest tworzenie warunków dla pełnego uczestnictwa mieszkańców w rozpatrywaniu istotnych spraw związanych z bieżącymi problemami dzielnicy. Sesje i dyżury Rady odbywają się w ramach ustalonego harmonogramu. Rada i Zarząd Dzielnicy nr 1 Śródmieście działają na mocy statutu uchwalonego 25 listopada 2021 roku przez Radę Miasta Katowice. W skład Rady wchodzi 21 radnych wybieranych na 5-letnią kadencję, zaś w skład Zarządu wchodzi przewodniczący, wiceprzewodniczący i sekretarz. Siedziba Rady i Zarządu mieści się przy ulicy J. Kilińskiego 17.
W dniu 1 stycznia 1925 roku obszar Wielkich Katowic podzielono na cztery dzielnice. Współczesne Śródmieście obejmowało wówczas obszar dzielnicy nr I Katowice i tam też znajdowała się administracja miasta. W czasie II wojny światowej i zajęciu Katowic przez III Rzeszę, na mocy rozporządzenia nadprezydenta prowincji górnośląskiej z 3 lutego 1942 roku zniesiono dotychczasowe nazwy dzielnic Katowic. Tereny Śródmieścia weszły w skład dwóch dzielnic: Kattowitz-Mitte i Kattowitz-Süd. Na mocy Uchwały Wojewódzkiej Rady Narodowej z 5 października 1954 roku podzielono Katowice na trzy dzielnice. Tereny współczesnego Śródmieścia znalazły się wówczas w granicach dwóch z nich, których granicę stanowiła ulica T. Kościuszki i współczesna aleja W. Korfantego: Nr 1 Bogucice-Zawodzie (wschodnia część Śródmieścia) i Śródmieście-Załęże (zachodnia część). Prezydium Dzielnicowej Rady Narodowej dzielnicy Śródmieście-Załęże znajdowało się najpierw przy obecnej alei W. Korfantego 18, a później przy placu Wolności 2. Dzielnice te zostały zniesione w 1973 roku.
W dniu 1 stycznia 1992 roku podzielono Katowice na 22 pomocnicze jednostki samorządowe i 22 obszary ich działania. Obecne Śródmieście wówczas znajdowało się w granicach dwóch dzielnic: nr 1 Śródmieście I i nr 2 Śródmieście II. Granica między nimi biegła wzdłuż alei W. Korfantego, Rynku, ulicy Pocztowej i ulicy T. Kościuszki. Rada Miejska Katowic 29 września 1997 roku przyjęła nową uchwałę, która utrzymywała dotychczasową strukturę społeczno-przestrzenną miasta, wydzielającą 22 Jednostki Pomocnicze Samorządu miasta Katowice. Na jej mocy powołano również Jednostkę Pomocniczą Nr 1 Śródmieście. W dniu 25 listopada 2021 roku, uchwalono nowy statut, zmieniając m.in. nazwę z Jednostki Pomocniczej nr 1 Śródmieście na Dzielnicę nr 1 Śródmieście.

## Gospodarka

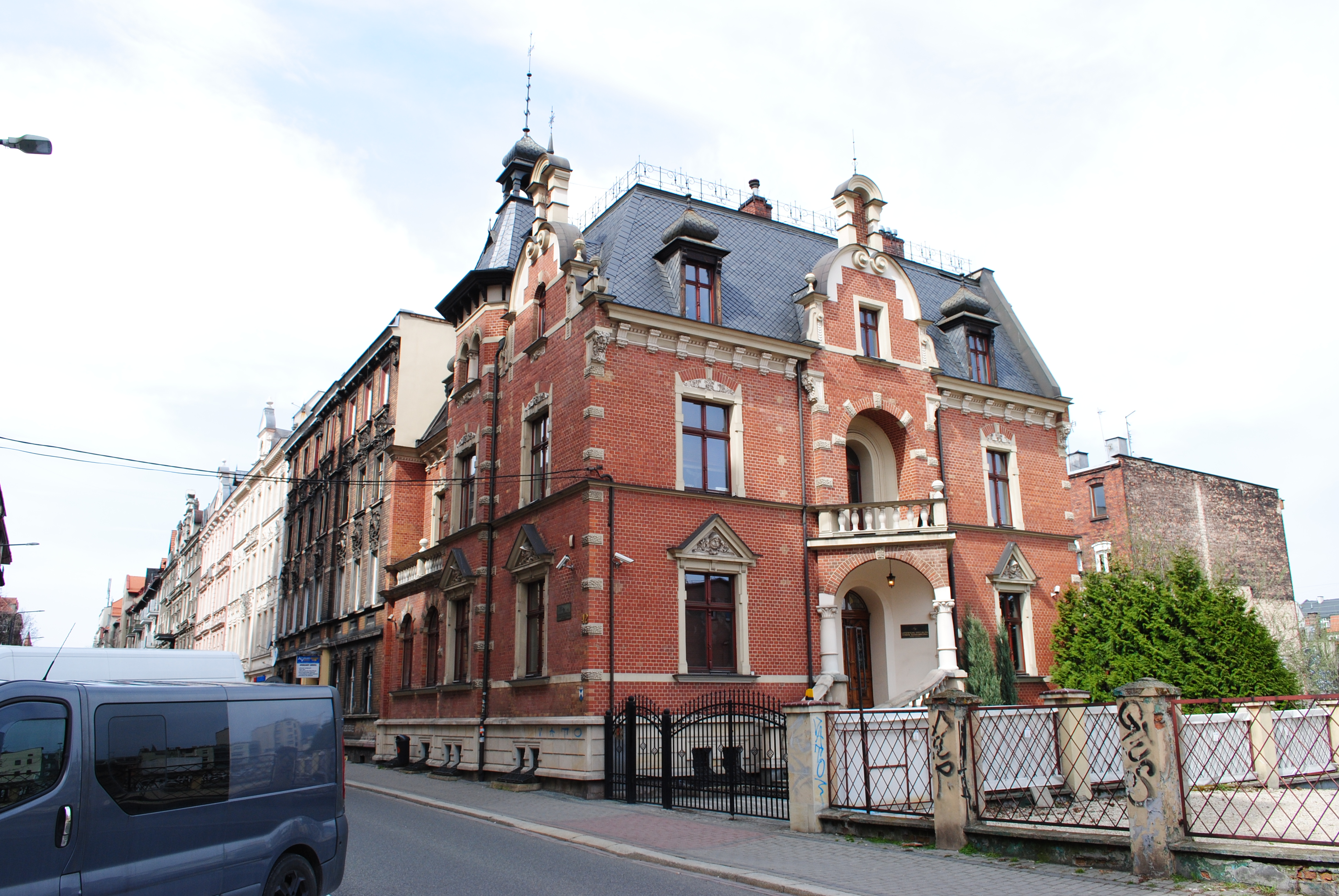
Siedziba Katowickiej Specjalnej Strefy Ekonomicznej (ul. Wojewódzka 42a; budynek dawnej willi Gerdesa)

Śródmieście z racji swojego centralnego położenia w Katowicach stanowi istotny ośrodek gospodarczy miasta o charakterze usługowym, koncentrujący w sobie zwłaszcza funkcje o zasięgu miejskim, regionalnym, krajowym i międzynarodowym. Do najważniejszych z nich należą funkcje: biurowe, administracyjne, hotelarskie, kulturalne, edukacyjne (zwłaszcza uczelnie wyższe), handlowe, gastronomiczne i inne. W Śródmieściu są zlokalizowane siedziby wielu firm, zlokalizowanych w wysokiej klasy budynkach biurowych, np. Altus (ul. Uniwersytecka 13), Chorzowska 50 (ul. Chorzowska 50), Stalexport (ul. A. Mickiewicza 29) czy Global Office Park (ul. A. Mickiewicza). Koncentrują się tu też hotele o różnym standardzie, jak m.in. Hotel Monopol (ul. Dworcowa 5), Hotel Katowice (al. W. Korfantego 9) czy B&B Hotel Katowice Centrum (ul. Sokolska 4). Funkcje handlowe i gastronomiczne Śródmieścia koncentrują się wzdłuż ciągów handlowych i pieszych, jak m.in.: ulica 3 Maja, ulica Stawowa i ulica Mariacka oraz w obiektach wielkopowierzchniowych: Galeria Katowicka (ul. 3 Maja 30), Supersam (ul. P. Skargi 6a), Spółdzielczy Dom Handlowy „Skarbek” i Spółdzielczy Dom Handlowy „Zenit”.
W Śródmieściu znajdują się siedziby różnego typu instytucji gospodarczych i instytucji otoczenia biznesu, w tym: Katowickiej Specjalnej Strefy Ekonomicznej (ul. Wojewódzka 42a), Izby Rzemieślniczej oraz Małej i Średniej Przedsiębiorczości w Katowicach (pl. Wolności 12), Polskiej Grupy Górniczej (ul. Powstańców 30) i Oddziału Okręgowego w Katowicach Narodowego Banku Polskiego (ul. Bankowa 1).
W dniu 31 grudnia 2013 roku w Śródmieściu działało 11005 podmiotów gospodarczych zarejestrowanych w systemie REGON, co dawało wówczas 24,1% wszystkich firm na terenie Katowic. Spośród nich, 10199 podmiotów stanowiły mikrofirmy (336 podmiotów na 1000 mieszkańców). W 2013 roku zarejestrowanych było łącznie 1316 bezrobotnych zamieszkałych w Śródmieściu.

## Transport i infrastruktura

### Transport drogowy

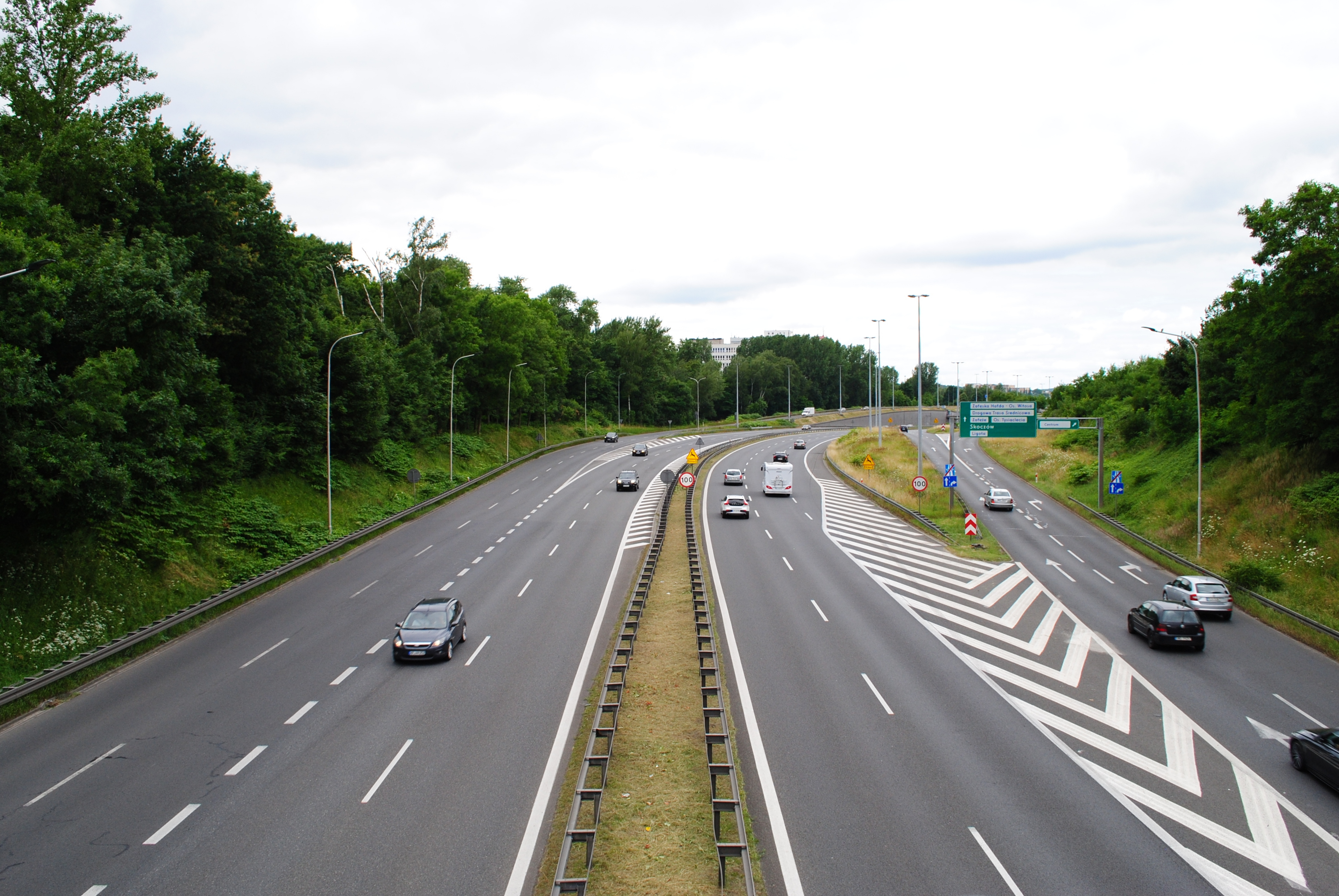
Aleja Górnośląska (fragment autostrady A4) na wysokości ulicy T. Kościuszki; widok w kierunku zachodnim

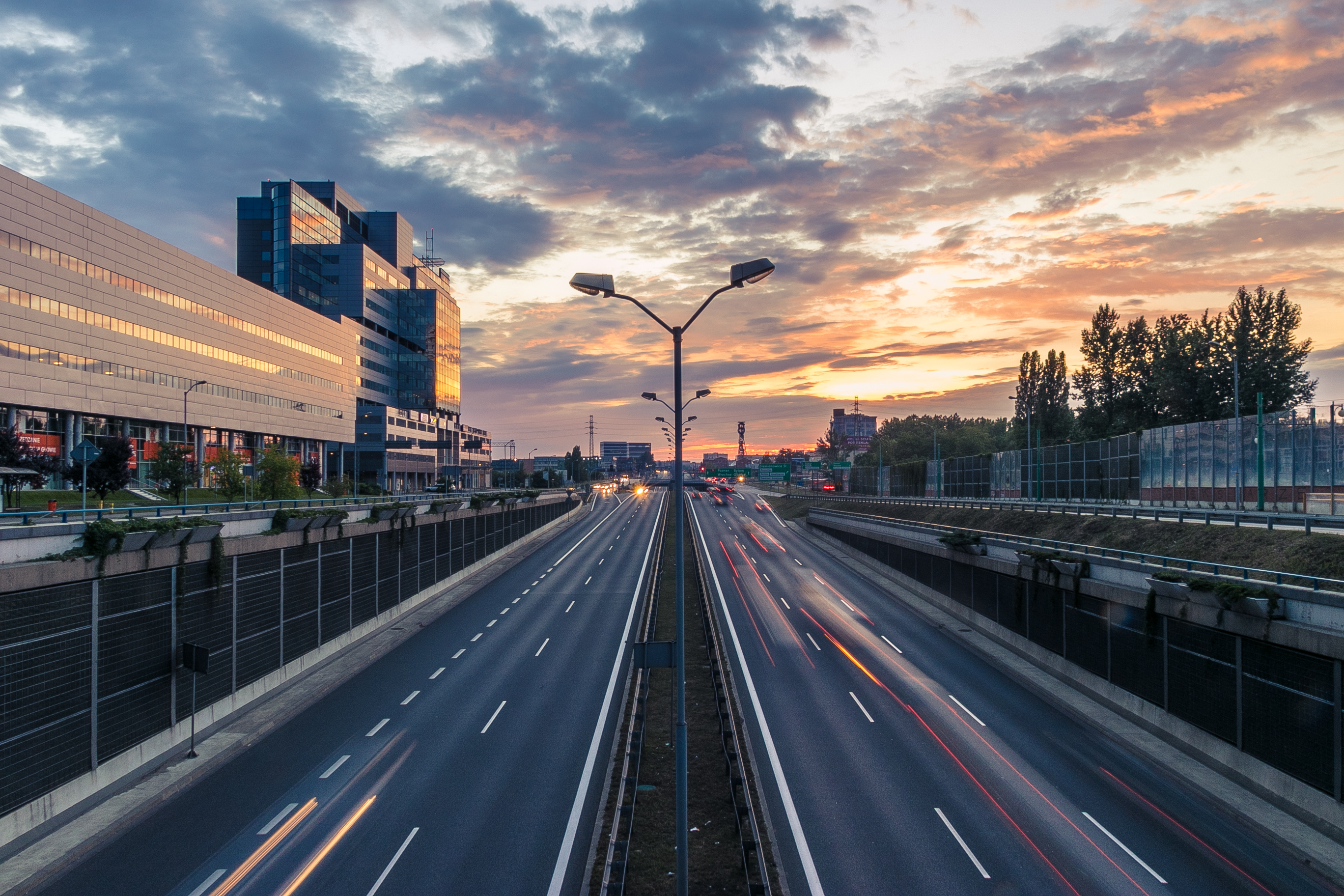
Ulica Chorzowska (fragment Drogowej Trasy Średnicowej) na wysokości ulicy Sokolskiej; widok w kierunku zachodnim

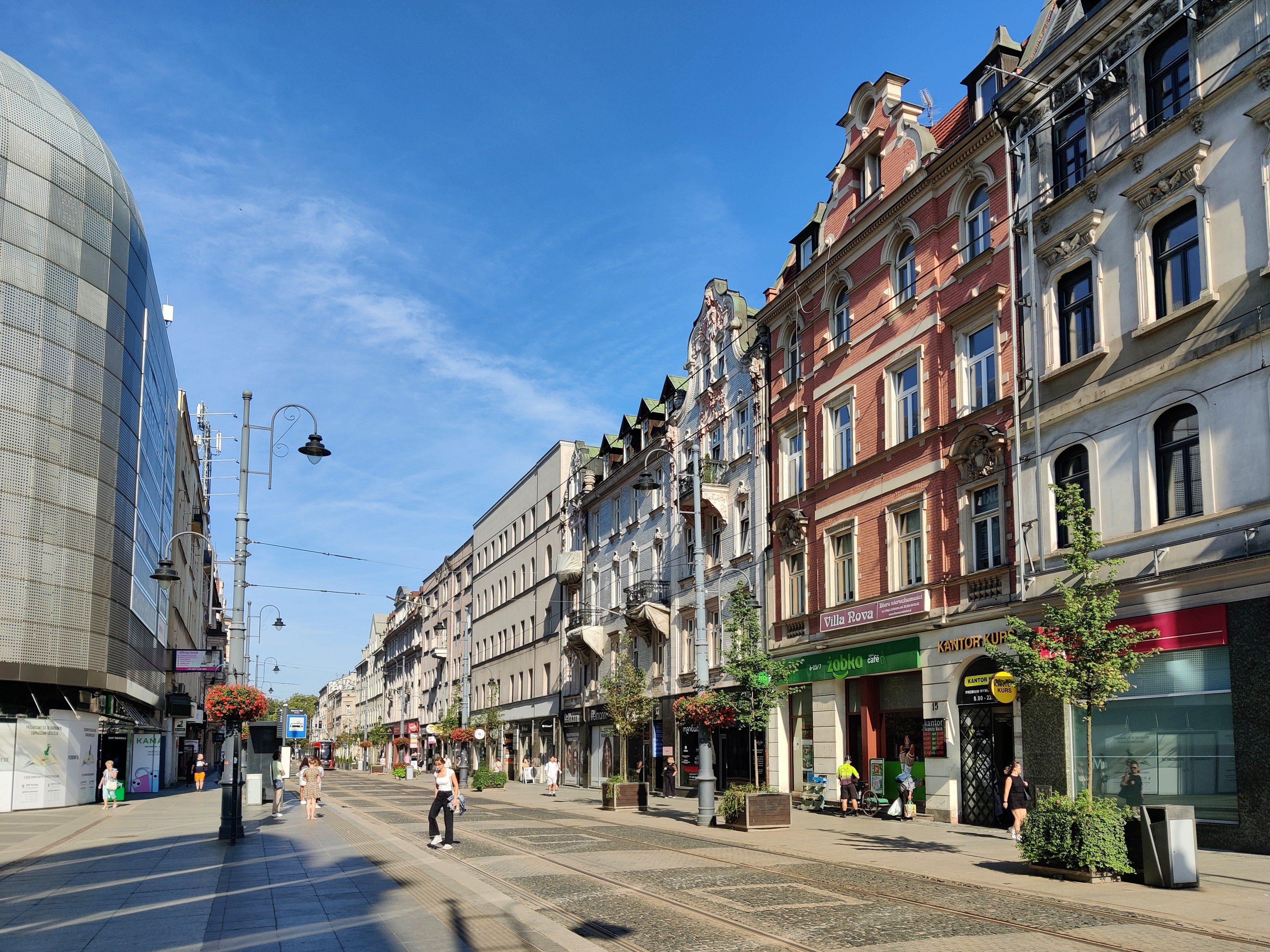
Ulica 3 Maja na wysokości skrzyżowania z ulicą Stawową; widok w kierunku zachodnim (2024)

Katowickie Śródmieście posiada dobrze rozwiniętą sieć drogową. Przez teren dzielnicy przechodzą biegnące równoleżnikowo drogi tranzytowe przecinające całe Katowice ze wschodu na zachód. Słabiej zaznaczone są za to główne drogi o przebiegu południkowym. Drogi te tworzą one ramę wokół Śródmieścia, a także integrują centralną część Katowic z innymi dzielnicami i z sąsiednimi miastami. Są to następujące drogi:
- Autostrada A4 (aleja Górnośląska) – biegnie ona równoleżnikowo wzdłuż południowej granicy Śródmieścia; jest częścią międzynarodowej drogi E40[82], zapewniająca połączenia międzyregionalne i międzynarodowe w kierunku zachodnim (Opole, Wrocław i dalej do Niemiec) i wschodnim (Kraków, Rzeszów i dalej na Ukrainę)[127]; w rejonie Śródmieścia znajduje się węzeł Katowice Mikołowska[126], gdzie autostrada krzyżuje się z ulicą Mikołowską i ulicą Kochłowicką[14]; aleja Górnośląska jest jedną z najważniejszych dróg w Katowicach, która powstawała etapami[128], z czego odcinek pomiędzy dawnym rondem mikołowskim a skrzyżowaniem z ulicą Murckowską oddano do użytku 24 marca 1971 roku, zaś w latach 1978–1982 rondo mikołowskie przebudowano na węzeł drogowy[129]; w dniu 10 listopada 1999 roku oddano do użytku przebudowaną na autostradę trasę pomiędzy skrzyżowaniem z ulicą Mikołowską a ulicą Francuską[130],
- Droga wojewódzka nr 902 (ulica Chorzowska i aleja Walentego Roździeńskiego) – są to drogi główne ruchu przyspieszonego (droga klasy GP)[127], biegnące równoleżnikowo wzdłuż północnej granicy Śródmieścia[15]; na terenie dzielnicy ciąg ten spełnia także funkcję osi kompozycyjnej, lecz ze względu na swoje parametry i obudowę ekranami akustycznymi stanowi on także barierę przestrzenną tej części Katowic[126]; we wrześniu 2007 roku średnie natężenie ruchu w godzinie szczytu popołudniowego trasy na wysokości skrzyżowania z ulicą Olimpijską wynosiło 9710 pojazdów[127]; w latach 2001–2007 roku trasę tę przebudowano, stając się częścią Drogowej Trasy Średnicowej – przebudowano wówczas rondo gen. J. Ziętka, a pod nim wybudowano 600-metrowy tunel drogowy[131].

Do pozostałych ważniejszych dróg na przechodzących przez obszar Śródmieścia należą:
- Aleja Wojciecha Korfantego[126] – jest to jedna z najważniejszych dróg w Katowicach[132], prowadząca w kierunku Koszutki, Wełnowca-Józefowca i dalej do Siemianowic Śląskich[14]; drogę tę po II wojnie światowej w ramach projektu przemiany centrum Katowic przebudowano na ulicę dwujezdniową z pasem zieleni pośrodku[133]; decyzję o je przebudowie podjęto w 1959 roku, zaś w 1965 roku na skrzyżowaniu z dzisiejszą ulicą Chorzowską powstało rondo[134]; we wrześniu 2007 roku średnie natężenie ruchu w godzinie szczytu popołudniowego na wysokości skrzyżowania z ulicą Piastowską wynosiło 1702 pojazdy[127]
- Ciąg ulic i placów: Warszawska, Rynek, 3 Maja, plac Wolności[126] – drogi te stanowią oś założenia urbanistycznego Katowic[135]; ulica Warszawska jest drogą prowadzącą w kierunku Zawodzia, wytyczoną jako nowy szlak prowadzący do Katowic od strony wschodniej[136], do lat 80. XIX wieku parcele wzdłuż ulicy były już w przeważającej części zabudowane, a przy niej wznoszono najczęściej wille mieszkalne otoczone dużymi ogrodami[137]; katowicki Rynek zaś jest głównym i najstarszym placem miejskim miasta, w którym krzyżowany się pierwotnie drogi biegnące w czterech kierunkach: na północny wschód do Bogucic, na wschód do Szopienic i Mysłowic, na południe do Brwinowa (późniejszy Brynów), zaś na południowy zachód do Mikołowa[138]; pierwsze plany wytyczenia katowickiego Rynku sięgają 1856 roku, a jego zabudowę ukończono w 1871 roku[139]; ulica 3 Maja jest jedną z najbardziej reprezentacyjnych dróg w katowickim Śródmieściu i pełni rolę deptaka; droga ta kieruje się w kierunku Załęża i zabudowana jest głównie kamienicami mieszczańskimi z II połowy XIX oraz przełomu XIX i XX wieku[140];
- Ulica Francuska – ulica położona we wschodniej części Śródmieścia Katowic i łączy ona centrum miasta z Muchowcem[141]; we wrześniu 2007 roku średnie natężenie ruchu w godzinie szczytu popołudniowego na wysokości węzła a autostradą A4 wynosiło 1954 pojazdy[127],
- Ulica Tadeusza Kościuszki[126] – najdłuższa ulica w całych Katowicach, prowadząca w kierunku Brynowa-Osiedla Zgrzebnioka i Piotrowic-Ochojca; jej początki sięgają XVIII wieku jako trasy łączącej Katowice z dworem Brynowskim; na przełomie XIX i XX wieku w śródmiejskiej części ulicy zaczęła powstawać zwarta zabudowa[142], zaś w 1912 roku otwarto wzdłuż niej linię tramwajową[142]; ulicę zmodernizowano w latach 2013–2015[143],
- Ulica Mikołowska – jedna z najważniejszych dróg wyjazdowych ze Śródmieścia w kierunku południowym, prowadząca w kierunku Brynowa; do końca XIX wieku wykształciła się wzdłuż śródmiejskiej części ulicy zwarta zabudowa[144]; we wrześniu 2007 roku średnie natężenie ruchu w godzinie szczytu popołudniowego na wysokości węzła Katowice Mikołowska wynosiło 2461 pojazdów[127],
- Ulica Sokolska – ulica położona w zachodniej części Śródmieścia i łączy centrum miasta z Koszutką; powstała w latach 60. XIX wieku jako jedna z pięciu promieniście wychodzących z placu Wolności ulic; do 1905 roku ulica została zabudowana[145]; w latach 60. XX wieku ulicę połączono z ówczesną ulicą K. Liebknechta na osiedlu Marchlewskiego, będąca od 1990 roku częścią ulicy Sokolskiej[146]; we wrześniu 2007 roku średnie natężenie ruchu w godzinie szczytu popołudniowego na wysokości skrzyżowania z ulicą Chorzowską wynosiło 1619 pojazdów[127].

Z części śródmiejskich ulic wyprowadzono ruch kołowy, przekształcając je w pasaże piesze, nasycone funkcją handlowo-usługową. Do nich należą ulice: Wawelska, Stawowa, Staromiejska, Dyrekcyjna, Dworcowa, Mariacka, A. Mielęckiego i św. Stanisława. Problemem systemu transportu drogowego Śródmieścia jest jego przeciążenie związane z nadmierną liczba pojazdów samochodowych, zwłaszcza w porannych i popołudniowych godzinach szczytu. Największe natężenie ruchu występują tutaj zwłaszcza w rejonach ulic: Mikołowskiej, F. W. Grundmanna, alei W. Roździeńskiego, Francuskiej i T. Kościuszki. Na niedrożność wpływ mają także m.in. trudne warunki parkowania, niewielka liczna miejsc w parkingach podziemnych w stosunku do skali natężenia ruchu czy brak skoordynowanego systemu tras rowerowych.

### Transport kolejowy

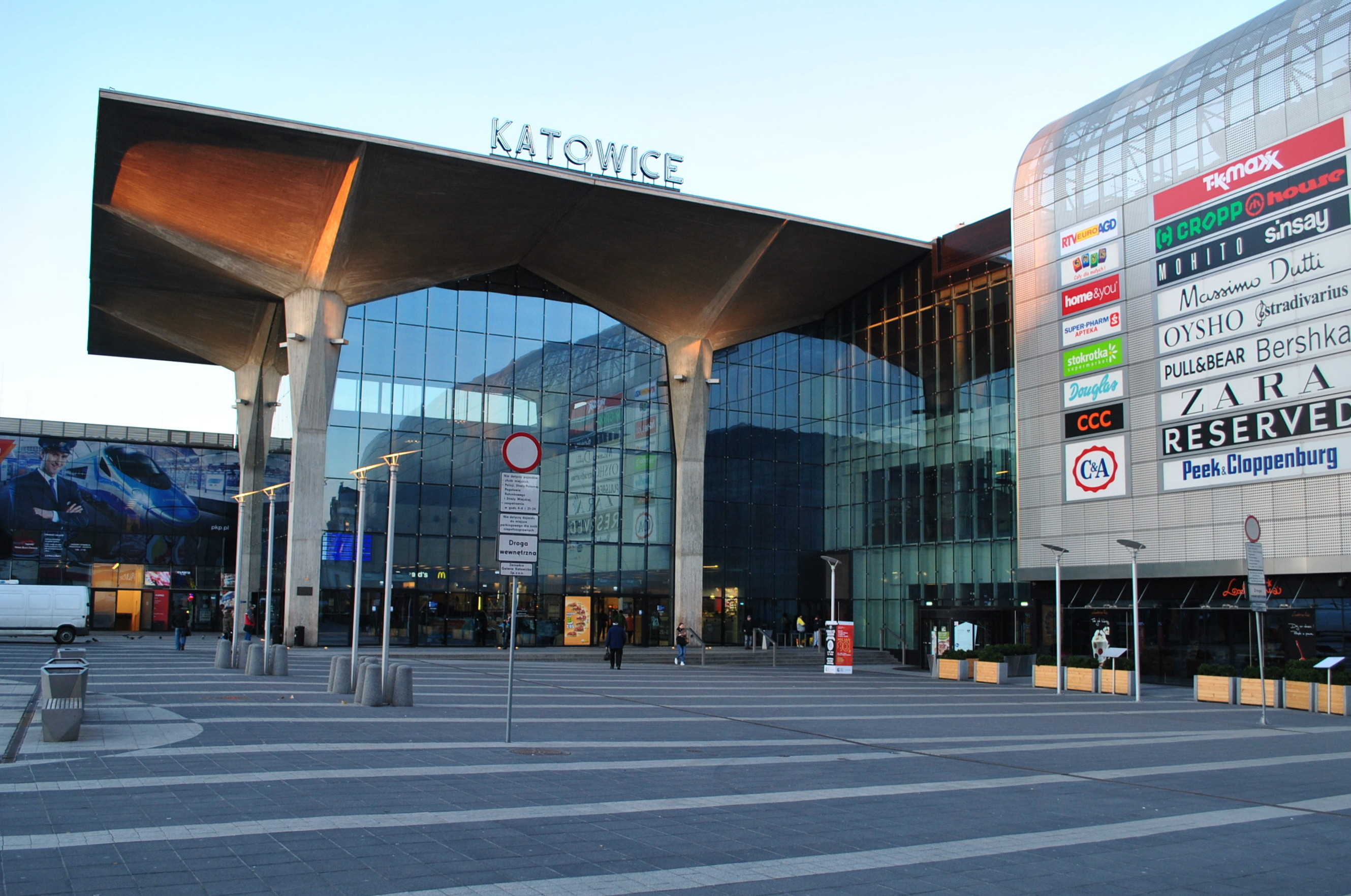
Dworzec kolejowy im. K. Wolnego na stacji Katowice; widok od strony d. placu W. Szewczyka

W granicach Śródmieścia znajduje się największa w węźle katowickim stacja kolejowa – Katowice, na której zatrzymują się na niej pociągi pasażerskie wszystkich kategorii. W 2005 roku ze stacji w ciągu doby korzystało średnio ponad 24 tys. pasażerów – najwięcej spośród wszystkich stacji i przystanków w województwie śląskim. Główny gmach dworca znajduje się w północnej części stacji, przy d. placu Wilhelma Szewczyka 2. Został on oddany do użytku 29 października 2012 roku. Jest to największy dworzec kolejowy Górnośląsko-Zagłębiowskiej Metropolii, który według kategoryzacji PKP ma najwyższą, kategorię A.
Do stacji Katowice dochodzą znajdujące się na terenie Śródmieścia następujące linie kolejowe:
- 1 Warszawa Centralna – Katowice; magistralna, zelektryfikowana linia dwutorowa, na której odbywa się ruch pasażerski i towarowy[151],
- 137 Katowice – Legnica; częściowo magistralna, pierwszorzędna i zelektryfikowana linia dwutorowa, na której odbywa się ruch pasażerski i towarowy[151],
- 138 Oświęcim – Katowice; pierwszorzędna, zelektryfikowana linia dwutorowa, na której odbywa się ruch pasażerski i towarowy[151],
- 139 Katowice – Zwardoń; częściowo magistralna, zelektryfikowana linia dwutorowa, na której odbywa się ruch pasażerski i towarowy[151],
- 656 Katowice – Brynów podg; linia miejscowa[151],
- 713 Katowice – Chorzów Batory; linia miejscowa[151].

Linie te są w zarządzie PKP Polskich Linii Kolejowych, a ich bezpośrednim nadzorem zajmuje się Zakład Linii Kolejowych w Sosnowcu. Wzdłuż części z tych linii biegnie międzynarodowe linia kolejowa E30 Drezno – Katowice – Kijów i E65 Gdynia – Warszawa – Katowice – Wiedeń – Rijeka.

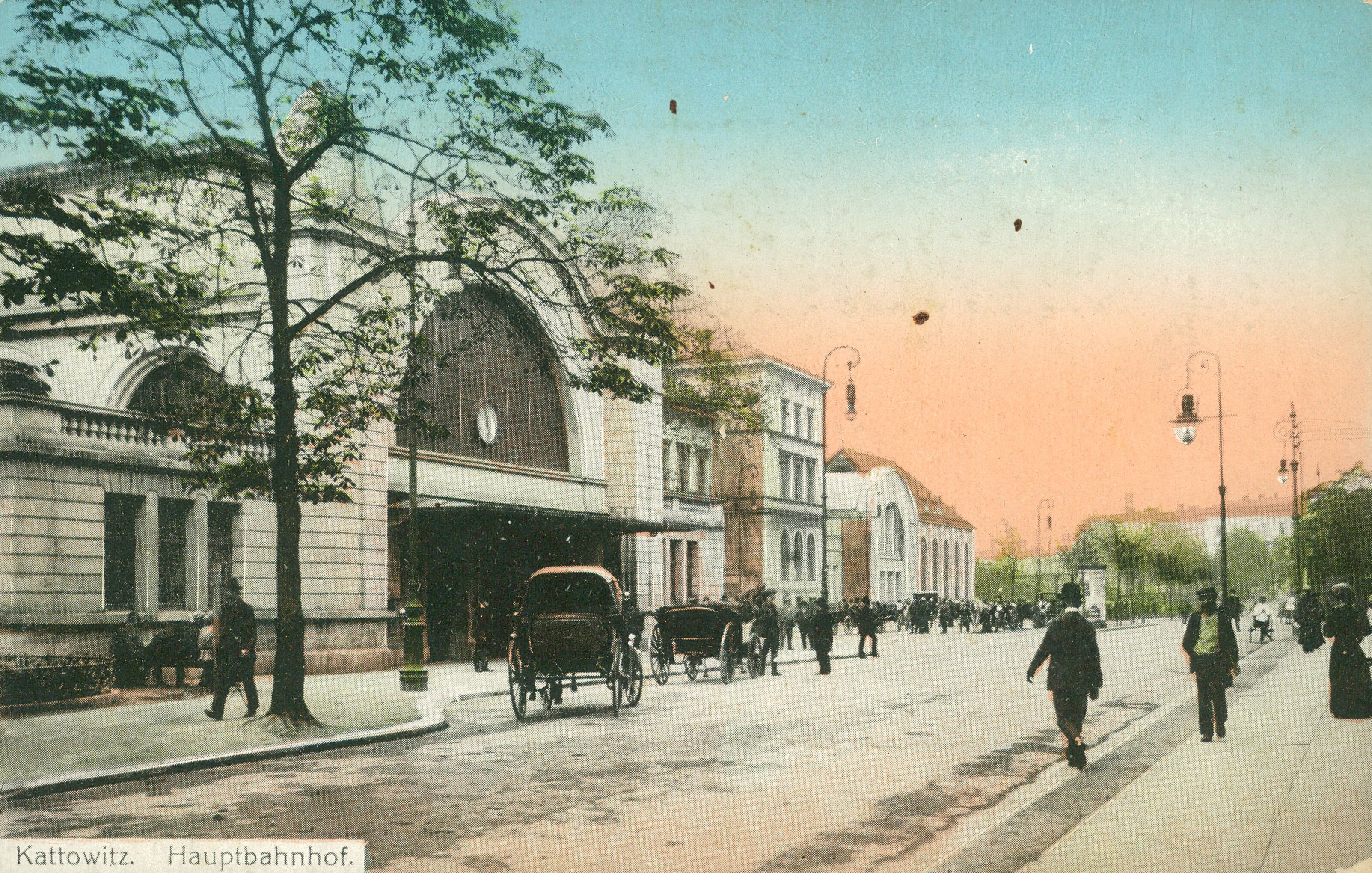
Kompleks dawnego dworca kolejowego w 1906 roku; widok od strony ulicy Dworcowej

Tereny katowickiego Śródmieścia uzyskały połączenie kolejowe 3 października 1846 roku jako część trasy Kolei Górnośląskiej. Prace geodezyjne na odcinku Strzybnica – Piekary – Roździeń – Bieruń Nowy przeprowadzono już w 1837 roku, lecz prawdopodobnie wskutek działań Franza von Wincklera linię przetrasowano w kierunku Katowic. Kolej zaś stała się jednym z czynników miastotwórczych przyszłego miasta. Pierwszy katowicki dworzec był prostym budynkiem z muru pruskiego, który został rozebrany jeszcze w XIX wieku. W późniejszych okresach rozwijano na Górnym Śląsku przede wszystgkim połączenia lokalne, by umożliwić m.in. łatwiejszy przepływ towarów pomiędzy zakładami przemysłowymi. W dniu 1 grudnia 1852 roku oddano do użytku wybudowaną przez Kolej Górnośląską i wydzierżawioną później Kolei Wilhelma linię łączącą Katowice i Ligotę. Powstały także połączenia pomiędzy Katowicami a pobliskimi zakładami przemysłowymi, w tym 1 listopada Katowice – Karolinegrube (w Wełnowcu), w marcu 1864 roku Katowice – Ferdinandgrube (późniejsza kopalnia „Katowice”), w 1869 roku bocznice do huty „Baildon”, a rok później do huty „Marta”.

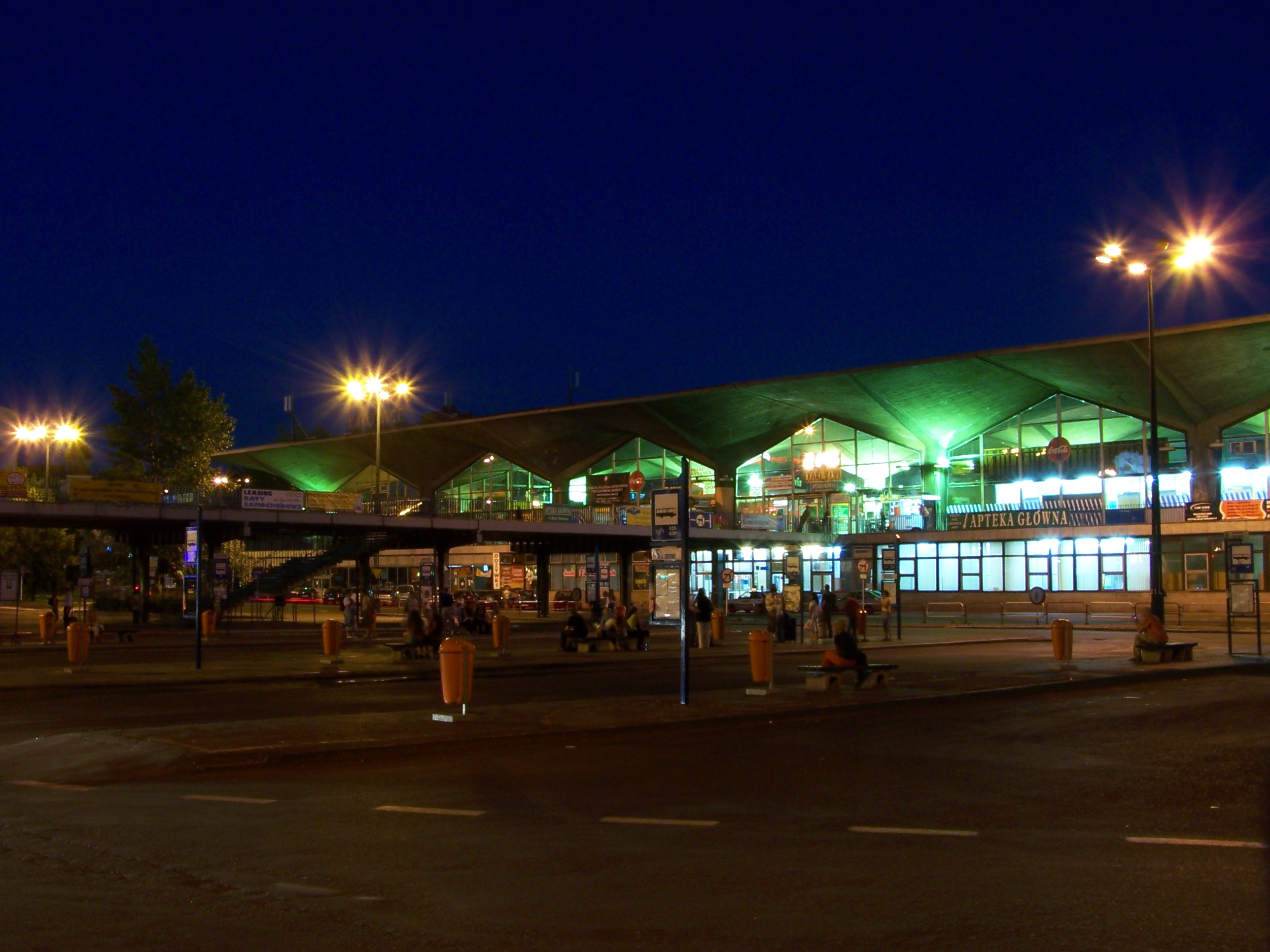
Nieistniejący obecnie, pochodzący z 1972 roku brutalistyczny gmach dworca kolejowego w 2008 roku

Równocześnie z budową linii łączącej Szopienice z Sosnowcem w 1859 roku został oddany do użytku nowy budynek dworca. Na terenie katowickiego Śródmieścia swoje siedziby ulokowały także różne instytucje zarządzające koleją, w tym dyrekcja kolei wąskotorowych czy inspekcja ruchu. W latach 1906–1908 znajdujący się na katowickiej stacji kolejowej dworzec kolejowy został rozbudowany o nowe skrzydła, a na granicy Śródmieścia i Załęża powstała towarowa stacja rozrządowa, w której powstała także podwójna parowozownia wachlarzowa.
W dniu 1 czerwca 1957 roku otwarto do użytku zelektryfikowany odcinek linii kolejowej łączący Gliwice z Warszawą przez Katowice. W następnym okresie rozpoczęto prace nad budową w miejscu dawnej ekspedycji i stacji towarowej nowego dworca kolejowego. W 1964 roku otwarto pawilon od strony placu Andrzeja wraz z przejściami podziemnymi pod torami, w 1968 roku pawilon od strony ulicy T. Kościuszki, zaś w 1972 roku główny gmach dworca kolejowego przy d. placu W. Szewczyka. W 1976 roku skorzystało z niego około 200 milionów osób.
Dnia 31 maja 2011 roku wmurowano kamień węgielny pod budowę nowego budynku dworca kolejowego i Galerii Katowickiej. W dniu 29 października 2012 roku została oddana do użytku nowa hala dworca, a 2 lutego 2013 roku podziemny terminal dla autobusów miejskiego transportu zbiorowego. Dnia 18 września 2013 roku otwarto Galerię Katowicką, a wraz z nią powstał także podziemny parking, który jest w stanie pomieścić około 1200 samochodów.

### Miejski transport zbiorowy

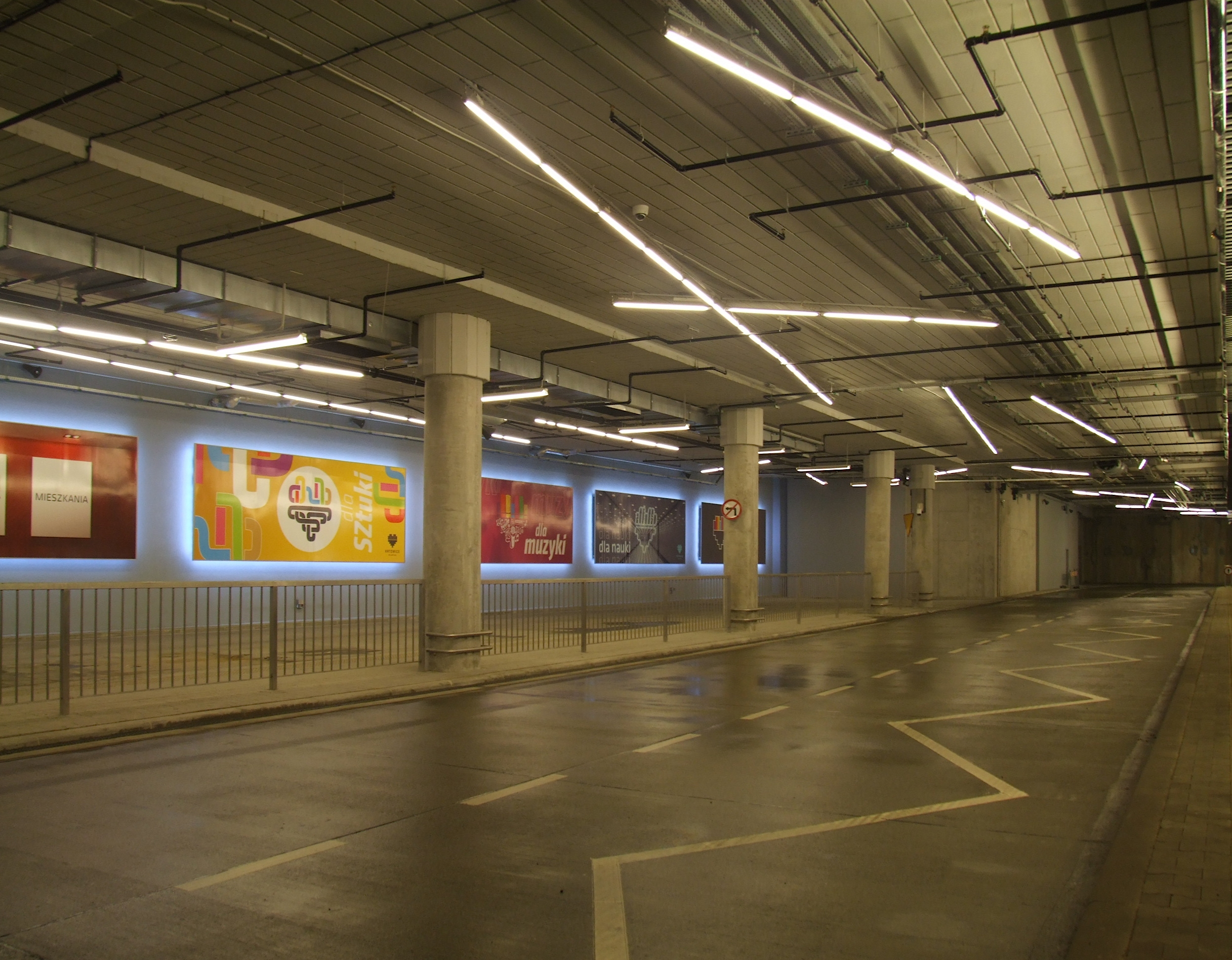
Terminal autobusowy Katowice Dworzec, znajdujący się pod gmachem katowickiego dworca kolejowego

System publicznego transportu w Śródmieściu oparty jest na transporcie tramwajowym i autobusowym. Organizatorem transportu zbiorowego jest Zarząd Transportu Metropolitalnego (ZTM), który ma swoją siedzibę przy ulicy Barbary 21a w katowickim Śródmieściu. Największymi przewoźnikami autobusowymi kursującymi na zlecenie ZTM-u przez teren katowickiego Śródmieścia są: PKM Katowice, PKM Sosnowiec i PKM Gliwice, zaś tramwaje są obsługiwane przez spółkę Tramwaje Śląskie. Śródmieście są najważniejszym w Górnośląsko-Zagłębiowskiej Metropolii węzłem przesiadkowym miejskiego transportu zbiorowego – koncentruje się część głównych punktów przesiadkowych. W sierpniu 2007 roku udział ruchu niepieszego przy dojeździe do centrum Katowic transportem publicznym wynosił około 50%.
Pod głównym dworcem kolejowym na stacji Katowice znajduje się dziesięciostanowiskowy terminal autobusowy Katowice Dworzec, łączący tę część Śródmieścia z innymi dzielnicami Katowic oraz niektórymi miastami Górnośląsko-Zagłębiowskiej Metropolii, w tym m.in. z Chorzowem, Gliwicami, Mikołowem, Mysłowicami, Rudą Śląską, Tarnowskimi Górami, Siemianowicami Śląskimi i Zabrzem, a także z portem lotniczym Katowice w Pyrzowicach. Z trzystanowiskowego przystanku Katowice Plac Wolności odjeżdżało, w połowie marca 2022, około 40 linii autobusowych i 9 linii tramwajowych, kursujących w różnych kierunkach, zaś z przystanku Katowice Piotra Skargi autobusy kursowały w tym okresie przede wszystkim do miast Zagłębia Dąbrowskiego, w tym do Będzina, Dąbrowy Górniczej i Sosnowca.

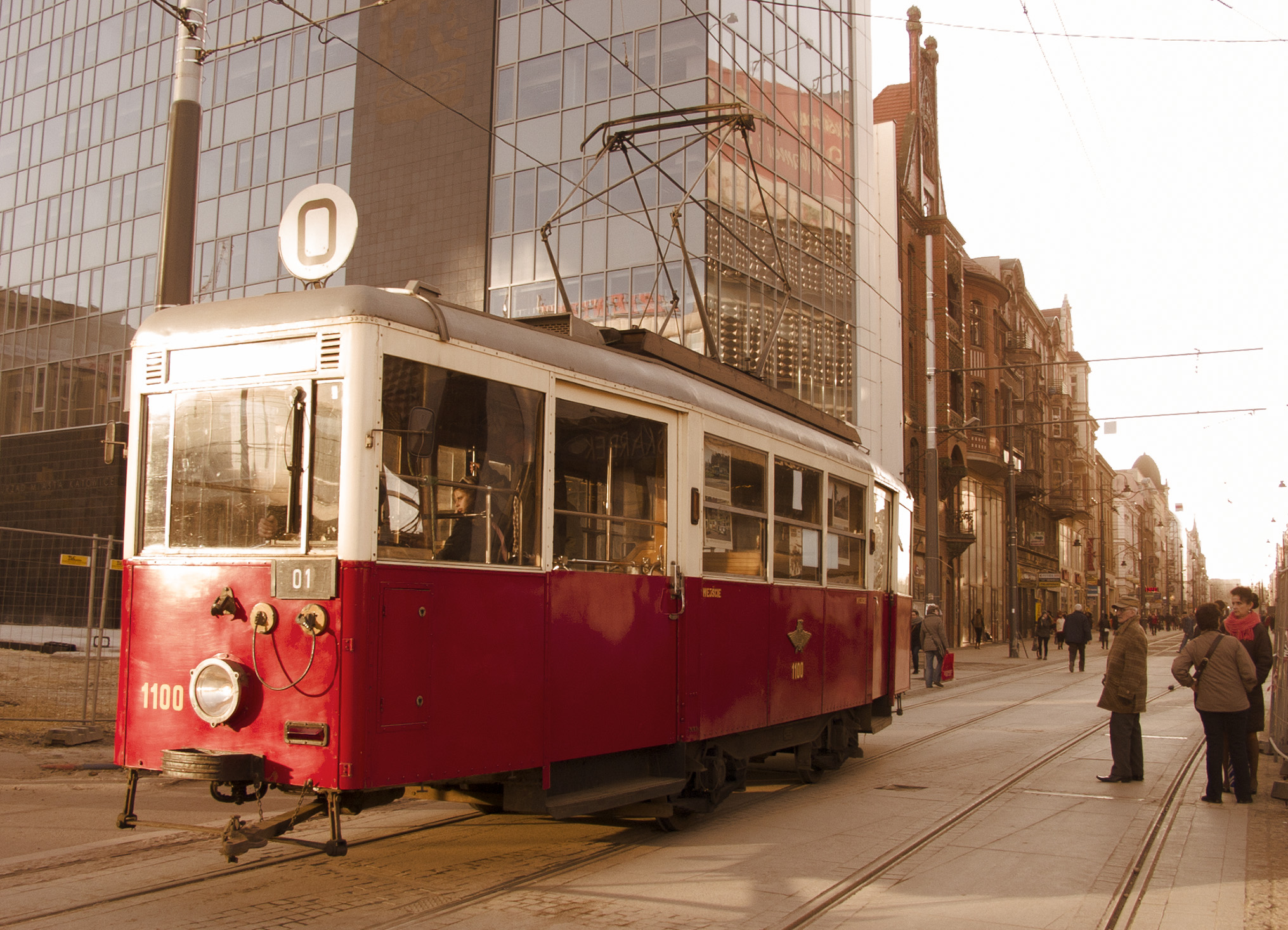
Zabytkowy tramwaj Konstal N na katowickim Rynku w maju 2014 roku

W rejonie katowickiego Rynku znajdują się dwa przystanki tramwajowe: Katowice Rynek oraz Katowice Rynek /Teatr Śl./. W połowie marca 2022 roku z pierwszego z nich odjeżdżało 9 linii tramwajowych, łączących Śródmieście z innymi częściami Katowic, w tym z: Brynowem, Dębem, Koszutką, osiedlem Tysiąclecia, Wełnowcem czy Załężem i innymi miastami, tj.: Bytom, Chorzów, Ruda Śląska i Siemianowice Śląskie. Z drugiego przystanku tramwaje 13 linii łączyły tę część miasta z Brynowem, Szopienicami-Burowcem, Załężem i Zawodziem oraz miastami: Chorzów, Ruda Śląska, Sosnowiec, Świętochłowice.
Początki rozwoju sieci tramwajowej na terenie współczesnego Śródmieścia wiążą się z berlińską spółką Kramer & Co. Koncesją na pierwszy katowicki odcinek, łączący Królewską Hutę (Chorzów) z Katowicami przez Dąb i dalej w kierunku Laurahuty (Siemianowice Śląskie) przez Wełnowiec uzyskano 23 marca 1896 roku. Odcinek trasy Katowice Rynek – Dąb – Królewska Huta został otwarty 25 listopada 1898 roku. W dniu 29 grudnia 1897 roku nadano koncesje cząstkowe na realizację odcinka linii tramwajowej Świętochłowice – Hajduki – Załęże – Katowice i dalej do Mysłowic. W sierpniu 1898 roku uruchomiono odcinek Katowice – Zawodzie, zaś 7 września tego samego roku trasę w kierunku Załęża. Ostatni odcinek zrealizowany na terenie katowickiego Śródmieścia oddano do użytku 14 czerwca 1912 roku – była to linia biegnąca do Parku Kościuszki. Po I wojnie światowej, jesienią 1926 roku rozpoczęto prace nad przekuciem torów na ulicy 3 Maja na normalną szerokość. W dniu 27 października 1929 roku otwarto odcinek Katowice – Hajduki Wielkie po normalnym torze, zaś 24 grudnia 1940 roku odcinek Katowice Rynek – Dąb i dalej w kierunku obecnego chorzowskiego Rynku.
W 1930 roku dla autobusów powołanej w 1929 roku spółki Śląskie Linie Autobusowe wybudowano przy ulicy A. Mickiewicza halę zajezdni i warsztaty. W 1939 roku w rejonie obecnego placu Obrońców Katowic powstał pierwszy dworzec autobusowy. W 1959 roku zajezdnię znacznie rozbudowano. Dworzec autobusowy przy placu Obrońców Katowic funkcjonował do lat 60. XX wieku, po czym został przeniesiony na teren przy skrzyżowaniu ulic Sokolskiej i ks. P. Skargi. Dworzec przy ulicy ks. P. Skargi funkcjonował do 31 grudnia 2020 roku. W tym samym okresie przy ulicy Sądowej powstało Centrum Przesiadkowe „Sądowa”, które pełni także funkcję międzynarodowego dworca autobusowego. Pierwsze autobusy z centrum przesiadkowego odjechały 30 września 2020 roku.

## Architektura i urbanistyka

### Architektura

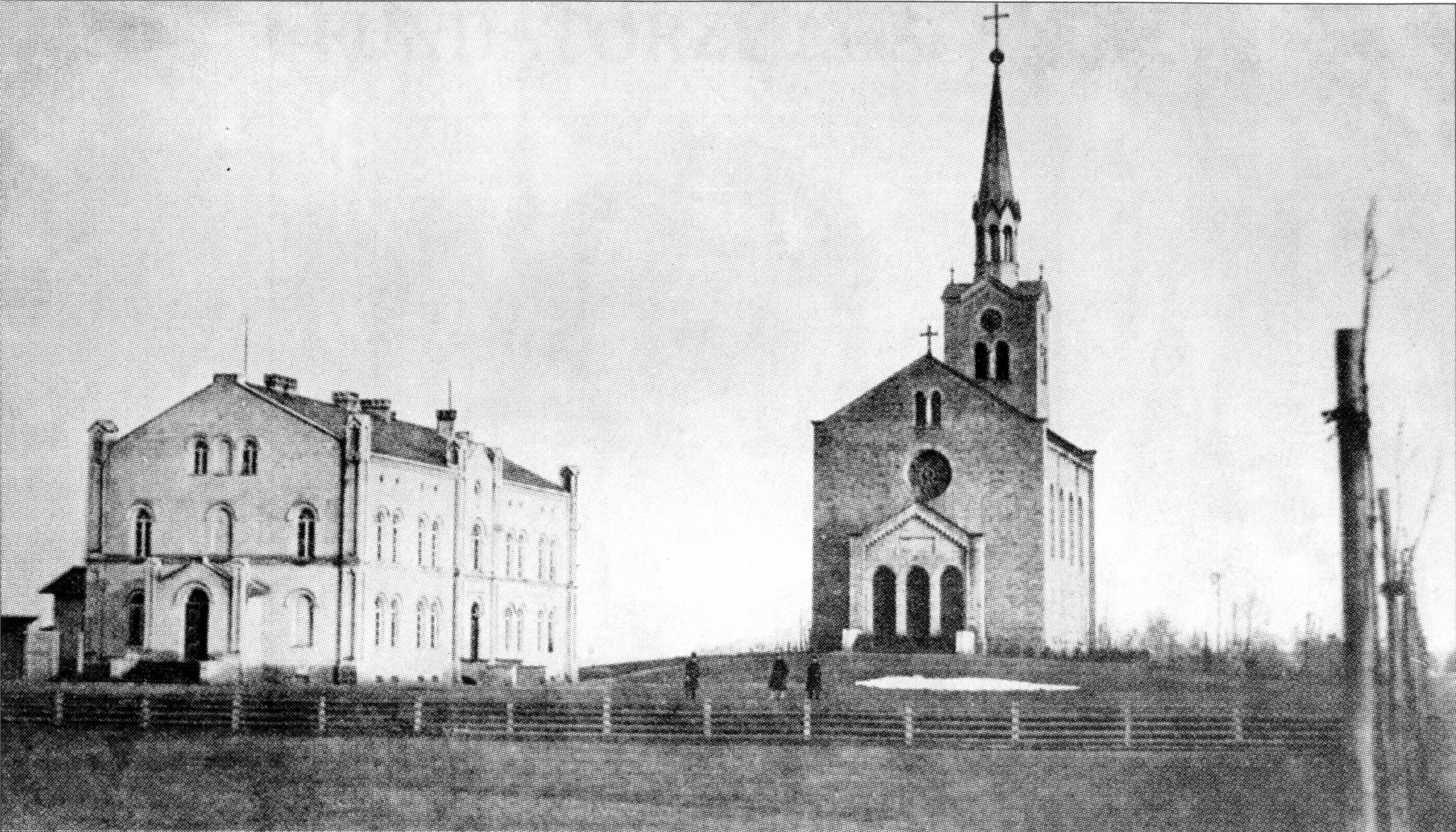
Zdjęcie wykonane pomiędzy 1860 i 1870 rokiem przedstawiające kościół ewangelicki przed rozbudową i istniejący do dziś budynek szkoły ewangelickiej przy ulicy Szkolnej 5

W katowickim Śródmieściu dominuje zwarta, kwartałowa zabudowa pierzejowa, a pod względem architektonicznym dominują budynki w stylu historyzmu i eklektyzmu, a także powstałe w okresie międzywojennym obiekty funkcjonalistyczne o wysokich walorach zabytkowych. W Śródmieściu skupia się także większość katowickich budynków wpisanych do rejestru zabytków.

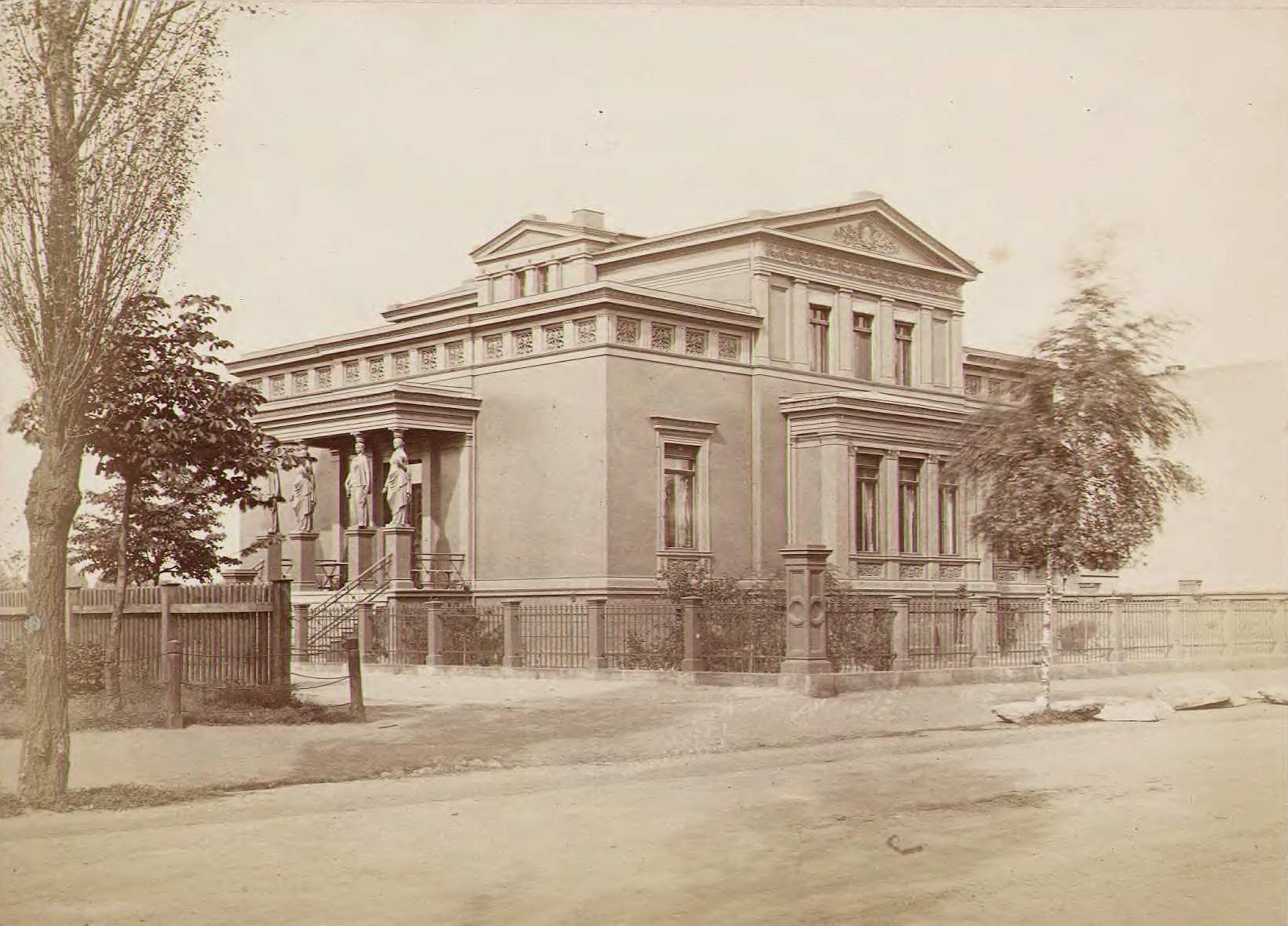
Zdjęcie z około 1872 roku prezentujące nieistniejącą willę Grundmanna, która znajdowała się przy ulicy Warszawskiej 20

Pierwsze, bardziej okazałe budynki na terenie współczesnego Śródmieścia zaczęły powstawać jeszcze przed uzyskaniem przez Katowice praw miejskich, w latach 50. i 60. XIX wieku, wzdłuż dzisiejszej ulicy Warszawskiej. Należą do nich: powstały w latach 1856–1858 i później rozbudowany neoromański kościół ewangelicki i sąsiadujący z nim gmach szkoły ewangelickiej, oddany do użytku w 1859 roku neoklasycystyczny kompleks dworca kolejowego (największy i najbardziej monumentalny budynek Katowic tego okresu), wybudowany w latach 1862–1870 neogotycki rzymskokatolicki kościół Mariacki czy wille ogrodowe, w tym nieistniejąca obecnie willa Grundmanna. Część willi w późniejszych latach przebudowano na kamienice bądź wyburzono. Zabudowa zmieniała się z biegiem lat od parterowych i jednopiętrowych kamienic lub willi po kilkukondygnacyjne budynki, zwłaszcza na przełomie XIX i XX wieku. Obecnie pozostało zaledwie kilka domów czynszowych powstałych w latach 1840–1870 i wszystkie uległy przebudowie bądź przemianie. Nieliczne z nich zachowały część pierwotnego wystroju, zwłaszcza pochodząca z drugiej połowy lat 60. XIX wieku kamienica przy ulicy Warszawskiej 10. W tym okresie domy czynszowe cechowała jedność stylowa, głównie neorenesansowego oraz klasycyzującego i nie były to wówczas typowe kamienice czynszowe. Budowano wtedy głównie budynki na planie prostokąta, dwu- lub trójkondygnacyjne.

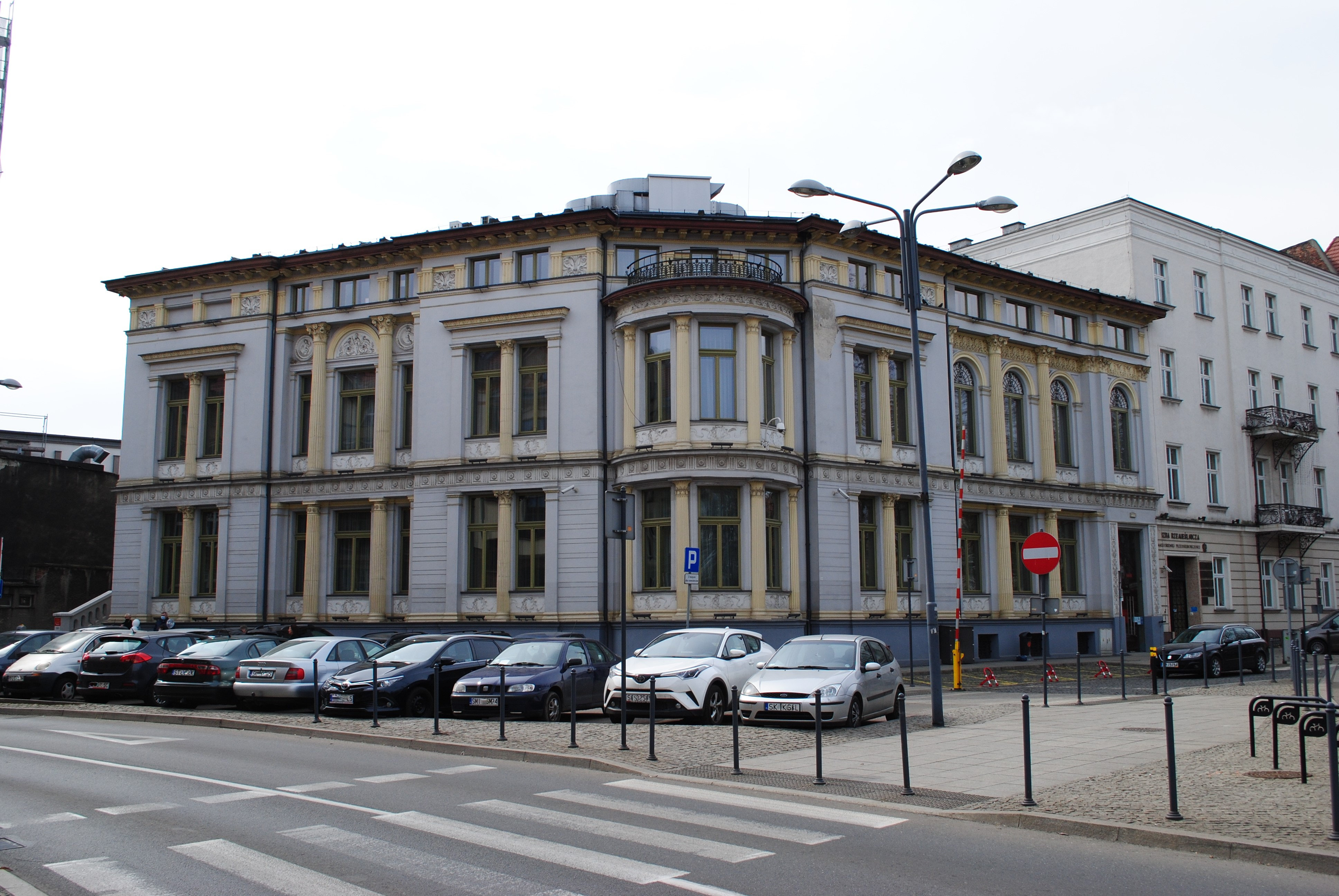
Dawna willa Goldsteinów – obecnie siedziba Urzędu Stanu Cywilnego (pl. Wolności 12a)

W latach 70. XIX wieku zabudowano obszar w rejonie dzisiejszego placu Wolności. Z tego okresu pochodzi m.in. siedziba firmy braci Abrahama i Józefa Goldsteinów. Dwukondygnacyjny pałac Goldsteinów został zlokalizowany w narożniku placu Wolności i ulicy J. Matejki. Dopełnieniem kompozycyjnym placu stał się ustawiony w 1898 roku pomnik dwóch cesarzy niemieckich: Wilhelma I i jego syna Fryderyka III. Lata 80. XIX wieku to dla Katowic okres znacznego ożywienia budowlanego. Powstałe wówczas kamienice były wyższe – głównie cztero- i pięciokondygnacyjne. Były one częściej dekorowane ryzalitami, wykuszami i wieżyczkami. Następowało zagęszczenie zabudowy – kamienice tworzyły już zwarte ciągi pierzei ulicznych. Rozwój dzisiejszego Śródmieścia sięgał wówczas rejonów dzisiejszego placu Wolności, ulicy Mariackiej, ulicy Dworcowej i południowej części dzielnicy, zwłaszcza wzdłuż torów kolejowych i dzisiejszych ulic: T. Kościuszki i Mikołowskiej.

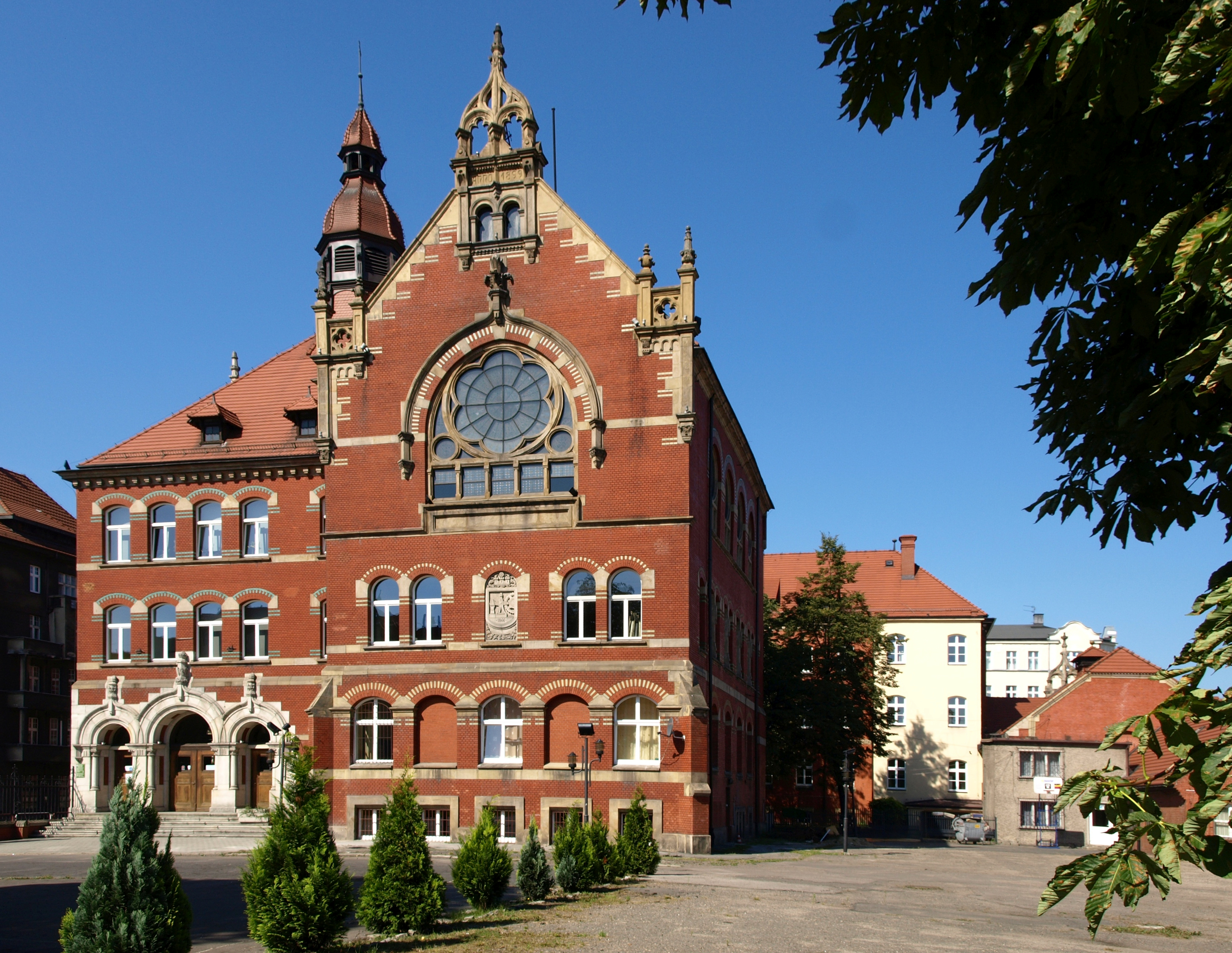
Zabytkowy gmach III Liceum Ogólnokształcącego im. Adama Mickiewicza (ul. A. Mickiewicza 11)

W latach 1880–1900 w architekturze dominował neobarok i neorenesans, zaś najrzadziej był stosowany styl neogotycki, w którym wznoszono gmachy użyteczności publicznej, głównie szkoły i kościoły. W tym okresie ukończono budowę m.in. kilku kamienic w stylu neobarokowym, w tym przy ulicy Warszawskiej 5 i ulicy Warszawskiej 35. W tym okresie powstały też monumentalne budynki szkolne: gmach obecnego III Liceum Ogólnokształcącego im. A. Mickiewicza oraz gmach obecnej Akademii Muzycznej im. K. Szymanowskiego. Pozostałe ważniejsze budynki z tego okresu to m.in.: neoklasycystyczny gmach obecnej Poczty Polskiej (ul. Pocztowa 1), Sądu Okręgowego (ul. Andrzeja 16/18) czy Sądu Rejonowego Katowice-Zachód (pl. Wolności 10). W latach 1906–1907 powstał przy katowickim rynku gmach Teatru Miejskiego (obecnie siedziba Teatru Śląskiego im. S. Wyspiańskiego) według projektu Karla Moritza.

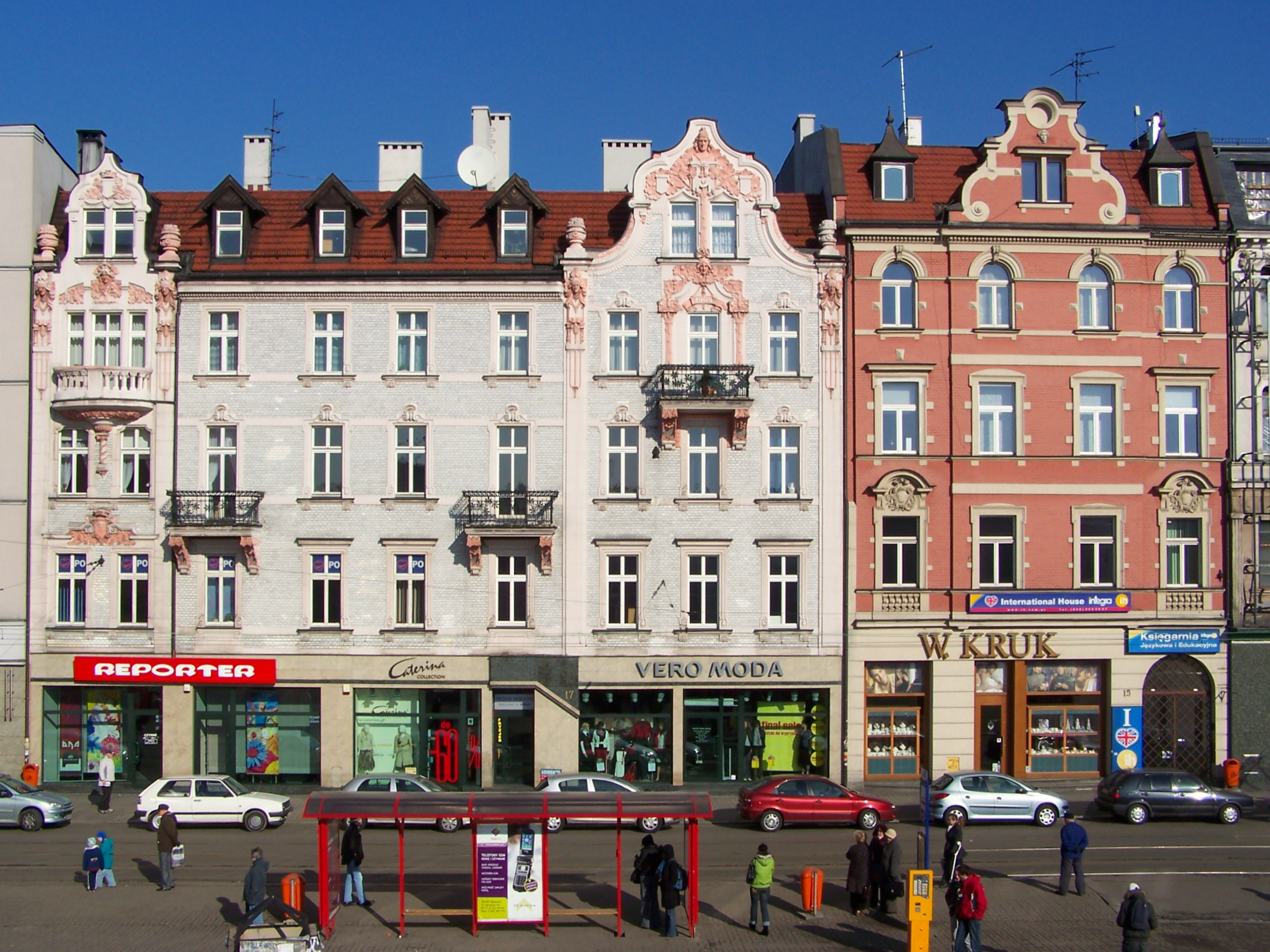
Secesyjna kamienica przy ulicy 3 Maja 17 (po lewej) i 15 (po prawej)

Na przełomie XIX i XX wieku na terenie dzisiejszego Śródmieścia Katowic zaczął się pojawiać styl secesyjny. Styl ten w Katowicach często łączono z innymi, zwłaszcza z renesansem, klasycyzmem bądź innymi stylami – stąd też znajduje się tutaj niewiele budynków czystej secesji. Klasycznym przykładem secesji w architekturze Śródmieścia są kamienice przy ulicy A. Mickiewicza 14 i ulicy F. Chopina 11, w których umiar i prostota fasad łączą się z ornamentami i kolorystyką gmachu. Drugi nurt o elementach geometrycznych i prostych pionowych liniach dekoracji reprezentują m.in. dwie sąsiadujące ze sobą kamienice: przy ulicy Dyrekcyjnej 10 i przy ulicy Staromiejskiej 6.

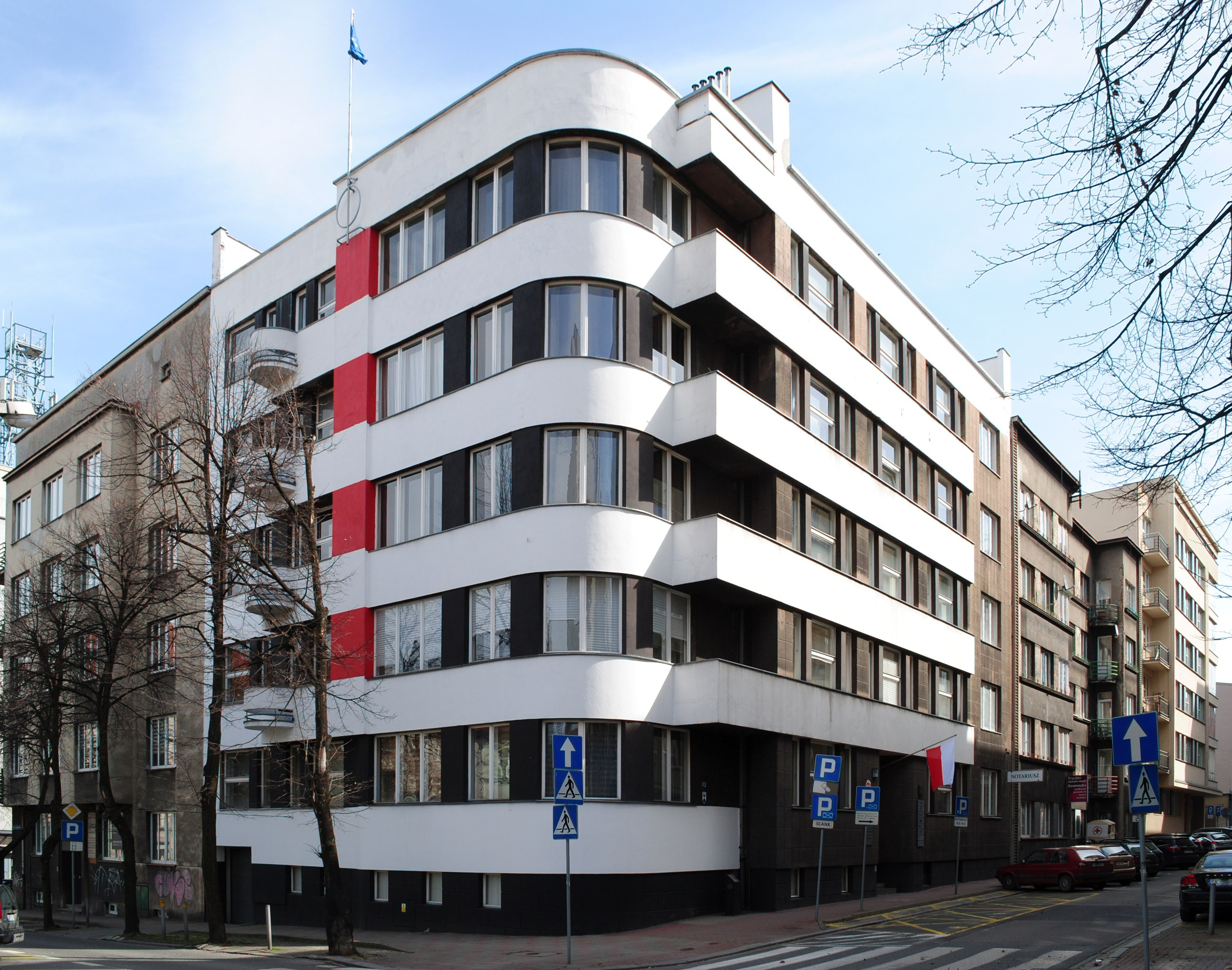
Modernistyczna kamienica przy ulicy PCK 10 – Dom Wędlikowskich

Przyłączenie w 1922 roku części Górnego Śląska wraz z Katowicami do Polski uczyniło z miasta ważny ośrodek administracyjny, posiadający prawa autonomii. Przyczyniło się to do dużym stopniu do dalszego rozwoju zabudowy katowickiego Śródmieścia. W 1929 roku został ukończony klasycystyczny gmach Sejmu Śląskiego i Urzędu Wojewódzkiego Śląskiego, zaś przy ulicy Warszawskiej 45 w latach 20. XX wieku wzniesiono neorenesansowy gmach dla władz powiatu katowickiego. W latach 30. XX wieku dla potrzeb nowo powołanej diecezji katowickiej w rejonie ulic: W. Stwosza, H. Sienkiewicza i Powstańców powstał neorenesansowy Pałac Biskupi i rozpoczęto budowę katedry Chrystusa Króla, którą ukończono ostatecznie w 1956 roku. Okres międzywojenny był także czasem silnego rozwoju budowlanego południowego Śródmieścia. W tym okresie w architekturze dominował funkcjonalizm. Do ważniejszych budowli powstałych w tym stylu należą m.in.: wybudowany w latach 1930–1932 (bądź 1930–1934) wieżowiec mieszkalny przy ulicy Żwirki i Wigury (zwany także „Drapaczem Chmur”), powstały w latach 1928–1930 gmach Banku Gospodarstwa Krajowego przy ulicy A. Mickiewicza 3 czy gmach Muzeum Śląskiego, który został wyburzony w czasie II wojny światowej. Budownictwo sakralne tego okresu reprezentuje znajdujący się przy ulicy M. Kopernika kościół garnizonowy oddany do użytku w 1931 roku. Świątynię tę zaprojektował Leon Dietz d'Arma.

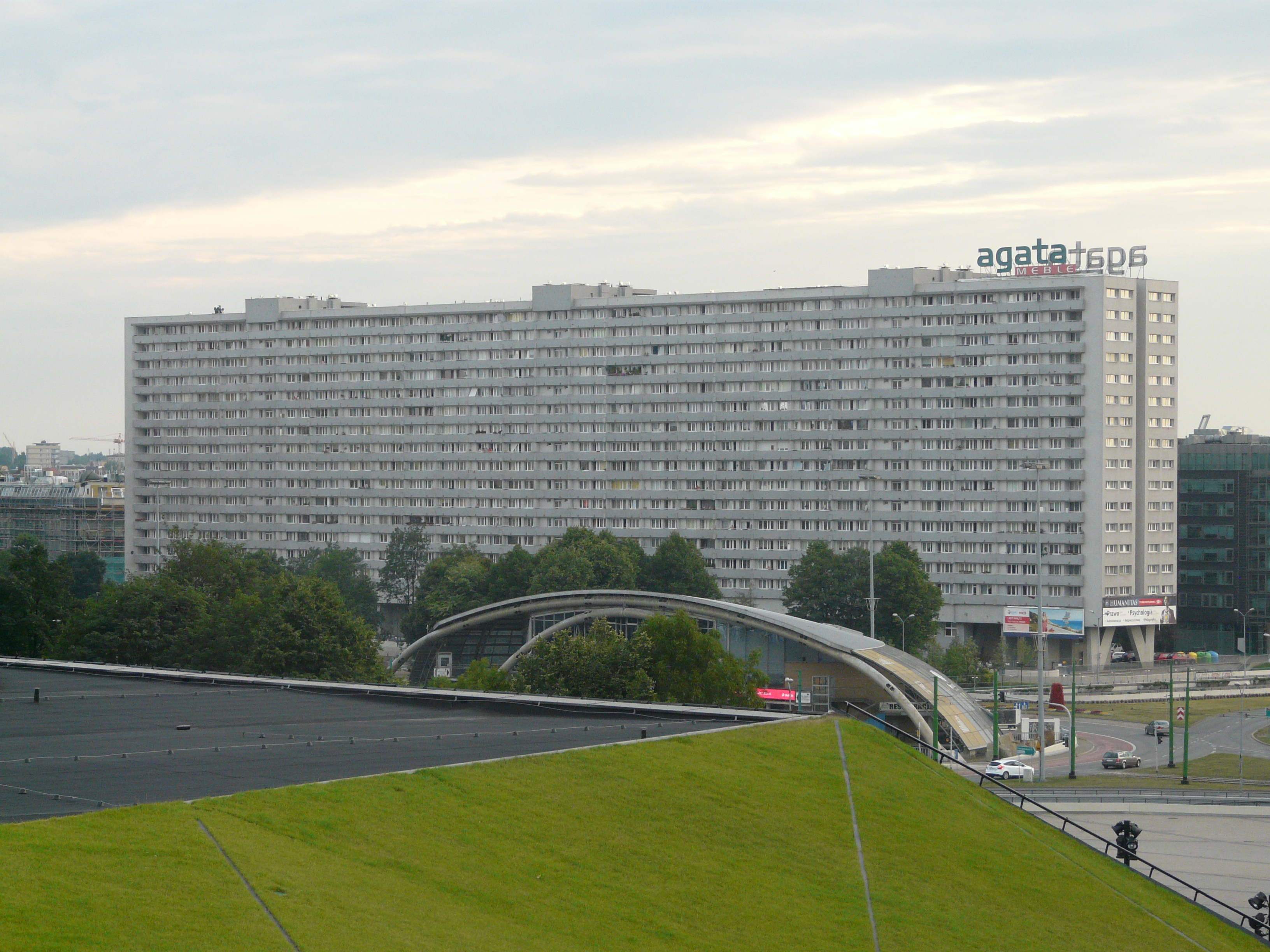
Wybudowany w ramach tzw. „Bloku Zachód” budynek wielorodzinny Superjednostka (al. W. Korfantego)

Pierwszy powojenny etap rozwoju architektonicznego Śródmieścia Katowic przypadł na lata 1945–1949 i był kontynuacją koncepcji architektoniczno-urbanistycznych z poprzedniego okresu przerwanego niemiecką okupacją. Do ważniejszych w tym czasie powstałych obiektów należy Pałac Młodzieży, zaprojektowany przez zespół architektów: Zygmunta Majerskiego i Juliana Duchowicza. Gmach ten nosi cechy kubistycznej architektury lat międzywojennych, zaś wnętrze posiada socrealistyczne elementy wystroju. Pałac oddano do użytku w 1951 roku, a pięć lat później wybudowano znajdujący się przy placu B. Chrobrego Dom Związków Zawodowych projektu Henryka Buszki i Aleksandra Franty.

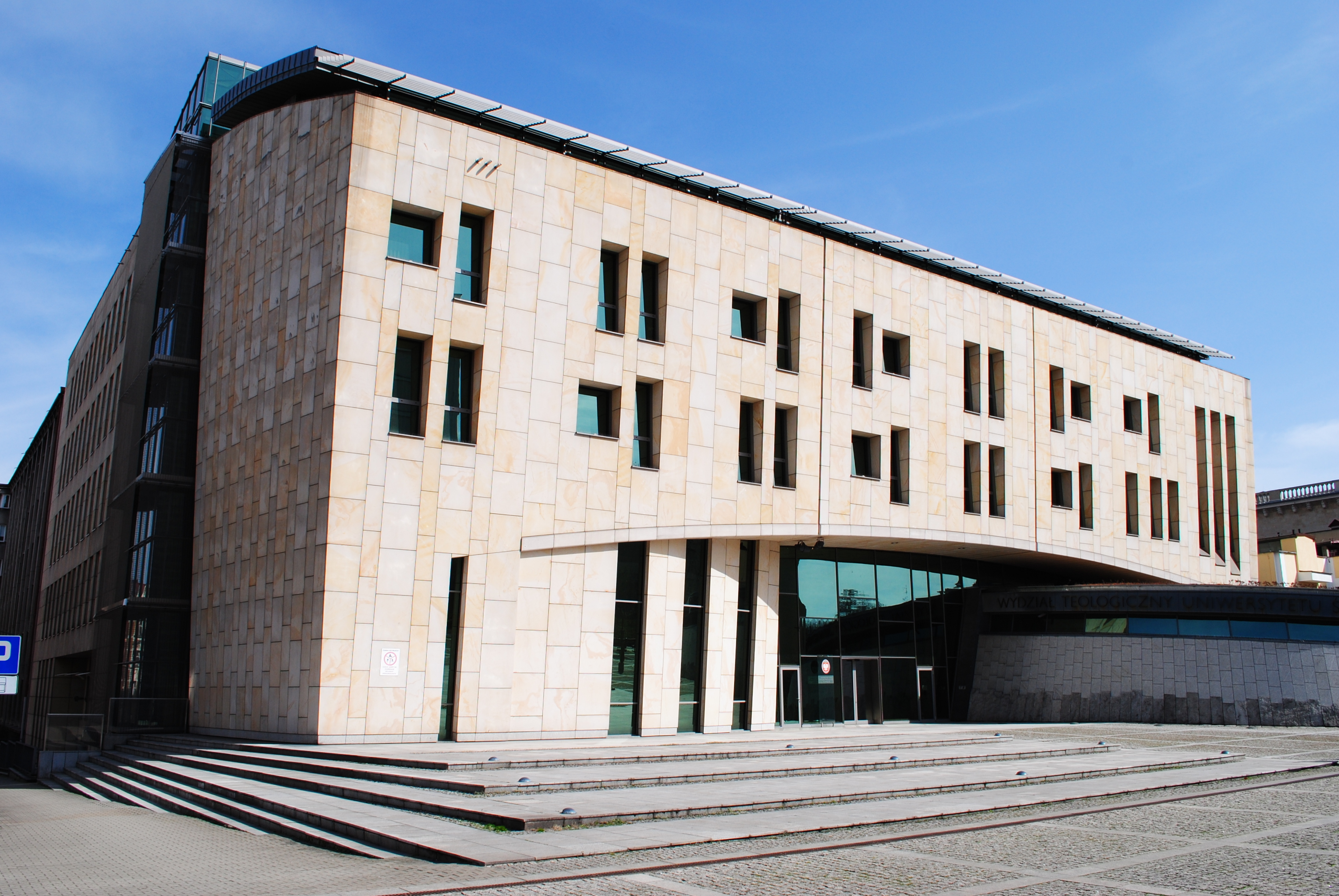
Gmach Wydziału Teologicznego Uniwersytetu Śląskiego (ul. H. Jordana 18)

Nowym etapem w rozwoju architektonicznym katowickiego Śródmieścia jest decyzja władz z 1959 roku o budowie nowoczesnego centrum miasta – tzw. „Bloku Zachód”. Za projekt koncepcji odpowiadał Mieczysław Król. W ramach Bloku Zachód powstały następujące budynki: Superjednostka, Ślizgowiec, Separator, hotel Silesia i pawilony, w tym Biura Wystaw Artystycznych i wyburzony w 2011 roku Pałac Ślubów. Po wschodniej stronie dzisiejszej alei W. Korfantego powstał natomiast gmach hotelu Katowice i budynek Delikatesów, a w 1967 roku oddano do użytku Pomnik Powstańców Śląskich autorstwa Wojciecha Zabłockiego i Gustawa Zemły. W rejonie katowickiego Rynku powstały trzy nowoczesne budynki: spółdzielcze domy handlowe „Zenit” (1962 rok) i „Skarbek” (1974 rok) oraz biurowiec Śląskiego Wydawnictwa Prasowego (tzw. „Dom Prasy”). W 1972 roku oddano do użytku nowy, brutalistyczny dworzec kolejowy autorstwa Wacława Kłyszewskiego, Jerzego Mokrzyńskiego i Eugeniuisza Wierzbickiego.
Od lat 90. XX wieku w Katowicach rozwijał się na zaczerpnięty z Europy Zachodniej styl postmodernistyczny. Początki nowego stylu zaznacza się już w 1981 roku w katowickim Śródmieściu, kiedy to ukończono budowę kompleksu wieżowców „Stalexportu” – zaprojektował je jugosłowiański architekt Georgo Gruicić. W latach 2002–2003 przy ulicy Uniwersyteckiej wybudowano wieżowiec biurowo-usługowy Altus o łącznej wysokości 125 metrów. We współczesnej architekturze Śródmieścia Katowic nierzadko zaznaczane jest industrialne dziedzictwo Katowic. Przykładem jest powstały w 2006 roku gmach oddziału Narodowego Banku Polskiego, w którym skrzydło administracyjne pokryto czarnym łupkiem, nawiązując tym samym do górniczej przeszłości. Do kluczowych obiektów powstałych na początku XXI wieku w granicach katowickiego Śródmieścia należą także m.in.: zaprojektowane przez architekta Tomasza Koniora Centrum Nauki i Edukacji Muzycznej „Symfonia” z 2007 roku czy oddany do użytku w 2004 roku gmach Wydziału Teologicznego Uniwersytetu Śląskiego.

### Urbanistyka

Plan terenów współczesnego Śródmieścia Katowic z około 1900 roku

Katowice składa się z wyraźnie wyodrębniającej się części śródmiejskiej, mającej charakter planowanego i czytelnego układu urbanistycznego. Układ ten ukształtował się w stosunkowo krótkim okresie, począwszy od czasu doprowadzenia do Katowic w połowie XIX wieku pierwszej linii kolejowej. Osią założenia urbanistycznego Śródmieścia Katowic są dzisiejsze ulice: 3 Maja i Warszawska, na połączeniu których został wytyczony Rynek. Oś ta zaakcentowana jest dwoma placami położonymi równoleżnikowo około 600 metrów od Rynku: po zachodniej stronie, na skraju ulicy 3 Maja placem Wolności i położonemu po drugiej stronie osi, przy ulicy Warszawskiej placem ks. E. Szramka. Prostopadle do głównej osi, również w podobnej odległości, na północ od Rynku znajduje się rondo gen. J. Ziętka, zaś naprzeciwko osi plac K. Miarki. Duże znaczenie kompozycyjne mają również ulice: A. Mickiewicza, zamykana przez wieżowce Stalexportu i kompleks Global Office Park oraz ulica Mariacka ze znajdującym się na końcu ulicy kościołem Niepokalanego Poczęcia Najświętszej Maryi Panny.
Pierwsze plany urbanistycznego powstającego wówczas miasta opracowano w 1856 i 1859 roku. Pierwszy z nich został opracowany przez architekta Nottenbohna. Osiami układu miasta były wspomniane wyżej: biegnąca dawnym szlakiem do Mysłowic ulica Warszawska, leżący na skrzyżowaniu tegoż szlaku i drogi w kierunku Mikołowa Rynek, nowo wytyczona ulica 3 Maja i plac Wolności. Osie te towarzyszyły nowej siatce ulic, w której starano się zachować prostopadły i równoległy układ ulic. Od południa rozwiązanie urbanistyczne Katowic domknięte było torami kolejowymi.
Obszar Śródmieścia pod względem architektoniczno-urbanistycznym dzieli się na kilka wyraźnie równoleżnikowych pasm:
- Środkowe – fragment północny pasma położony jest pomiędzy ulicą Chorzowska i aleją W. Roździeńskiego a Rawą, w której znajduje się m.in. zabudowa centrum miasta z lat 60. i 70. XX wieku (w tym m.in. Haperowiec, Superjednostka, Ślizgowiec, Separator, hotel Katowice i nieistniejący hotel Silesia), kampus Uniwersytetu Śląskiego oraz rejony ulicy Sokolskiej i ulicy A. Mickiewicza ze współczesnymi budynkami (w tym m.in.: Chorzowska 50, Sokolska 30 Towers czy Global Office Park); fragment południowy obejmuje obszar pomiędzy Rawą a terenami kolejowym i obejmuje najwcześniej ukształtowany obszar Śródmieścia w osi ulic: 1 Maja – Warszawska – Rynek – 3 Maja – pl. Wolności oraz Dworcowa – Mariacka[200].
- Południowe – obejmuje rozległą część pomiędzy torami kolejowymi a aleją Górnośląską (autostradą A4); w tej części wyróżnia się obszar ukształtowany o okresie międzywojennym, z osiami ulic i placów: Jagiellońska – pl. B. Chrobrego – pl. Sejmu Śląskiego – pl. K. Miarki – M. Kopernika – pl. Andrzeja oraz oś ulic: T. Kościuszki – W. Stwosza – J. Kochanowskiego; południowe rejony Śródmieścia z przewagą zabudowy usługowej są w mniejszym stopniu zabudowane; obszar w rejonie ulic: ks. bp. S. Adamskiego, Mikołowskiej, Strzeleckiej i Raciborskiej stanowi obszar zabudowy mieszkaniowo-usługowej, zaś rejony ulicy Kozielskiej obszary terenów poprzemysłowych[200].

### Zagospodarowanie przestrzenne

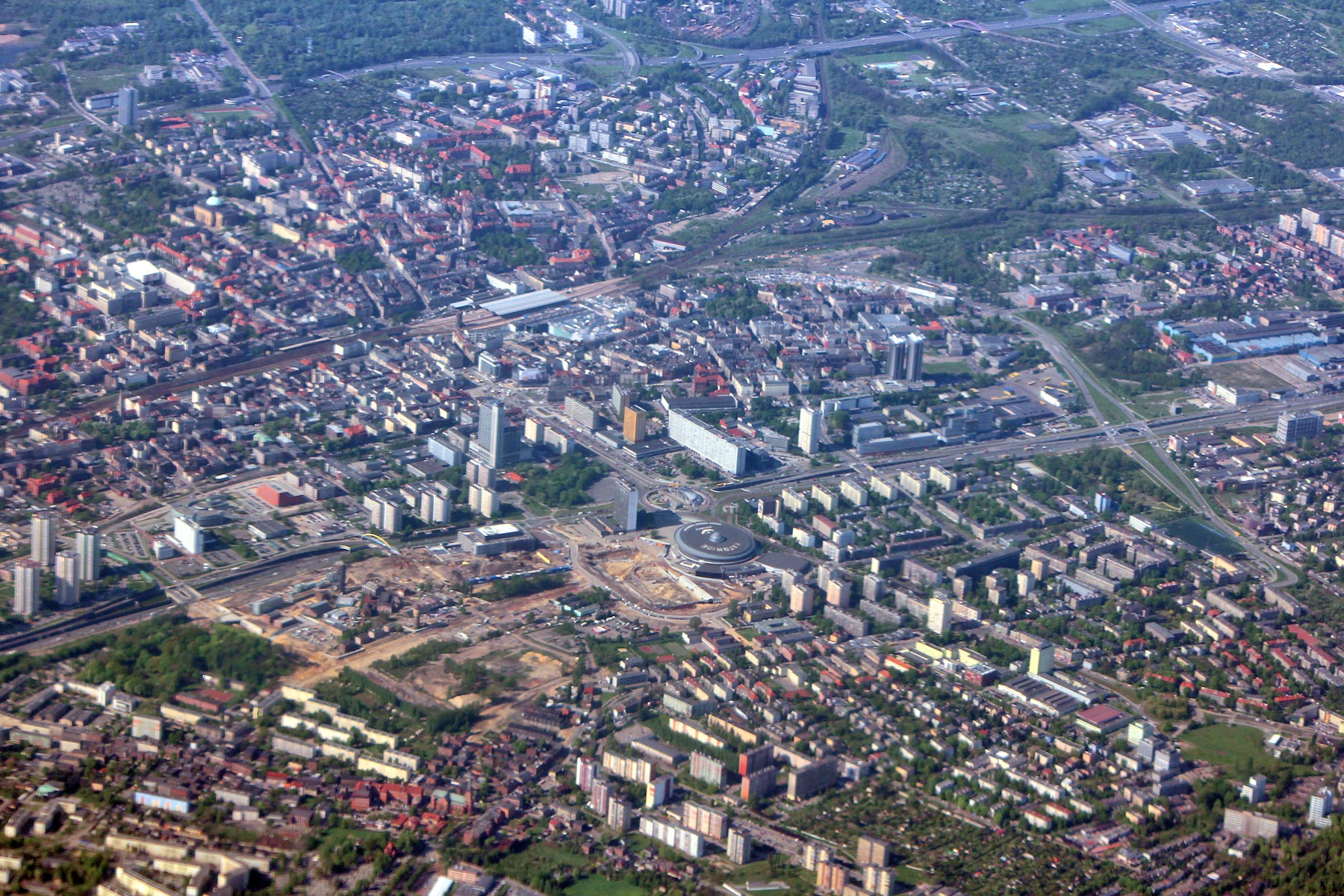
Widok na centrum Katowic w maju 2013 roku; u góry tereny katowickiego Śródmieścia i wschodnia część Załęża, na dole Bogucice i Koszutka

Pod względem intensywności zabudowy katowickie Śródmieście na tle pozostałych dzielnic miasta charakteryzują się największym udziałem powierzchni zabudowanej w powierzchni terenu, który wynosi 50% (znajdujące się pod tym względem na drugim miejscu ex aequo Zawodzie i Załęże ten wskaźnik mają na poziomie 32%). Ponad 75% udziału powierzchni zabudowanej charakteryzują się obszary pomiędzy terenami kolejowymi a Rawą – rejon ulic: św. Stanisława, Warszawskiej, 3 Maja, Młyńskiej, Pocztowej, św. Jana, Dworcowej, A. Mielęckiego, Staromiejskiej, Dyrekcyjnej i Stawowej, a także położone w południowej części Śródmieścia obszary pomiędzy ulicami: Wojewódzką, H. Dąbrowskiego, W. Reymonta i Francuską.
Wskaźnik intensywności zabudowy netto dla Śródmieścia również jest zdecydowanie najwyższy – wynosi 1,79. Najwyższą intensywność zabudowy (średnio 2,5) mają śródmiejskie obszar w rejonie ulic: P. Skargi, Sokolskiej, A. Mickiewicza, J. III Sobieskiego, Sądowej, J. Słowackiego, Dworcowej, Mariackiej, Francuskiej, Warszawskiej, Szkolnej, S. Moniuszki i Piastowskiej. W rejonie katowickiego Rynku wartość tego wskaźnika wynosi ponad 3,00, zaś w południowej części Śródmieścia wskaźnik ten, w zależności od obszaru, wynosi średnio 2,5 do 3,0. Średnia ważona liczby kondygnacji w Śródmieściu wynosi 3,58 i jest wyższa od średniej dla całego miasta, wynoszącej 2,13 kondygnacji.
W katowickim Śródmieściu pod względem zabudowy mieszkaniowej dominują obszary z zabudową wielorodzinną. Jest ono także dzielnicą, w której znaczną część obszaru – blisko 130 ha, zajmują tereny zabudowy usługowej. Spory obszar Śródmieścia zajmują także tereny komunikacji.

### Pomniki i miejsca pamięci narodowej

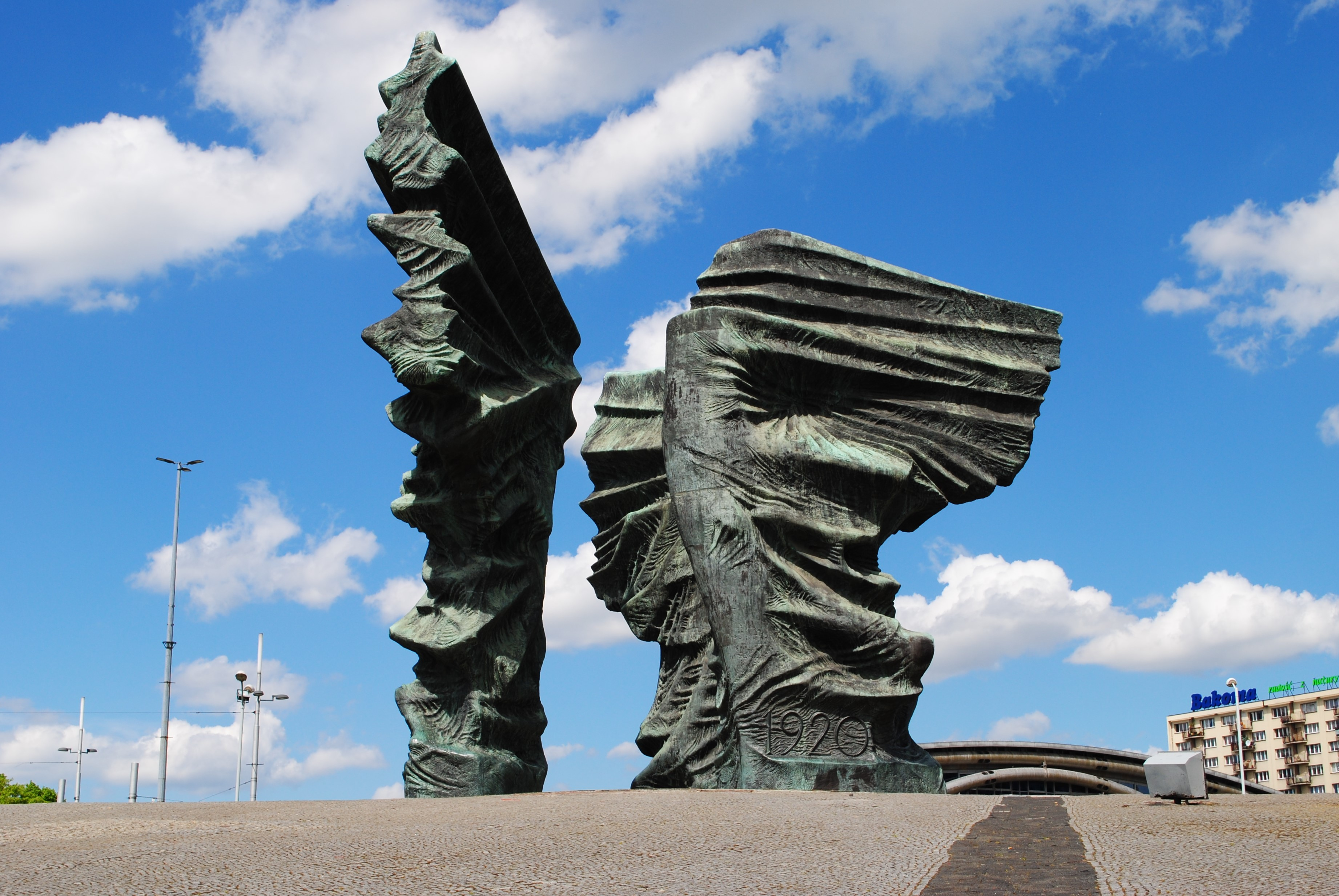
Pomnik Powstańców Śląskich

Do najważniejszych miejsc pamięci położonych na terenie katowickiego Śródmieścia należą:
- Pomnik Powstańców Śląskich (rondo gen. J. Ziętka)[207]; z 1967 roku[208],
- Pomnik Harcerzy Września (plac Obrońców Katowic)[207]; z 1983 roku[208],
- Pomnik Ofiar Katynia (plac Andrzeja)[207]; z 2001 roku[208],
- Pomnik Stanisława Moniuszki (plac K. Miarki); z 1930 roku, odbudowany w 1959 roku[208],
- Pomnik Wojciecha Korfantego (plac Sejmu Śląskiego); z 1999 roku[208],
- Pomnik konny Marszałka Józefa Piłsudskiego (plac B. Chrobrego); z 1936 roku, ustawiony w 1993 roku[208],
- Obelisk Orłów Śląskich (plac B. Chrobrego); z 1984 roku[208].

## Oświata

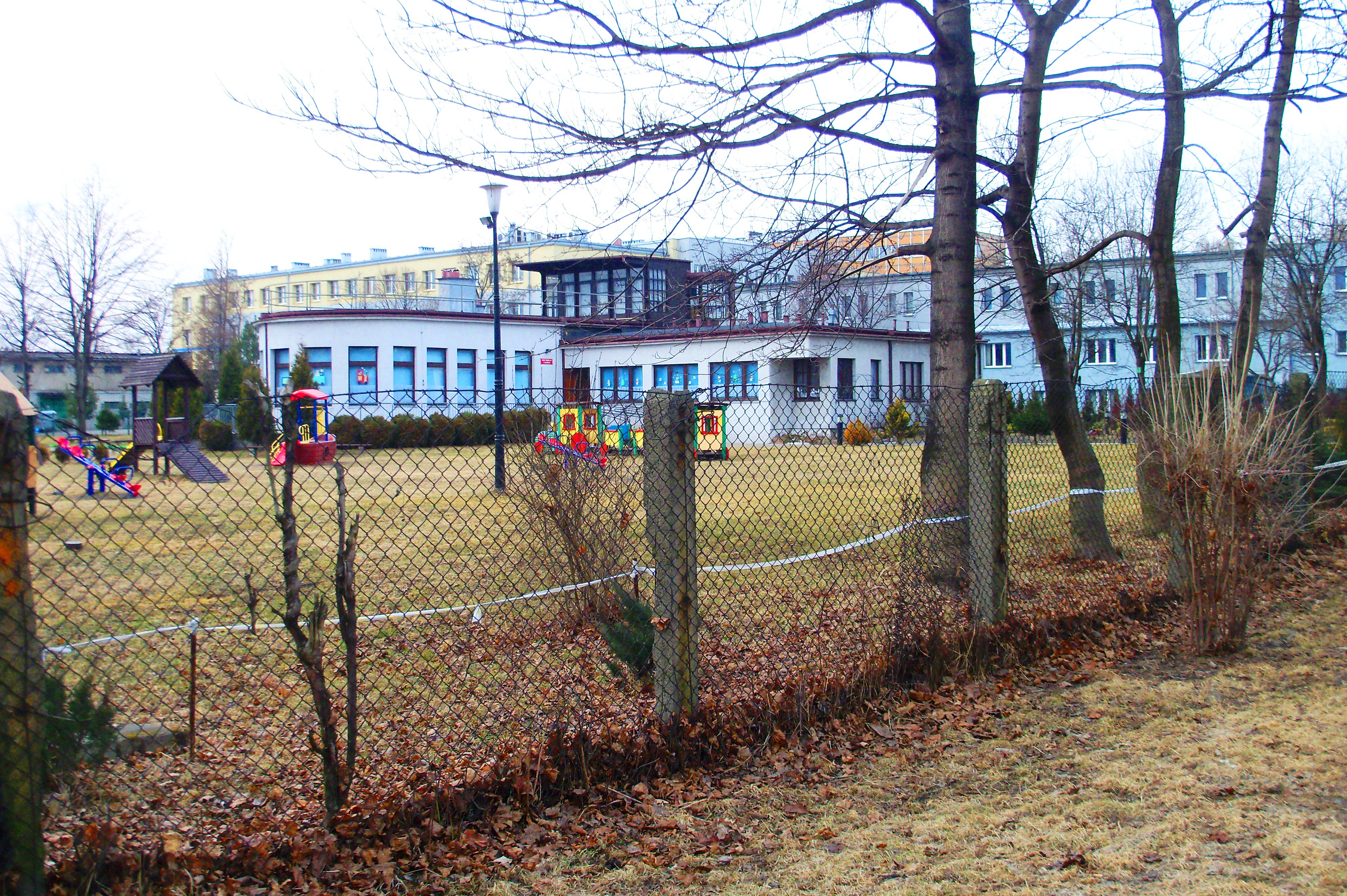
Siedziba Miejskiego Przedszkola nr 3 w Katowicach (ul. Barbary 25)

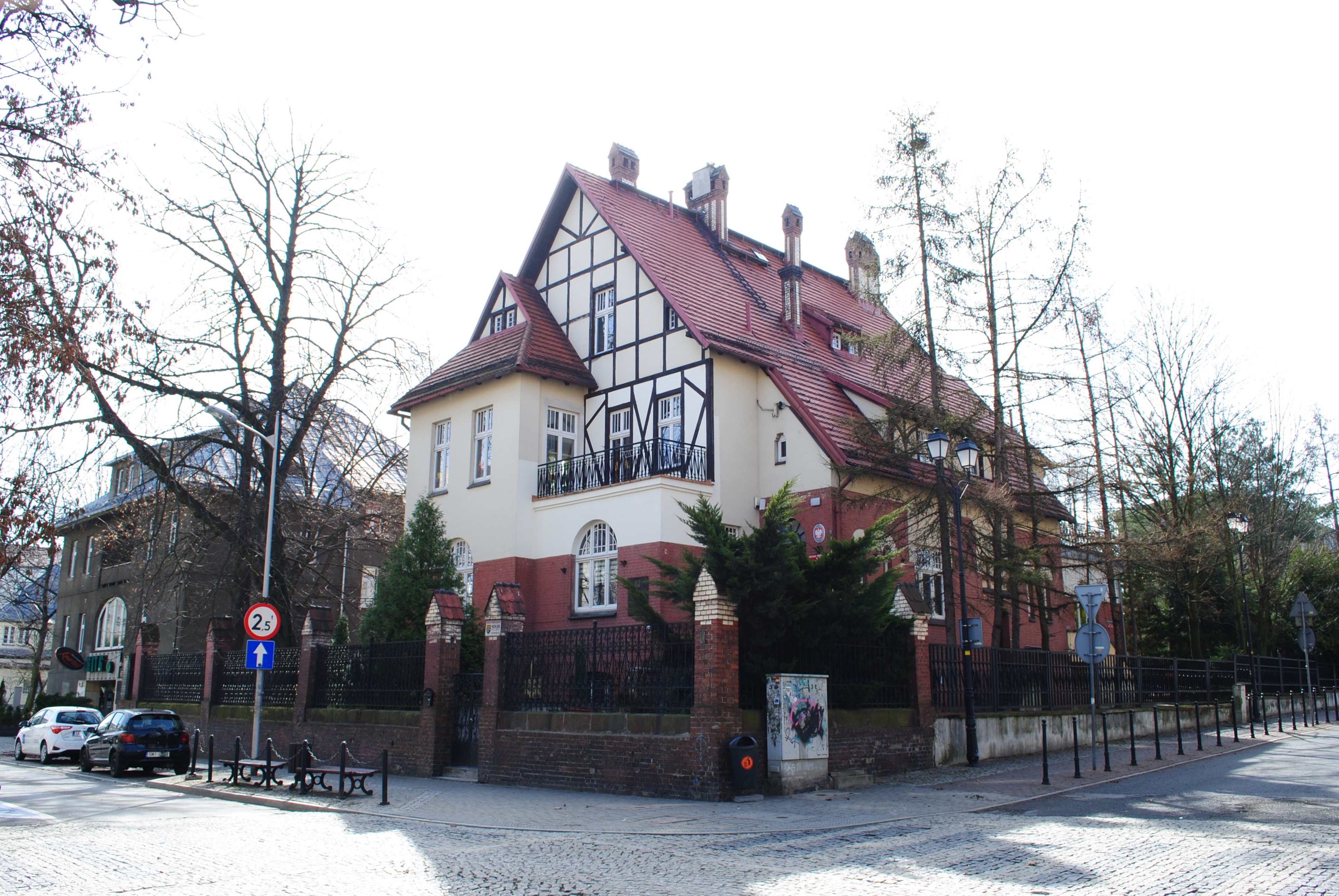
Siedziba Miejskiego Przedszkola nr 33 w Katowicach – tzw. „Korfantówka” (ul. Powstańców 23)

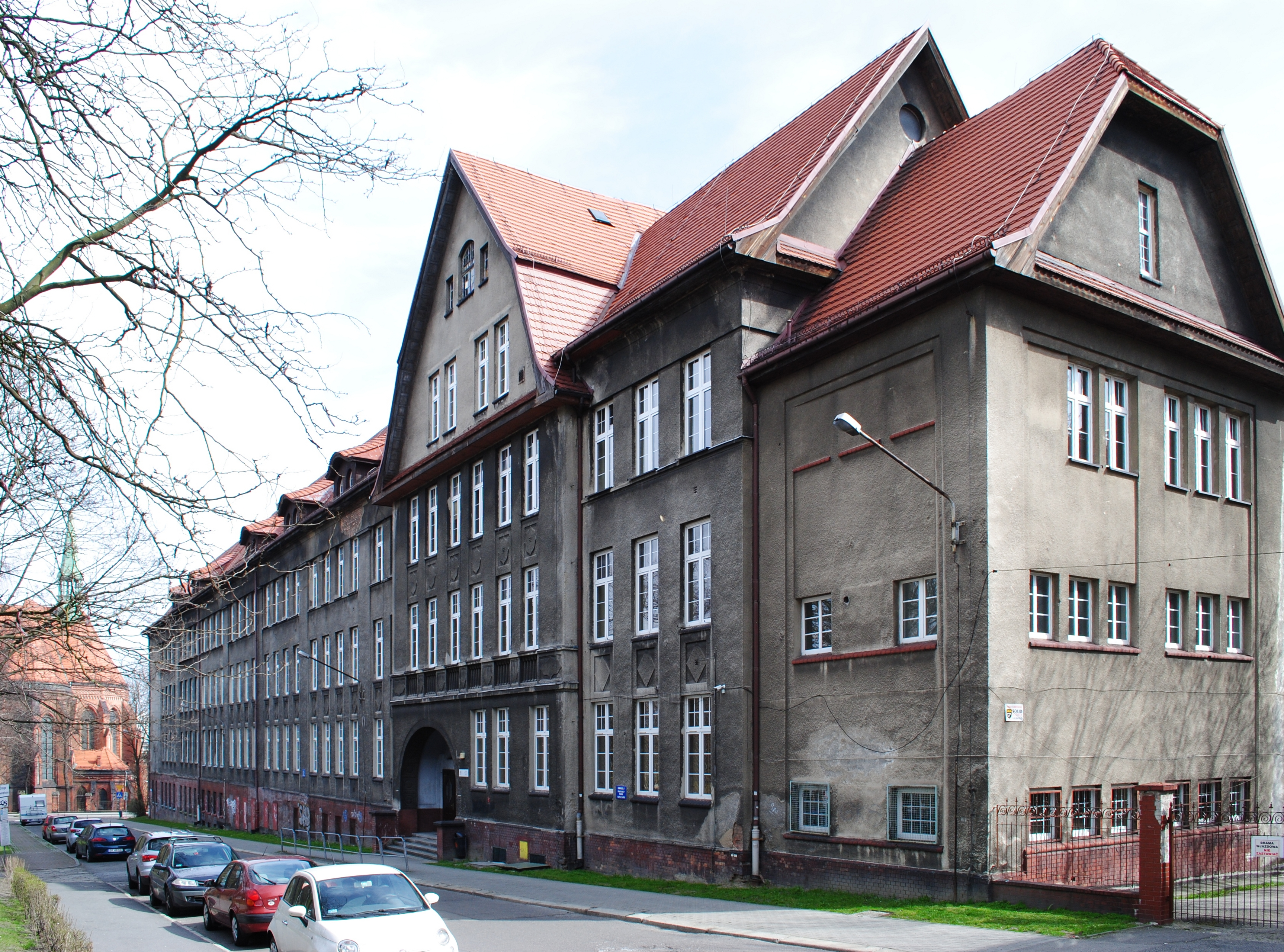
Gmach II Liceum Ogólnokształcącego z Oddziałami Dwujęzycznymi im. Marii Konopnickiej w Katowicach (ul. B. Głowackiego 6)

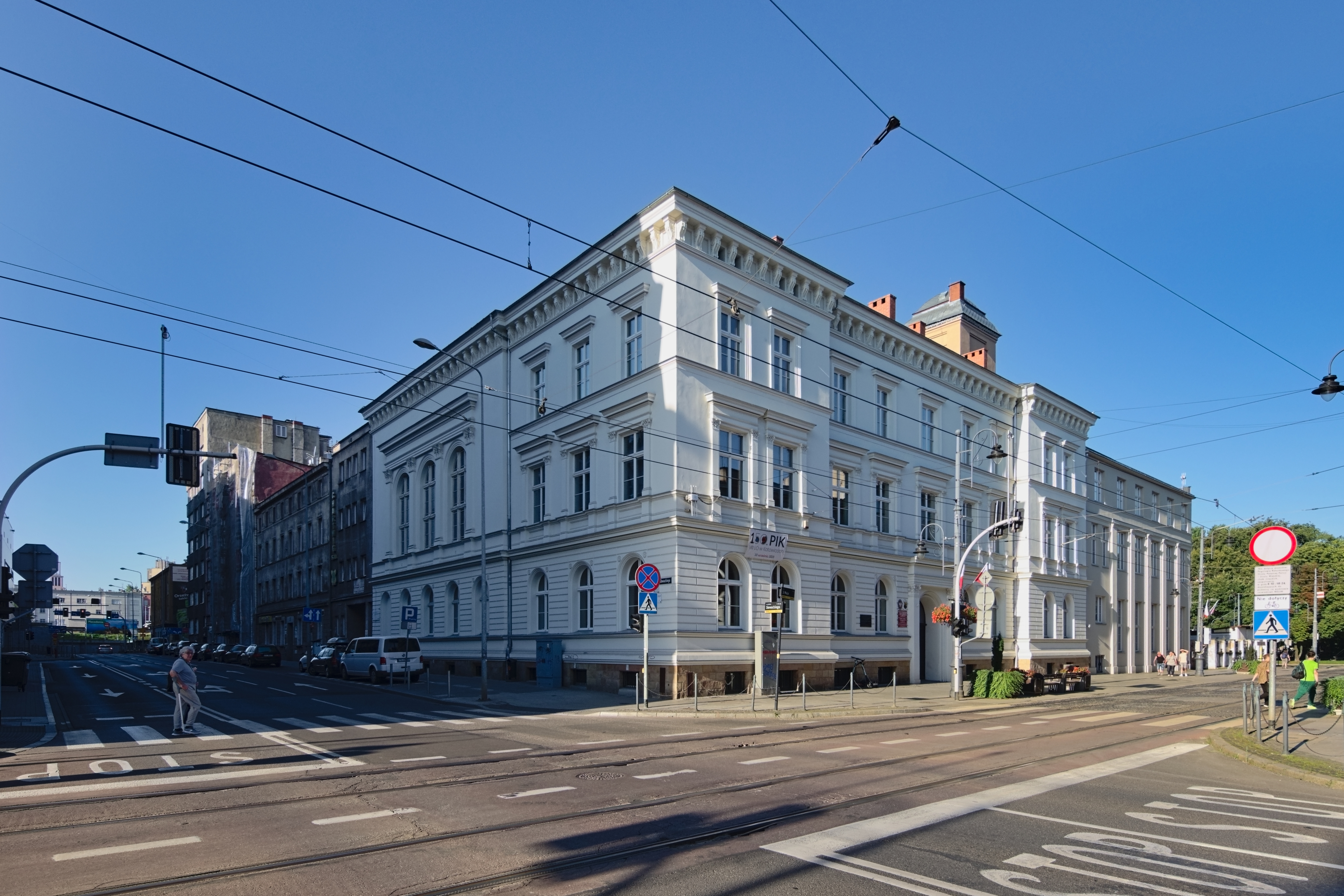
Siedziba VIII Liceum Ogólnokształcącego z Oddziałami Dwujęzycznymi im. Marii Skłodowskiej-Curie w Katowicach (2023) (ul. 3 Maja 42)

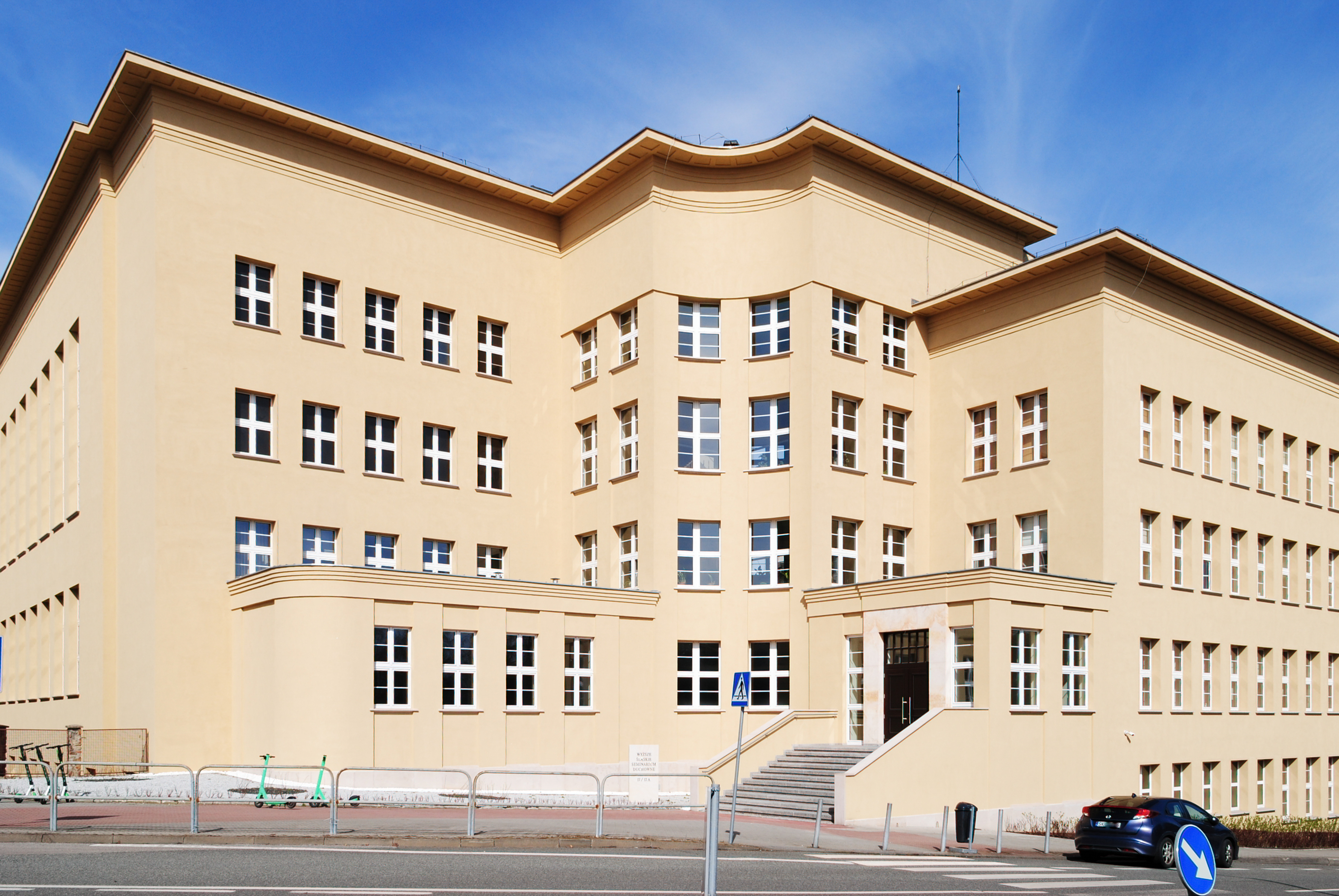
Siedziba Wyższego Śląskiego Seminarium Duchownego w Katowicach (ul. W. Stwosza 17)

W marcu 2022 roku na obszarze Śródmieścia funkcjonowały następujące placówki oświatowe:
1. Przedszkola:
  - Miejskie Przedszkole nr 2 w Katowicach (ul. ks. bp. T. Kubiny 4)[209],
  - Miejskie Przedszkole nr 3 w Katowicach (ul. Barbary 25)[210],
  - Miejskie Przedszkole nr 5 w Katowicach (ul. gen. J. Zajączka 6)[211],
  - Miejskie Przedszkole nr 33 w Katowicach (ul. Powstańców 23)[212],
  - Miejskie Przedszkole nr 35 w Katowicach (ul. Rybnicka 1)[213],
  - Miejskie Przedszkole nr 36 w Katowicach (ul. Zacisze 2)[214],
  - Miejskie Przedszkole nr 45 w Katowicach (ul. Sokolska 25)[215],
2. Szkoły podstawowe:
  - Szkoła Podstawowa nr 1 im. Marszałka Józefa Piłsudskiego w Katowicach (ul. Jagiellońska 18)[216],
  - Szkoła Podstawowa nr 7 Specjalna w Katowicach (ul. Szkolna 5)[217],
  - Szkoła Podstawowa nr 10 im. Marii Curie-Skłodowskiej w Katowicach (ul. Sokolska 23)[218],
  - Szkoła Podstawowa nr 15 z Oddziałami Dwujęzycznymi im. Jana Pawła II w Katowicach (ul. ks. bp. S. Adamskiego 24)[219],
3. Szkoły średnie
  - II Liceum Ogólnokształcące z Oddziałami Dwujęzycznymi im. Marii Konopnickiej w Katowicach (ul. B. Głowackiego 6)[220],
  - III Liceum Ogólnokształcące im. A. Mickiewicza w Katowicach (ul. A. Mickiewicza 11)[221],
  - VIII Liceum Ogólnokształcące z Oddziałami Dwujęzycznymi im. Marii Skłodowskiej-Curie w Katowicach (ul. 3 Maja 42)[222],
  - Technikum nr 8 im. Obrońców Poczty Polskiej w Gdańsku w Katowicach (ul. A. Mickiewicza 16)[223],
4. Zespoły szkół:
  - Śląskie Techniczne Zakłady Naukowe w Katowicach (ul. Sokolska 26)[224]:
    - Technikum nr 17,
    - Szkoła Policealna nr 8,

  - Zespół Katolickich Szkół Ogólnokształcących nr 1 im. bł. ks. Emila Szramka (ul. S. Kobylińskiego 4)[225]:
    - Katolicka Szkoła Podstawowa,
    - Katolickie Liceum Ogólnokształcące im. bł. ks. E. Szramka,

  - Zespół Szkół Ekonomicznych im. Wojciecha Korfantego (ul. Raciborska 3)[226]:
    - Technikum nr 2,
    - Szkoła Policealna nr 7,

  - Zespół Szkół Ogólnokształcących nr 1 im. Mikołaja Kopernika w Katowicach (ul. H. Sienkiewicza 74)[227]:
    - Szkoła Podstawowa nr 37 z Oddziałami Dwujęzycznymi,
    - I Liceum Ogólnokształcące im. Mikołaja Kopernika z Oddziałami Dwujęzycznymi,
5. Pozostałe:
  - Państwowa Ogólnokształcąca Szkoła Muzyczna I st. im. Moniuszki w Katowicach (ul. Dąbrówki 9)[228],
  - Państwowa Szkoła Muzyczna I i II stopnia im. M. Karłowicza w Katowicach (ul. Teatralna 16)[229],
  - Zakład Doskonalenia Zawodowego w Katowicach (ul. Z. Krasińskiego 2)[230].

W 2012 roku w Katowicach znajdowało się 20 wyższych uczelni, w których kształciło się 90 tys. studentów. Znaczna część z nich koncentruje się w katowickim Śródmieściu. W marcu 2022 roku swoją siedzibę miały tutaj następujące uczelnie:
1. Uczelnie publiczne:
  - Akademia Muzyczna im. Karola Szymanowskiego w Katowicach (ul. Zacisze 3)[232],
  - Akademia Sztuk Pięknych w Katowicach (ul. Raciborska 37)[233],
  - Akademia Wychowania Fizycznego im. Jerzego Kukuczki w Katowicach (ul. Mikołowska 72a)[234],
  - Śląski Uniwersytet Medyczny w Katowicach (ul. J. Poniatowskiego 15)[235],
  - Uniwersytet Śląski w Katowicach (ul. Bankowa 12)[236],
2. Uczelnie niepubliczne:
  - Śląska Wyższa Szkoła Medyczna w Katowicach (ul. A. Mickiewicza 29)[237],
  - Wyższa Szkoła Technologii Informatycznych w Katowicach (ul. A. Mickiewicza 29)[238],
  - Wyższa Szkoła Zarządzania Ochroną Pracy w Katowicach (ul. Bankowa 8)[239],
  - Wyższe Śląskie Seminarium Duchowne w Katowicach (ul. W. Stwosza 17)[240].

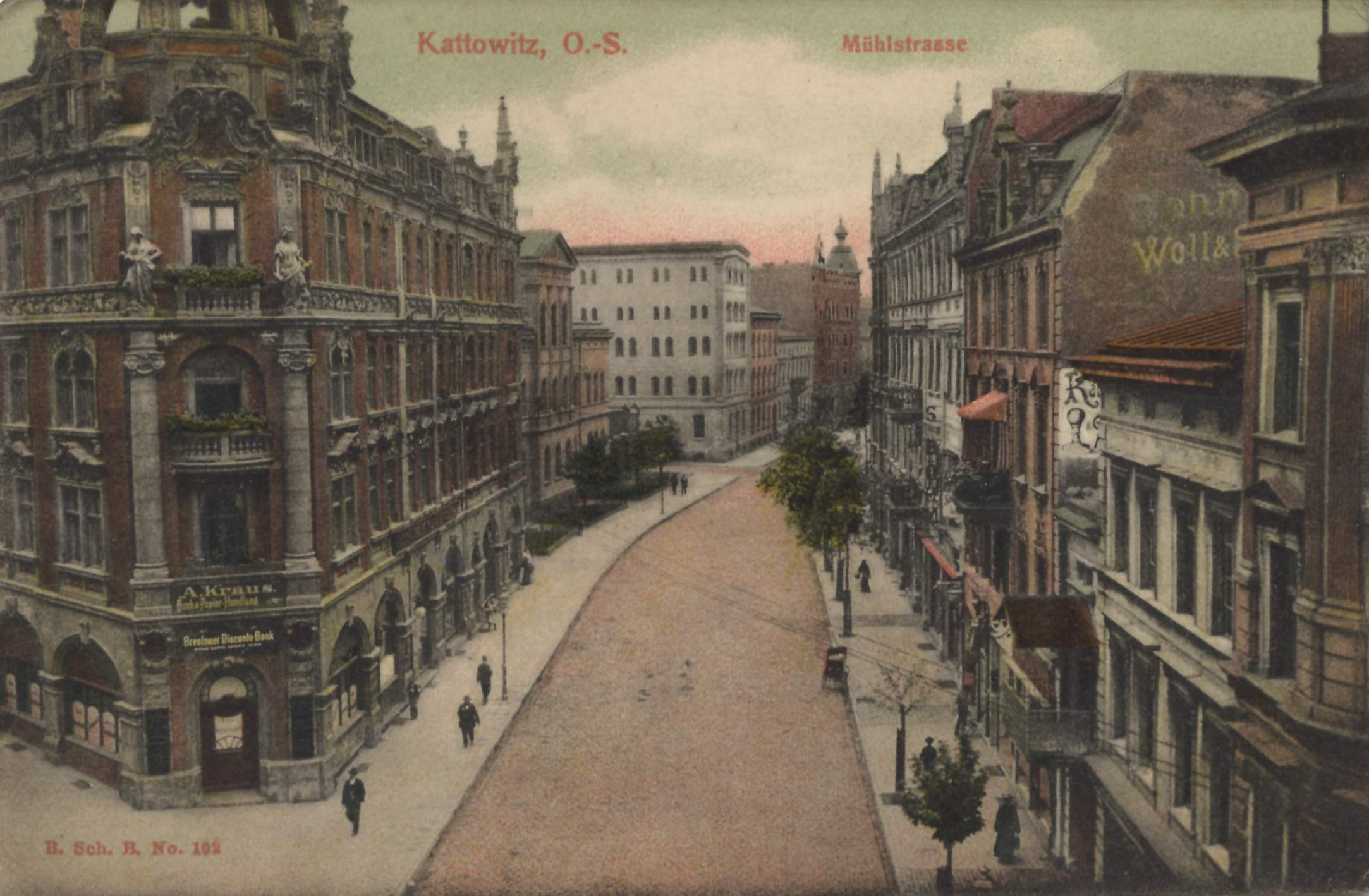
Widokówka prezentująca współczesną ulicę Młyńską w 1908 roku; za kamienicą pod numerem 2 (po lewej stronie) widoczny fragment budynku dawnej szkoły ludowej; obecnie w jej miejscu znajduje się siedziba Urzędu Miasta Katowice

Pierwszą szkołę na terenie dzisiejszego Śródmieścia utworzono w 1827 roku w rejonie dzisiejszego gmachu poczty. Była to szkoła katolicka, do której uczęszczały dzieci zarówno z Katowic, jak i też z Brynowa i Katowickiej Hałdy. W 1855 roku budynek szkoły powiększono, a także zatrudniono nauczyciela pomocniczego. W 1868 roku do katowickiej szkoły uczęszczało 617 uczniów, a liczba nauczycieli stale wzrastała. W 1871 roku w miejscu obecnego gmachu Urzędu Miasta Katowice przy ulicy Młyńskiej oddano do użytku nowy gmach szkoły ludowej. Znajdowało się w nim 12 sal lekcyjnych, a do szkoły uczęszczało wówczas 838 uczniów.
Pomysł powołania szkoły ewangelickiej pojawił się wraz z przydzieleniem Katowicom pastora w 1854 roku. Początkowo nauczanie dla ewangelickich dzieci miało charakter szkółki niedzielnej, a pierwszą izbę szkolną z mieszkaniem dla nauczyciela oddano do użytku 3 marca 1856 roku przy obecnej ulicy Młyńskiej. Z uwagi na stały wzrost liczby uczniów, w 1858 roku podjęto decyzję o budowie nowego gmachu szkoły nieopodal kościoła ewangelickiego. Budynek szkolny oddano do użytku 27 sierpnia 1860 roku przy dzisiejszej ulicy Szkolnej 5, a do niej uczęszczało początkowo 89 dzieci.

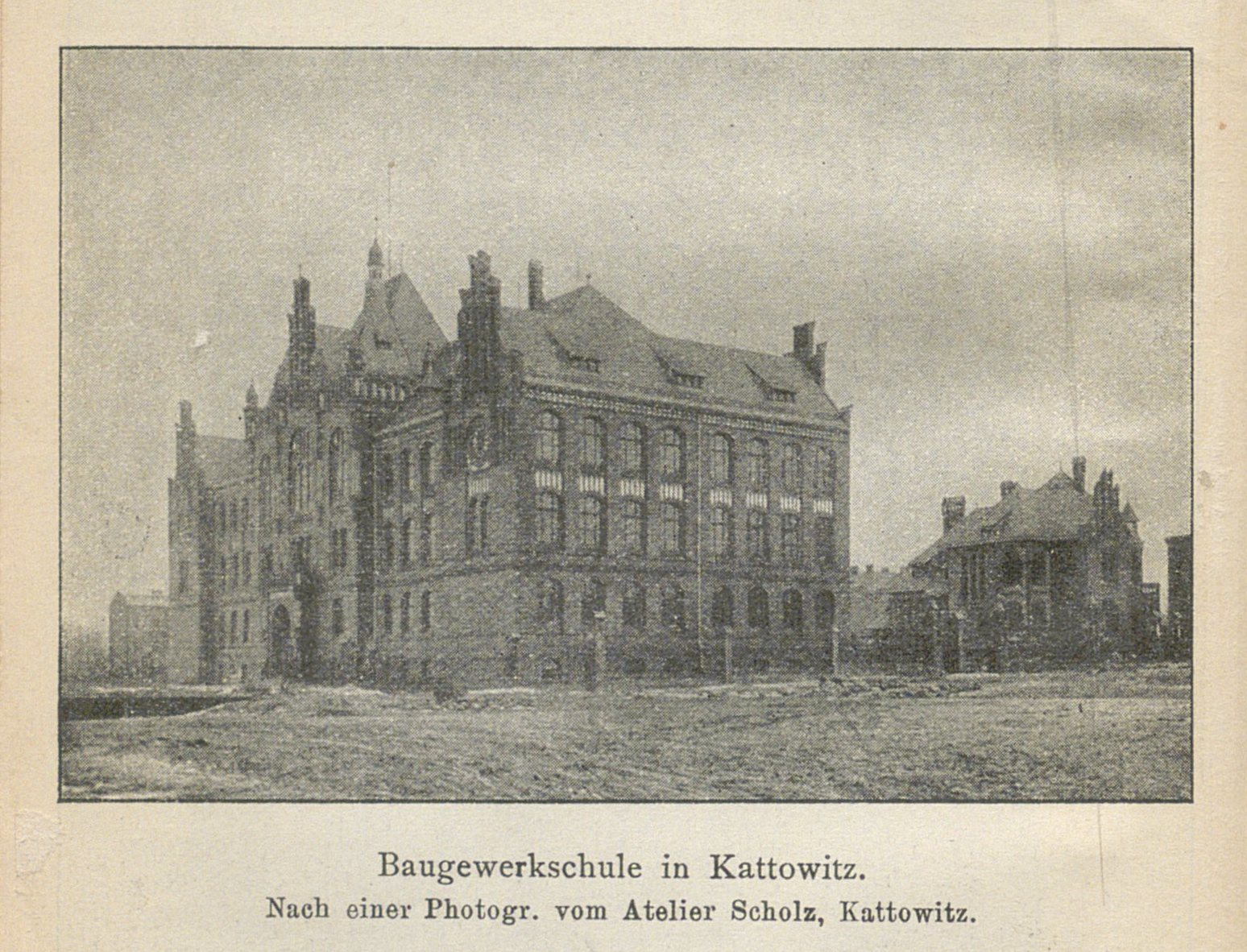
Gmach dawnej Królewskiej Szkoły Budowlanej – obecnie siedziba Akademii Muzycznej im. Karola Szymanowskiego (ul. Zacisze 3)

W 1892 roku powstał budynek szkolny przy dzisiejszej ulicy Stawowej, w której po II wojnie światowej funkcjonowała Szkoła Podstawowa nr 10. Gmach ten, posiadający 24 sale lekcyjne, oddano początkowo do dyspozycji żeńskiej szkole ludowej. W dniu 1 października 1899 roku powołano w Katowicach Królewską Szkołę Budowlaną. Szkoła ta swoją własną siedzibę uzyskała 20 kwietnia 1901 roku – obecnie jest to gmach Akademii Muzycznej. W latach 1909–1910 powstała siedziba męskiej szkoły średniej przy dzisiejszej ulicy Szkolnej 9 oraz rozbudowano średnią szkołę żeńską – obecne budynek VIII Liceum Ogólnokształcącego im. M. Skłodowskiej-Curie przy ulicy 3 Maja. W 1910 roku rozpoczęto budowę kolejnego gmachu dla niższego szkolnictwa przy dzisiejszej ulicy B. Głowackiego – obecne siedziba II Liceum Ogólnokształcącego im. M. Konopnickiej.

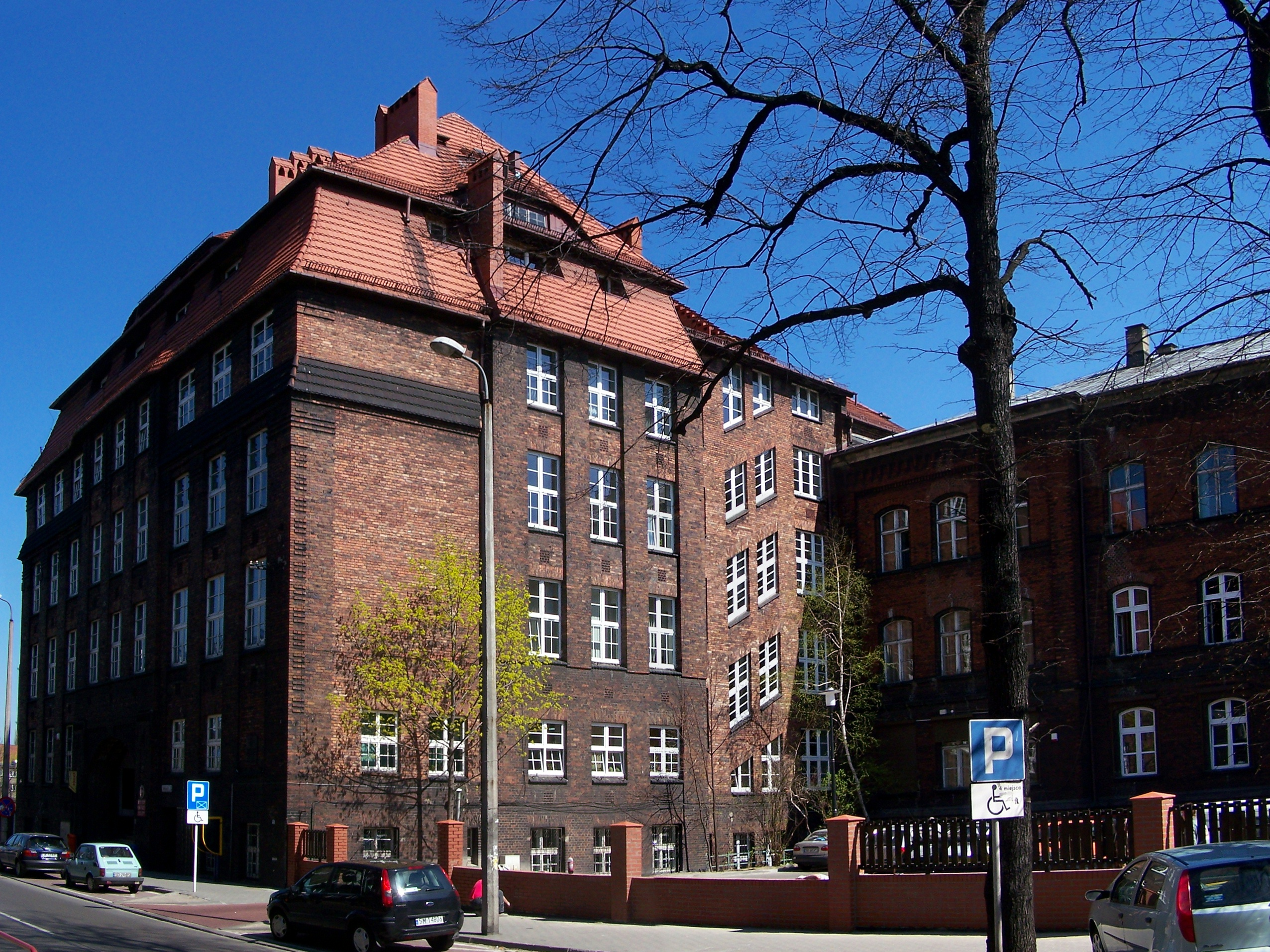
Dawny budynek szkolny przy ulicy Szkolnej 9; obecnie siedziba Instytutu Chemii Wydział Nauk Ścisłych i Technicznych Uniwersytetu Śląskiego w Katowicach

W 1883 roku powołano męską szkołę średnią. Szkoła ta miała swoją siedzibę w wykupionym przez miasto gmachu szkoły ewangelickiej. Szkołę tę ostatecznie zlokalizowano w gmachu przy dzisiejszej ulicy Szkolnej 9, a w 1910 roku ukończono budowę nowego gmachu. Idea stworzenia żeńskiej szkoły średniej pojawiła się w 1895 roku. Została ona powołana 19 kwietnia 1900 roku przy dzisiejszej ulicy Stawowej, a w 1902 roku zajęła budynek przy dzisiejszej ulicy Młyńskiej. W dniu 1 sierpnia 1906 roku do dyspozycji szkoły oddano do użytku wyremontowany budynek po szkole realnej przy dzisiejszej ulicy Szkolnej.
W dniu 14 lutego 1871 roku rejencja w Opolu zatwierdziła decyzję o powołaniu do życia gimnazjum. Szkoła ta otrzymała nazwę Gimnazjum Miejskie i pierwotnie ulokowano ją w gmachu zajmowanym przez wyższą szkołę żeńską, w którym przeznaczono niej cztery pomieszczenia. Równocześnie rozpoczęto budowę nowej siedziby gimnazjum, którą ukończono w 1874 roku. Z uwago na rosnącą liczbę uczniów magistrat podjął decyzję o budowie nowego gmachu gimnazjum. Został on uroczyście otwarty 9 października 1900 roku – obecnie jest to gmach III Liceum Ogólnokształcącego.

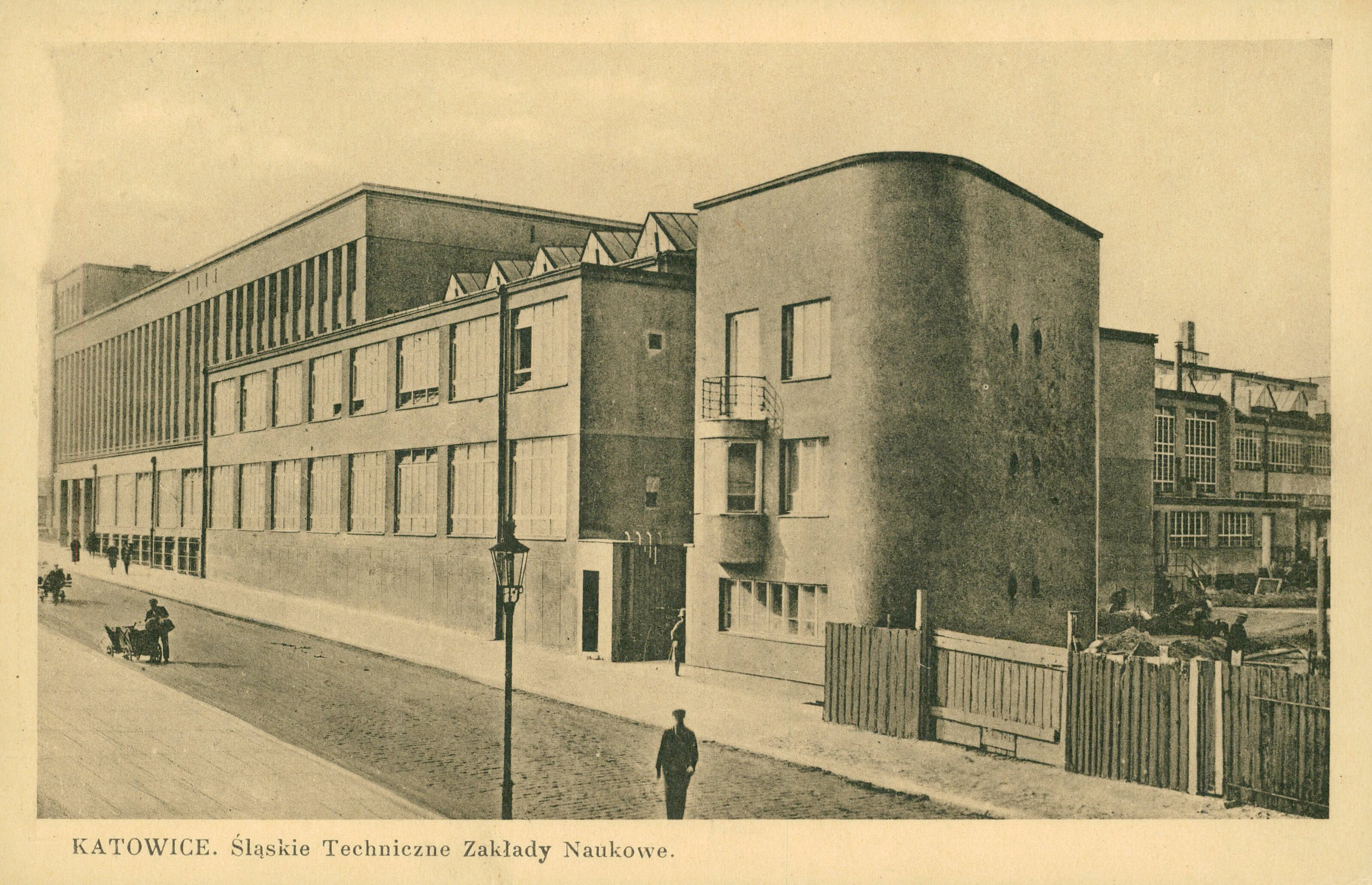
Dawny budynek Śląskich Technicznych Zakładów Naukowych w 1932 roku (widok od strony ulicy Granicznej)

Po włączeniu terenów katowickiego Śródmieścia do Polski w 1922 roku trwały prace nad wdrożeniem placówek edukacyjnych do nauki z polskim językiem wykładowym. W dniu 14 września 1922 roku działalność zainaugurowało gimnazjum klasyczne pod nazwą Państwowe Miejskie Zreformowane Gimnazjum Klasyczne, przyjmując później po reformach szkolnictwa nazwę Państwowe Gimnazjum i Liceum w Katowicach. W okresie międzywojennym drugą szkołą średnią była Komunalna Wyższa Szkoła Realna. W 1924 roku przyjęła nazwę Miejskie Gimnazjum Matematyczno-Przyrodnicze. W 1922 roku zreorganizowano także liceum żeńskie, przekształcając w Miejskie Gimnazjum Żeńskie.
W okresie międzywojennym rozwinęła się sieć szkolnictwa zawodowego, instytutów naukowych oraz szkół typu wyższego nieposiadających praw akademickich. W 1931 roku uchwała Sejmu Śląskiego powołano Śląskie Techniczne Zakłady Naukowe, która obejmowała wiele szkół zawodowych niższych i średnich różnych specjalności. W 1928 roku powołano Instytut Pedagogiczny, który działał do wybuchu II wojny światowej. W tym samym roku powołano także Państwowe Konwersatoriom Muzyczne, które w 1939 roku liczyło 150 słuchaczy. Spośród działających instytucji naukowych, w najszerszym zakresie działalność tę prowadził powołany w 1934 roku Instytut Śląski w Katowicach. W 1924 roku założono Bibliotekę Sejmu Śląskiego, która była z biegiem lat rozwijana, a w 1936 roku zreorganizowano ją w Śląską Bibliotekę Publiczną.

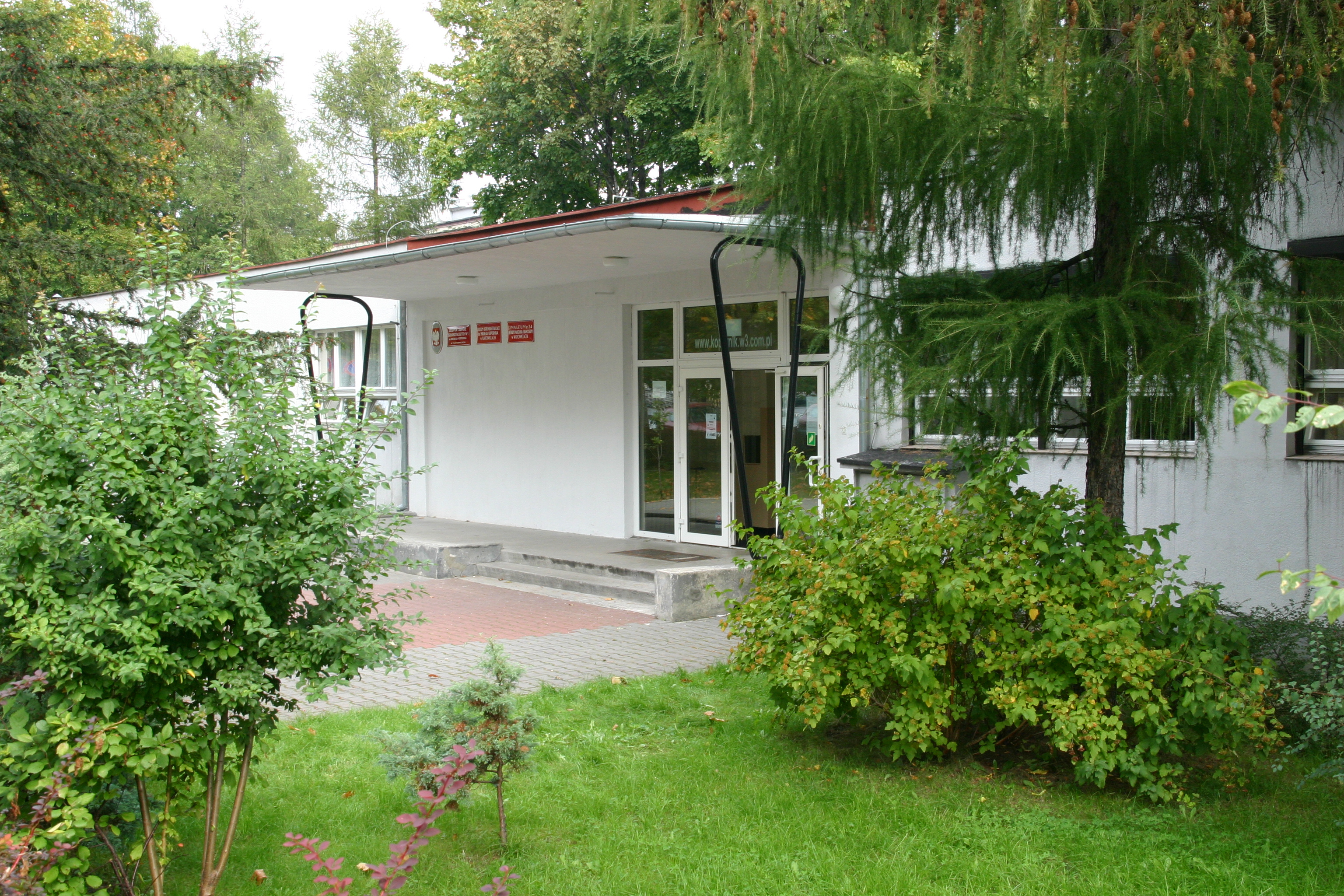
Budynek Zespołu Szkół Ogólnokształcących im. Mikołaja Kopernika w Katowicach (ul. H. Sienkiewicza 74)

Po 1945 roku podjęto wysiłki nad odbudową szkolnictwa w mieście, a szkoły powstały w pierwszym okresie w tych samych miejscach co w 1939 roku. W 1948 roku Miejskie Gimnazjum i Liceum Żeńskie w Katowicach zostało podzielone na trzy części, a w tym samym roku Państwowe Gimnazjum zostało przekształcone w Szkołę Podstawową i Liceum Ogólnokształcące nr 3 w Katowicach, zaś w roku szkolnym 1967/1968 oddzielono obie placówki, przemianowując szkołę średnią na III Liceum Ogólnokształcące im. Adama Mickiewicza. W 1959 roku KC PZPR zapoczątkował akcję budowy tysiąca szkół na obchody Tysiąclecia Państwa Polskiego. W 1960 roku pracownicy Komendy Miejskiej Milicji Obywatelskiej w Katowicach ze swoich składek postanowili ufundować nowy budynek szkoły dla I Liceum Ogólnokształcącego im. M. Kopernika. Gmach ten oddano do użytku 4 lutego 1966 roku.

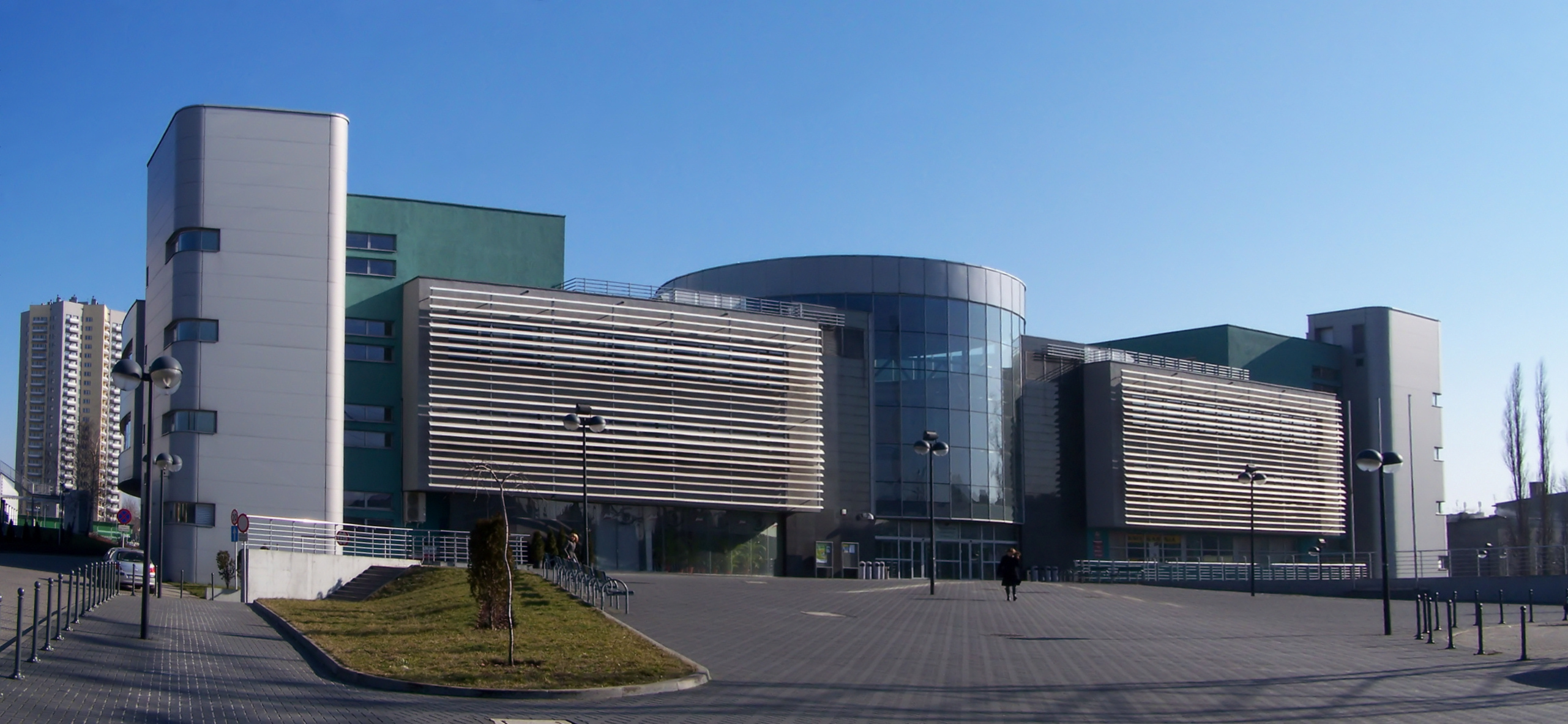
Siedziba Wydziału Prawa i Administracji Uniwersytetu Śląskiego w Katowicach (ul. Bankowa 11b)

We wrześniu 1945 roku Śląskie Konserwatorium Muzyczne przekształcono w Państwową Wyższą Szkołę Muzyczną, a w tym samym roku działalność rozpoczęła Państwowa Szkoła Sztuk Plastycznych, która prawa akademickie uzyskała w 1947 roku. W 1946 roku powołano Wyższą Szkołę Pedagogiczną, którą w 1947 roku przeniesiono do Łodzi. WSP na nowo został zorganizowany w Katowicach w 1950 roku. Uczelnie te wraz z innymi na terenie poza Śródmieściem stanowiły pierwszy etap budowy powojennego szkolnictwa wyższego w Katowicach. W 1964 roku powstała filia Uniwersytetu Jagiellońskiego, a w wyniku jej połączenia z Wyższą Szkołą Pedagogiczną w roku akademickim 1968/1969 rozpoczął działalność Uniwersytet Śląski w Katowicach, składający się w pierwszym roku działalności z czterech wydziałów, w których kształcono w dziewięciu kierunkach. W 1970 roku powołano Akademię Wychowania Fizycznego.
Po 1989 roku przybywało studentów uczących się na śródmiejskich uczelniach. Założono tutaj także pierwszą niepubliczną szkołę w Katowicach – powołaną w 1993 roku Śląską Wyższą Szkołę Zarządzania. W 2003 roku oddano do użytku gmach Wydziału Prawa i Administracji Uniwersytetu Śląskiego w Katowicach, zaś w 2007 roku ukończono budowę budynku Centrum Edukacji Muzycznej „Symfonia” Akademii Muzycznej im. K. Szymanowskiego w Katowicach. Miasto współfinansowało także inwestycje na innych uczelniach wyższych. W dniu 12 października 2012 roku przy ulicy Bankowej 11a otwarto wspólną dla Uniwersytetu Śląskiego i Uniwersytetu Ekonomicznego bibliotekę – Centrum Informacji Naukowej i Biblioteka Akademicka.

## Kultura

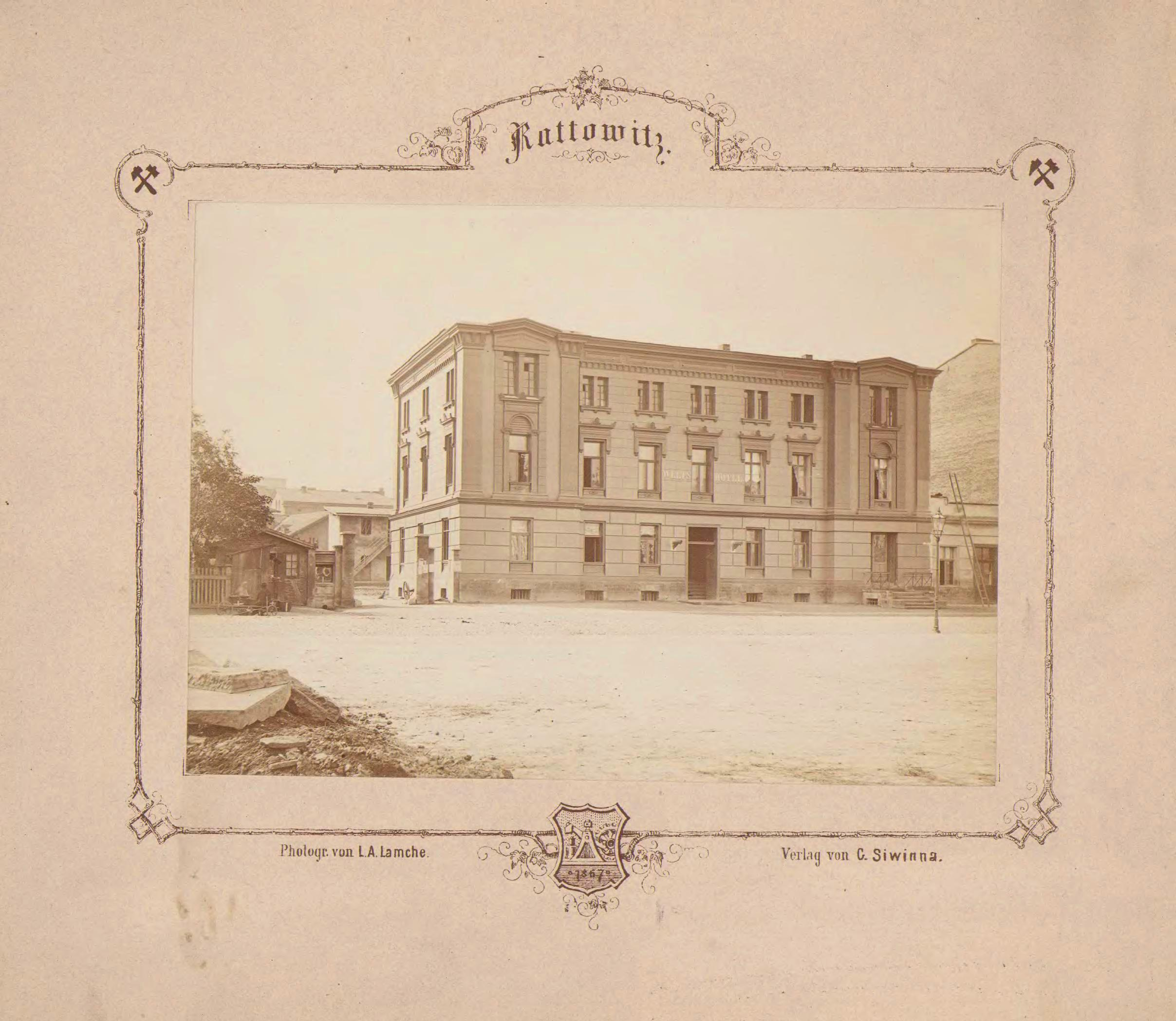
Hotel Welt – jedno z pierwszych miejsc w Katowicach, w których organizowano koncerty

Katowickie Śródmieście stanowi miejsce koncentracji licznych instytucji kultury, w tym o zasięgu ponadregionalnym. Samo zaś miasto jest ważnym ośrodkiem życia muzycznego i plastycznego. W Śródmieściu swoją siedzibę ma Filharmonia Śląska im. Henryka Mikołaja Góreckiego (ul. Sokolska 2), Akademia Muzyczna im. Karola Szymanowskiego w Katowicach (ul. Zacisze 3) i Akademia Sztuk Pięknych w Katowicach (ul. Raciborska 37), a także liczne galerie sztuki, w tym m.in. Galeria Sztuki Współczesnej BWA (al. W. Korfantego 6). W gmachu przy placu Sejmu Śląskiego 2 swoją siedzibę ma Katowice Miasto Ogrodów – Instytucja Kultury im. Krystyny Bochenek. Jest to instytucja kultury zorganizowana przez miasto Katowice, która organizuje szereg wydarzeń kulturalnych, w tym Urodziny Miasta „Kocham Katowice”, a także w imieniu miast wspiera organizacyjnie takie wydarzenia jak m.in. OFF Festival, Tauron Nowa Muzyka czy Rawa Blues Festival. W siedzibie Miasta Ogrodów działa Teatr Korez oraz Muzeum Historii Komputerów i Informatyki.

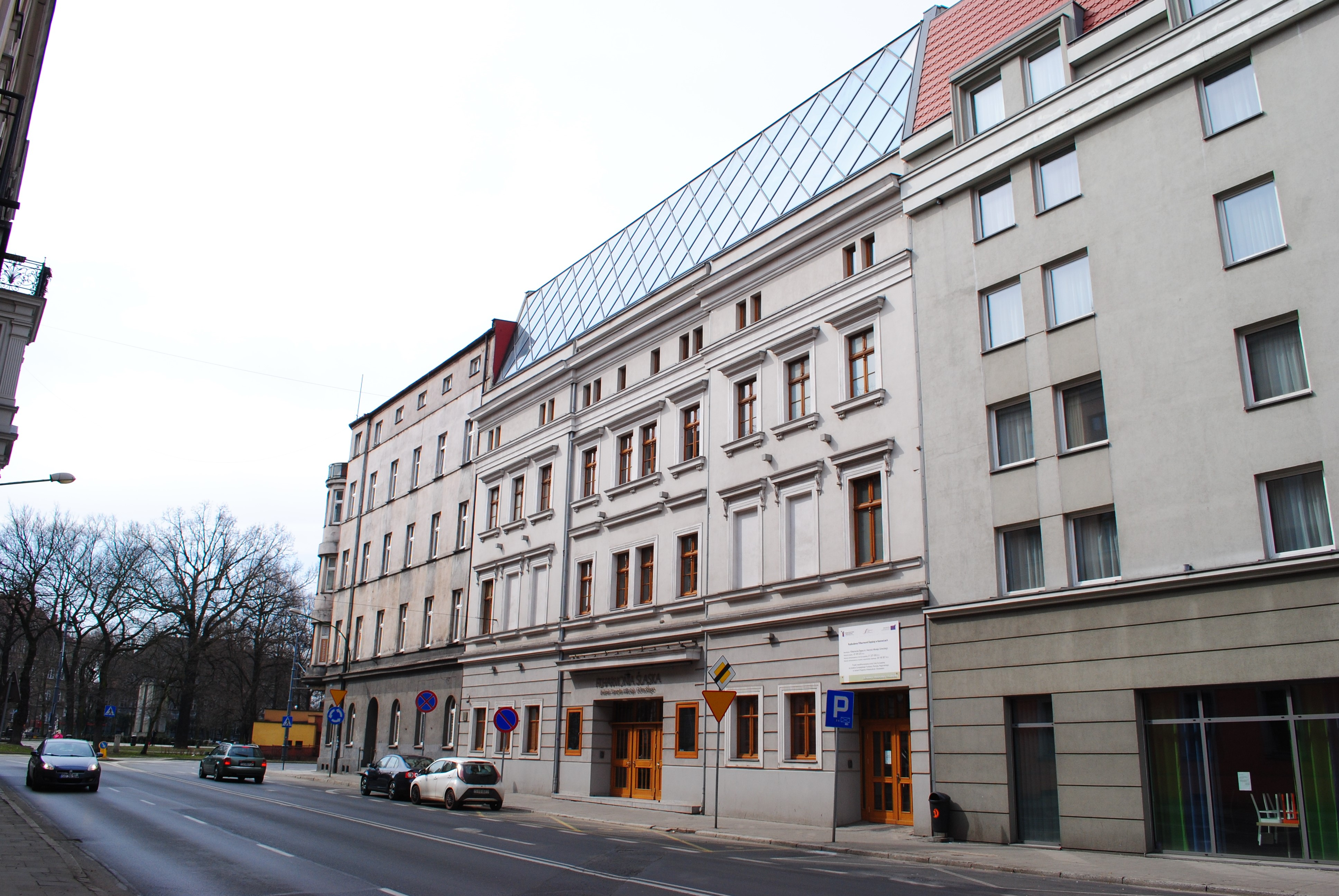
Siedziba Filharmonii Śląskiej im. Henryka Mikołaja Góreckiego (ul. Sokolska 2)

Początki rozwoju działalności życia muzycznego na terenie współczesnego Śródmieścia sięgają połowy XIX wieku. Koncerty w tym czasie organizowano m.in. w Hotelu Welt, a po 1855 roku także w nowo wybudowanym Hotelu de Prusse, w którym znalazła się sala teatralna. Richard Holtze założył w 1857 roku Towarzystwo Śpiewacze (niem. Männergesangverein), a w 1867 roku był współzałożycielem Towarzystwa Muzycznego. Początki zaś zawodowego ruchu muzycznego na terenie Katowic wiążą się z osobą Oskara Meistera, który przybył do Katowic w 1872 roku. Założył on Instytut Muzyczny, a jego absolwenci założyli szereg zespołów muzycznych i chóralnych. W 1873 roku został oddany do użytku budynek Reichshalle (współcześnie gmach Filharmonii Śląskiej), w którym organizowano szereg koncertów.
Początki teatru w Katowicach sięgają przełomu XIX i XX wieku. Budowę gmachu teatru planowano już 1 kwietnia 1900 roku, lecz właściwe prace przygotowawcze nad budową gmachu przy katowickim Rynku rozpoczęto w lipcu 1906 roku. Oficjalne otwarcie Teatru Miejskiego nastąpiło 2 października 1907 roku, a podczas inauguracji zaprezentowano dramat Fryderyka Schillera Wilhelm Tell w reżyserii dyrektora teatru Emmanuela Raula.

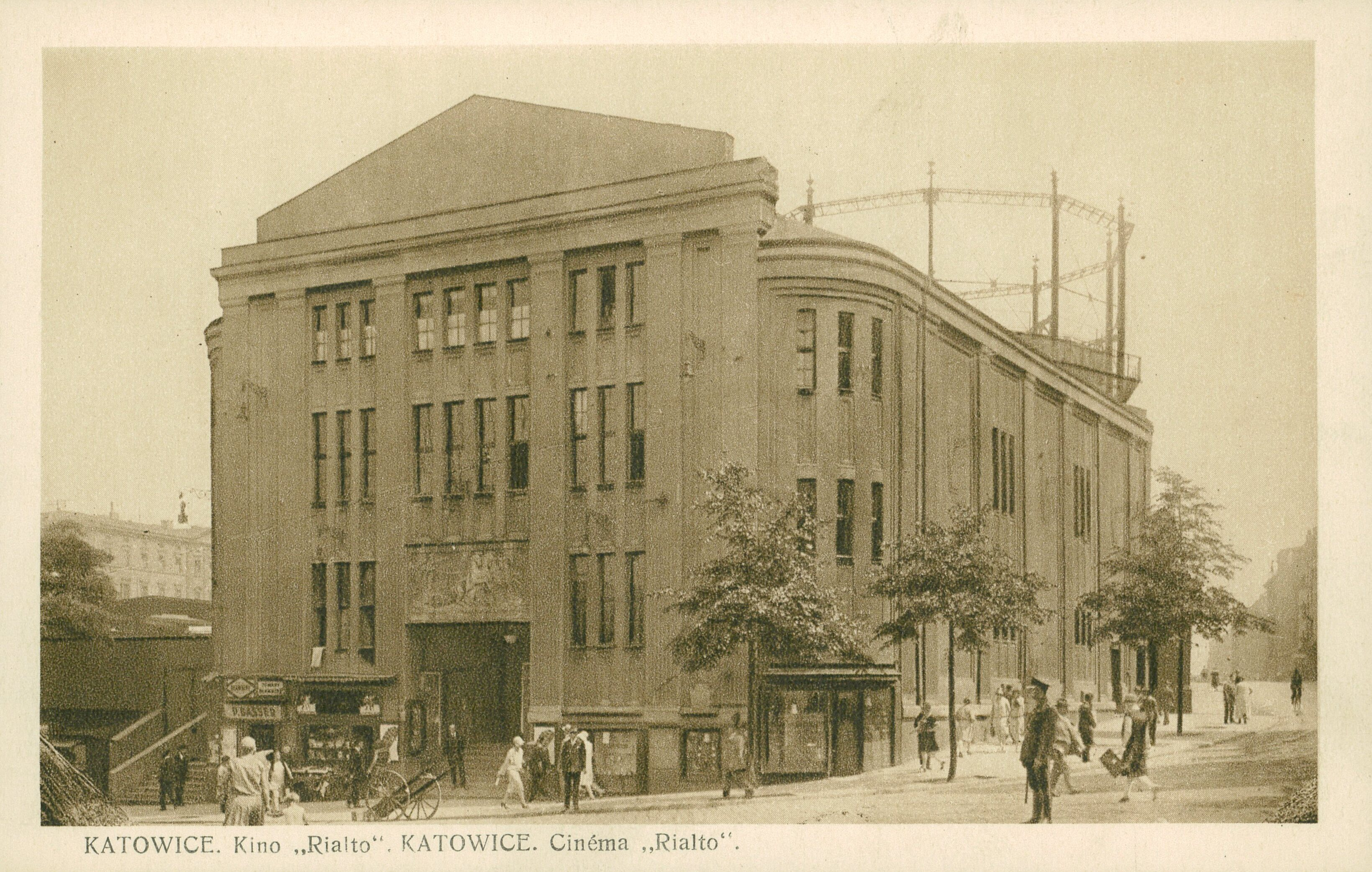
Obecny kinoteatr „Rialto” w okresie międzywojennym (ul. św. Jana 24)

Pierwsze stałe kino na terenie współczesnego Śródmieścia powstało 10 marca 1907 roku przy dzisiejszej ulicy Warszawskiej – było to kino „Welt-Theater”. Jeszcze w tym samym roku, pod koniec marca przy współczesnej ulicy 3 Maja uruchomiono kino „Grand Kinematografh”. Obydwa kina powstały w przebudowanych oficynach, a ich działalność też nie trwała długo – zostały zamknięte odpowiednio w 1911 i 1915 roku. Pierwsze zbudowane od podstaw kino otwarto uroczyście 25 grudnia 1909 roku – znajdowało się ono w miejscu dzisiejszego kina „Światowid”. Budowniczy Martin Tichauer, który wybudował wcześniej dla Eckericha kino „Colosseum” sam wybudował własne kino, którego budowę ukończono w 1912 roku. Ówczesne kino „Kamerlichspiele”, od 1928 roku „Rialto”, zostało otwarte 15 stycznia 1913 roku i reklamowano go wówczas jako największe na Górnym Śląsku, mogące pomieścić 1000 osób.

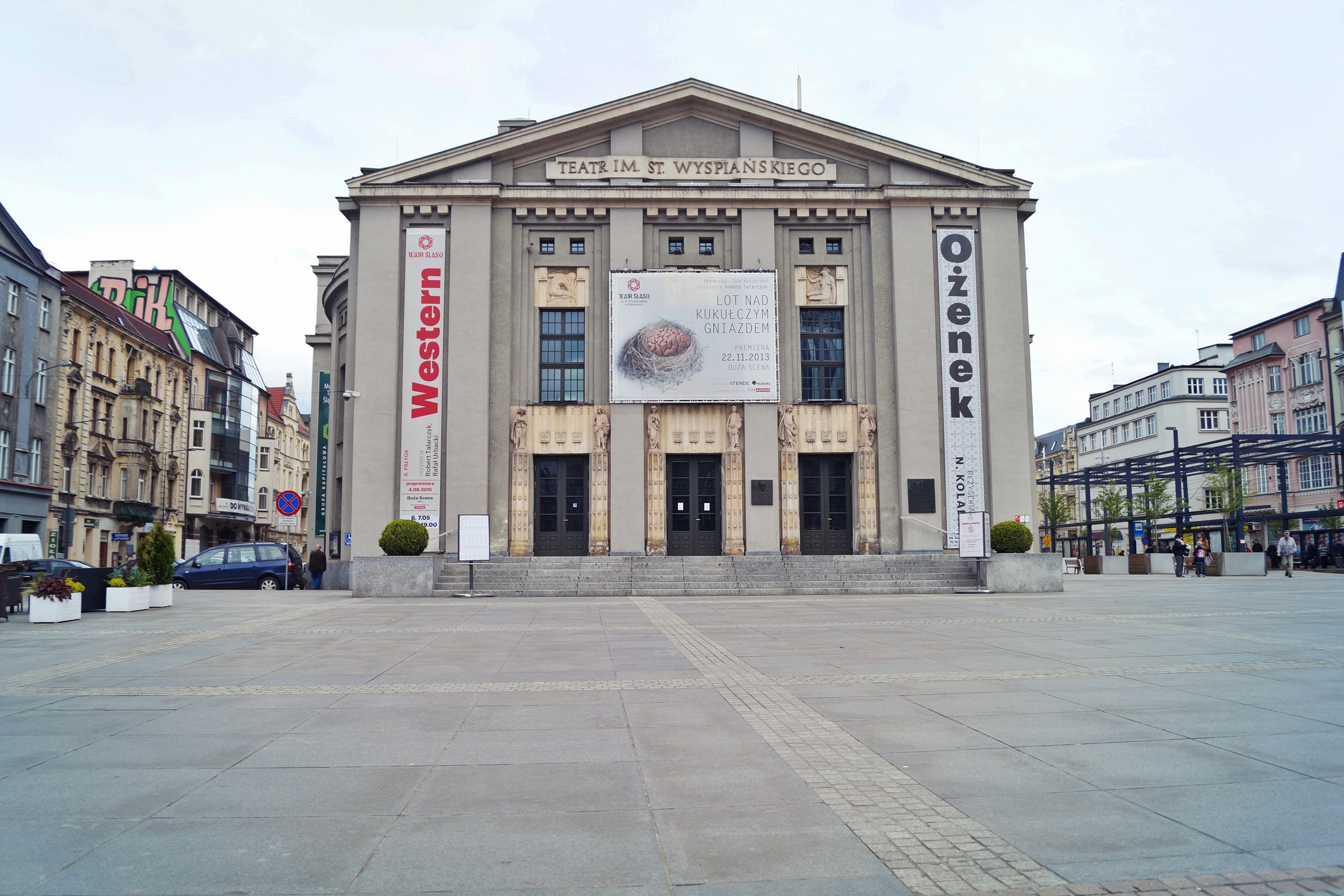
Siedziba Teatru Śląskiego im. Stanisława Wyspiańskiego w Katowicach (Rynek 2)

W 1922 roku powołano w Katowicach Teatr Polski, któremu w 1937 roku nadano imię Stanisława Wyspiańskiego. Teatr teatr poza swoją siedzibą wystawiał spektakle w innych górnośląskich miastach po obydwu stronach granicy państwowej. W okresie międzywojennym powstawały także stowarzyszenia kulturalne. Jednym z pierwszych było powołane w 1929 roku Koło Literatów na Śląsku, przekształcone w późniejszym czasie w Związek Artystyczno-Literacki. W tym samym roku powołano także Związek Zawodowy Plastyków na Górnym Śląsku. W okresie międzywojennym na terenie katowickiego Śródmieścia utworzono Muzeum Śląskie, powołane formalnie 23 stycznia 1929 roku jako pomnik X-lecia Polski Odrodzonej, zaś pierwsze wystawy zorganizowano w 1930 roku. Muzeum zgromadziło bogate zbiory śląskich pamiątek historycznych oraz sztuki, a także dało początek pierwszej na Górnym Śląsku galerii malarstwa polskiego. W 1934 roku powołano Biuro Budowy Muzeum, a otwarcie nowego gmachu planowano na wiosnę 1940 roku. Gmach ten zniszczono w czasie II wojny światowej.

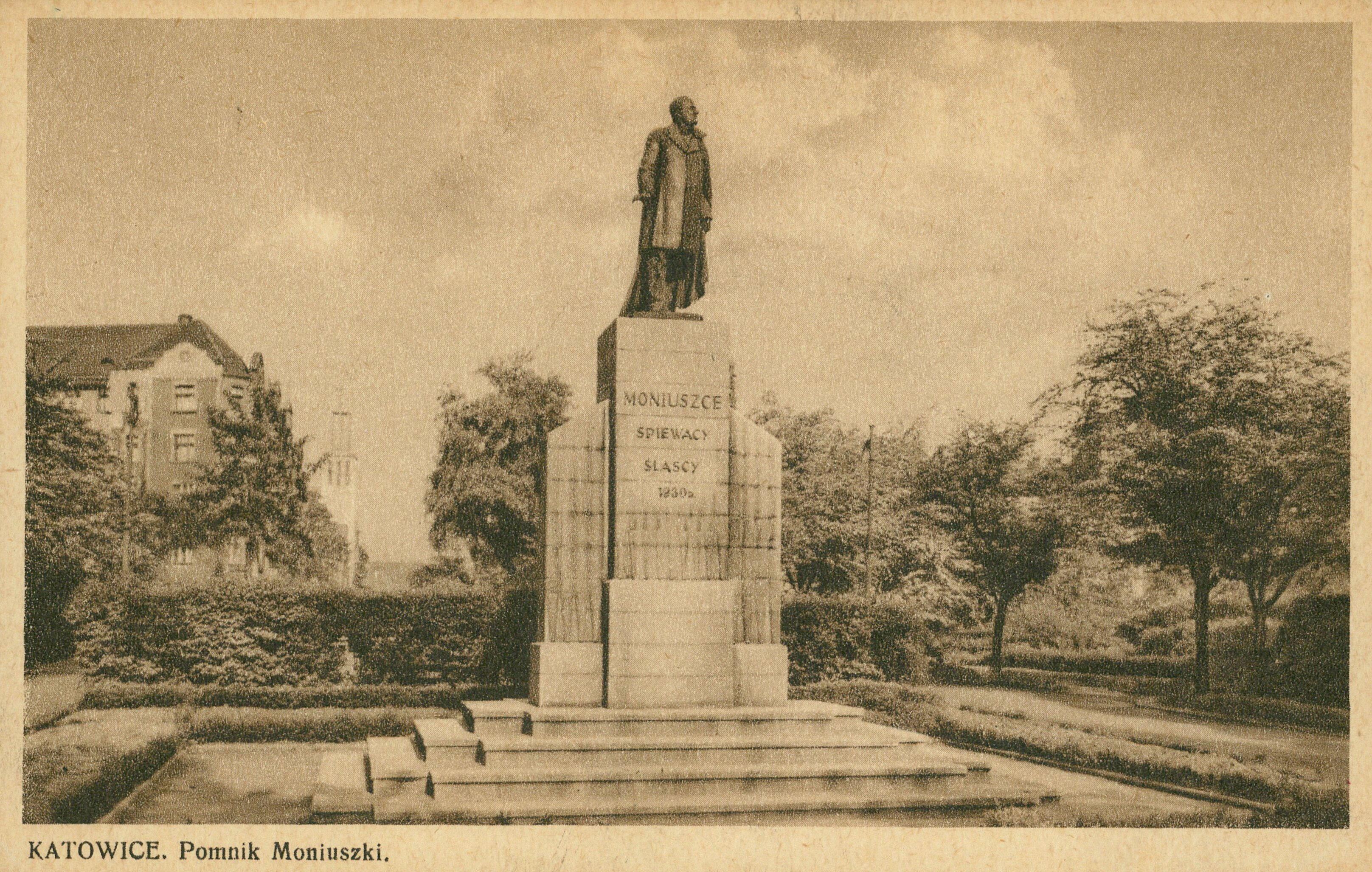
Pomnik Stanisława Moniuszki przy placu K. Miarki w 1938 roku

W 1910 powstał Związek Śląskich Kół Śpiewaczy, który po dziesięciu latach stał się jednym z wiodących tego typu instytucji w Polsce. Szczególnie intensywna działalność tejże instytucji nastąpiła wraz z objęciem posady dyrygenta związkowego przez Stefana Mariana Stoińskiego. Z jego też inicjatywy, w 1930 roku przy okazji Ogólnopolskiego Zjazdu Śpiewaków na placu K. Miarki odsłonięto pomnik Stanisława Moniuszki. W tym samym roku założono Niższą Szkołę Muzyczną, a w 1937 roku Liceum Muzyczne. Założone w 1929 roku z inicjatywy Witolda Friemanna Śląskie Konserwatorium Muzyczne było pierwszą placówką wyższego kształcenia na Górnym Śląsku. Od 1934 roku Konserwatorium działało w gmachu przy ulicy Wojewódzkiej 33.
W 1928 roku przy ulicy Plebiscytowej 3 otwarto nowe kino „Capitol”, a jego właściciel – Alojzy Potempa urządził w nim pełen kompleks rozrywkowy z restauracją, salami bilardowymi i kabaretem. W „Rialcie” w 1930 roku miała miejsce pierwsza w Katowicach projekcja filmu dźwiękowego – Śpiewający błazen. W dniu 15 listopada 1938 roku w Domu Powstańca Śląskiego przy ulicy J. Matejki zainaugurowano działalność kina „Zorza”.

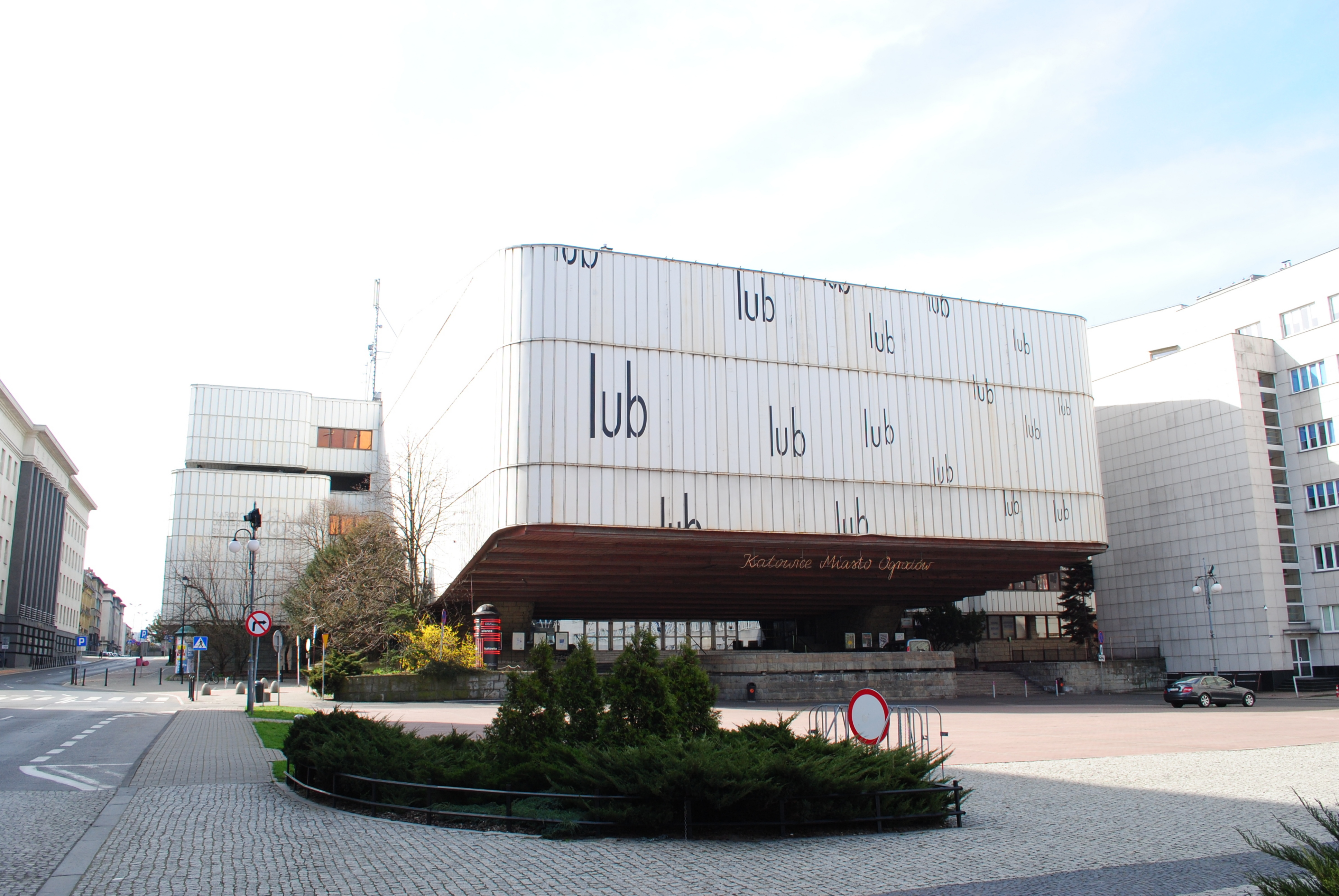
Siedziba instytucji pn. Katowice Miasto Ogrodów – Instytucja Kultury im. Krystyny Bochenek przy placu Sejmu Śląskiego 2 – dawna siedziba Narodowej Orkiestry Symfonicznej Polskiego Radia w Katowicach

W okresie Polski Ludowej rozwijała się przede wszystkim kultura muzyczna. W 1945 roku powołano Wielką Orkiestrę Symfoniczną Polskiego Radia i Telewizji, a także Orkiestrę Filharmonii Śląskiej. Po II wojnie światowej powstała także Galeria Współczesna Biura Wystaw Artystycznych, posiadająca własną salę wystawową – 1975 roku zorganizowała łącznie 14 imprez wystawowych. Pierwsze powojenne muzeum na terenie katowickiego Śródmieścia otwarto w 1976 roku – było to Społeczne Muzeum Historii Katowic. W 1981 roku powstało Muzeum Historii Katowic jako oddział Muzeum Górnośląskiego w Bytomiu, zaś do usamodzielnienia się placówki doszło dwa lata później.

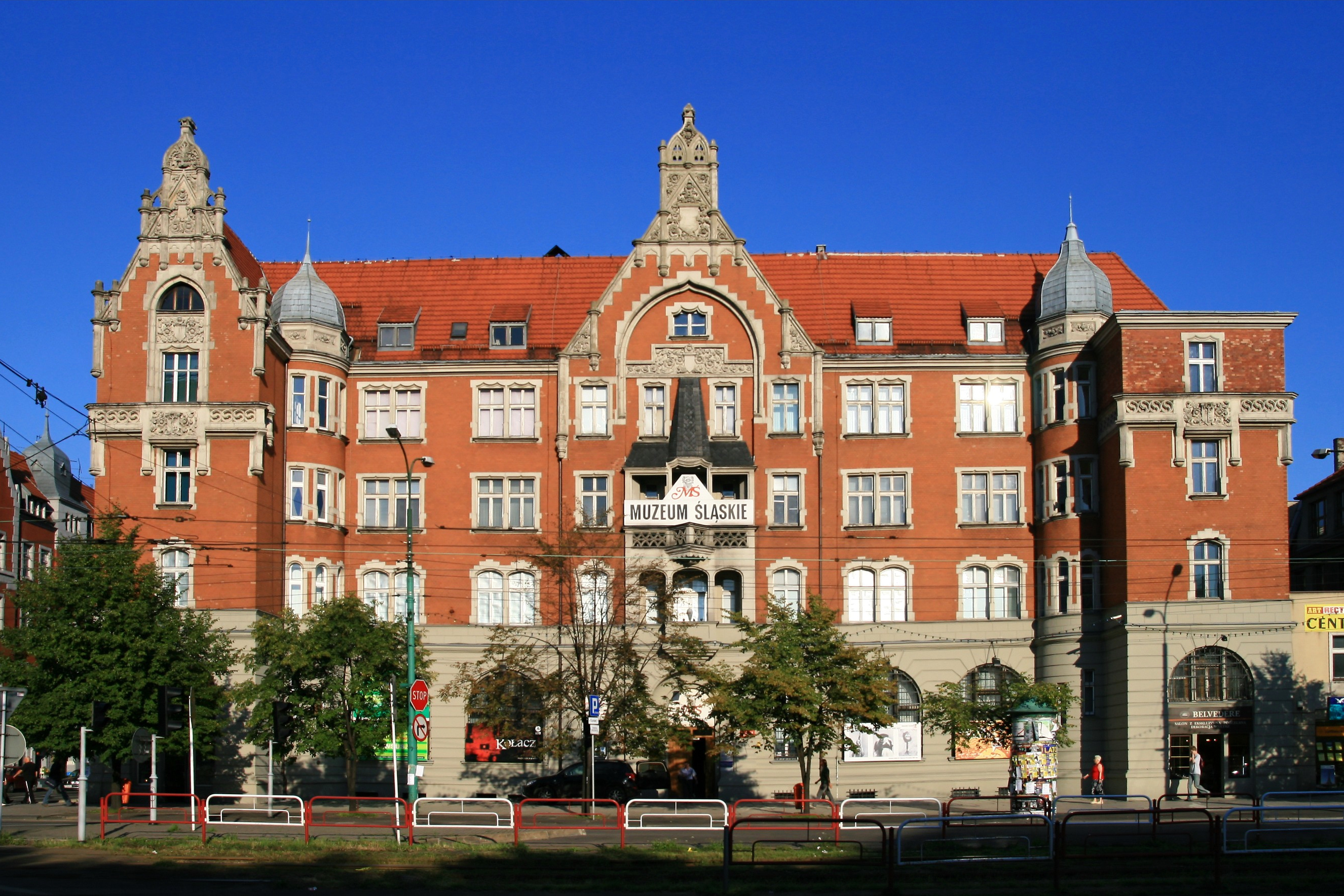
Dawna siedziba Muzeum Śląskiego w Katowicach (al. W. Korfantego 3)

W dniu 28 stycznia 1981 roku powołano do życia Społeczny Komitet Odbudowy Muzeum Śląskiego, za czele którego stanął prof. Kazimierz Popiołek. Komitet ten wnioskował o przekazanie pod siedzibę gmachu dawnego Grand Hotelu. Muzeum Śląskie w Katowicach rozpoczęło działalność w 1984 roku, przystępując do remontu budynku i prac organizacyjnych. Muzeum to nawiązywało do przedwojennych tradycji. W 1985 roku powołano Muzeum Archidiecezjalne w Katowicach, gromadzące zbiory sztuki sakralnej.
Po przemianach ustrojowych 1989 roku oferta kulturalna Śródmieścia Katowic rozwijała się, a także przeprowadzono liczne prace remontowo-inwestycyjne w obiektach kulturalnych. Zmodernizowano m.in. gmachy: Teatru Śląskiego, Filharmonii Śląskiej, Pałacu Młodzieży czy Górnośląskiego Centrum Kultury. Kino „Zorza” działało jako kino powtórkowe do 2003 roku, w jej pomieszczeniach powstały kluby muzyczne. W czasie likwidacji „Zorzy” z dawniejszych kin śródmiejskich zostały tylko dwa: „Rialto” i „Światowid”.

## Religia

### Kościół rzymskokatolicki

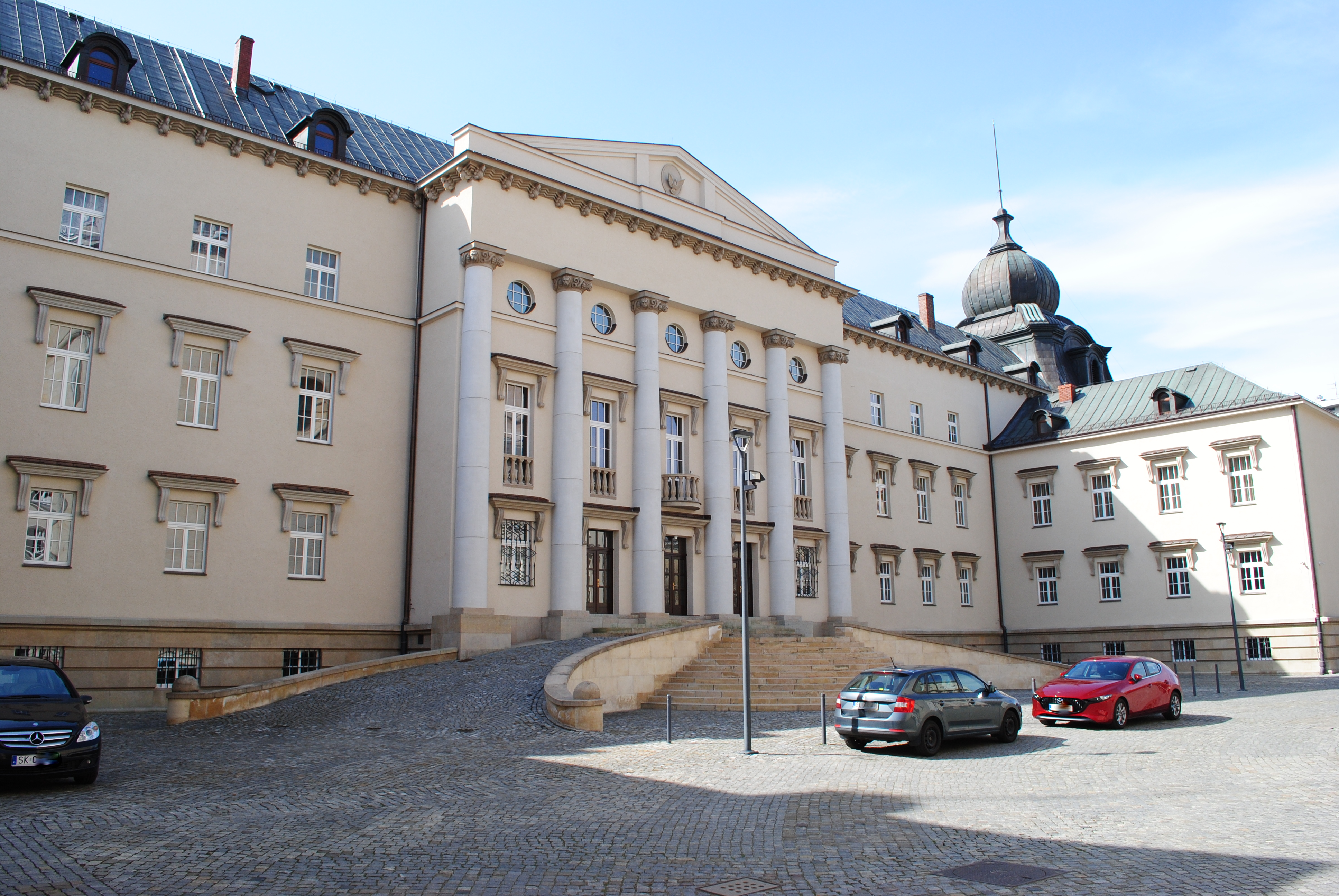
Siedziba kurii metropolitalnej archidiecezji katowickiej – Pałac Biskupi (ul. H. Jordana 39)

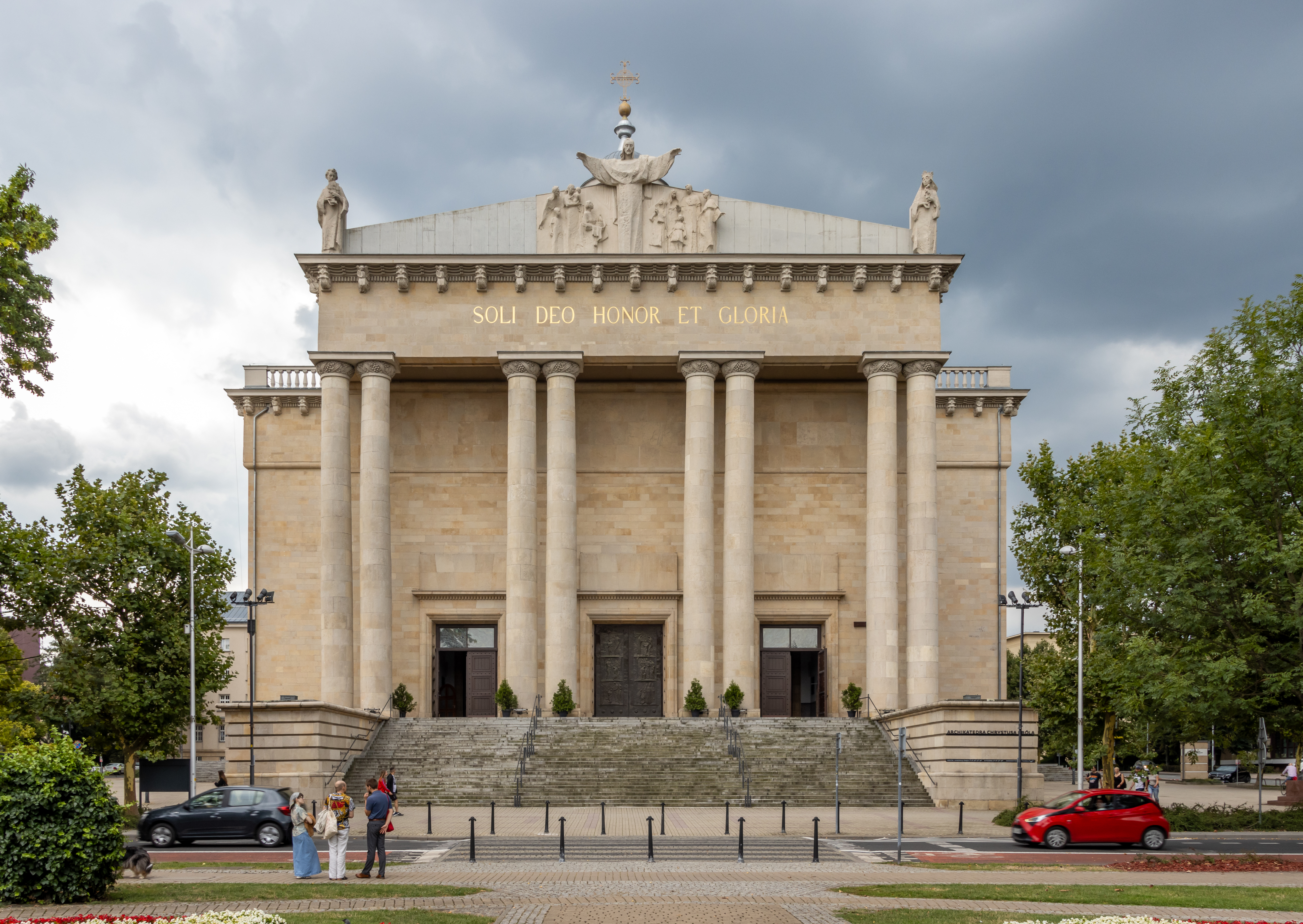
Archikatedra Chrystusa Króla od strony placu św. Jana Pawła II

Katowickie Śródmieście jest siedzibą władz rzymskokatolickiej archidiecezji katowickiej. Parafie rzymskokatolickie w dzielnicy są częścią dekanatu Katowice-Śródmieście, do którego należy łącznie 10 parafii ze Śródmieścia, Koszutki, Zawodzia i części Brynowa. Spośród nich, na terenie Śródmieścia swoją siedzibę mają następujące wspólnoty parafialne:
- Parafia katedralna Chrystusa Króla w Katowicach (ul. Plebiscytowa 49a)[287],
- Parafia Garnizonowa św. Kazimierza Królewicza w Katowicach (ul. M. Skłodowskiej-Curie 20)[288],
- Parafia Niepokalanego Poczęcia Najświętszej Maryi Panny w Katowicach (pl. ks. E. Szramka 1)[289],
- Parafia św. Apostołów Piotra i Pawła w Katowicach (ul. Mikołowska 32)[290],
- Parafia Przemienienia Pańskiego w Katowicach (ul. Sokolska 12)[291].

Parafie rzymskokatolickie w granicach Śródmieścia posiadają łącznie dwa cmentarze:
- Cmentarz parafii św. Apostołów Piotra i Pawła przy ulicy H. Sienkiewicza (4,2 ha)[292],
- Cmentarz parafii Niepokalanego Poczęcia Najświętszej Marii Panny przy ulicy Francuskiej (2,4 ha)[292],

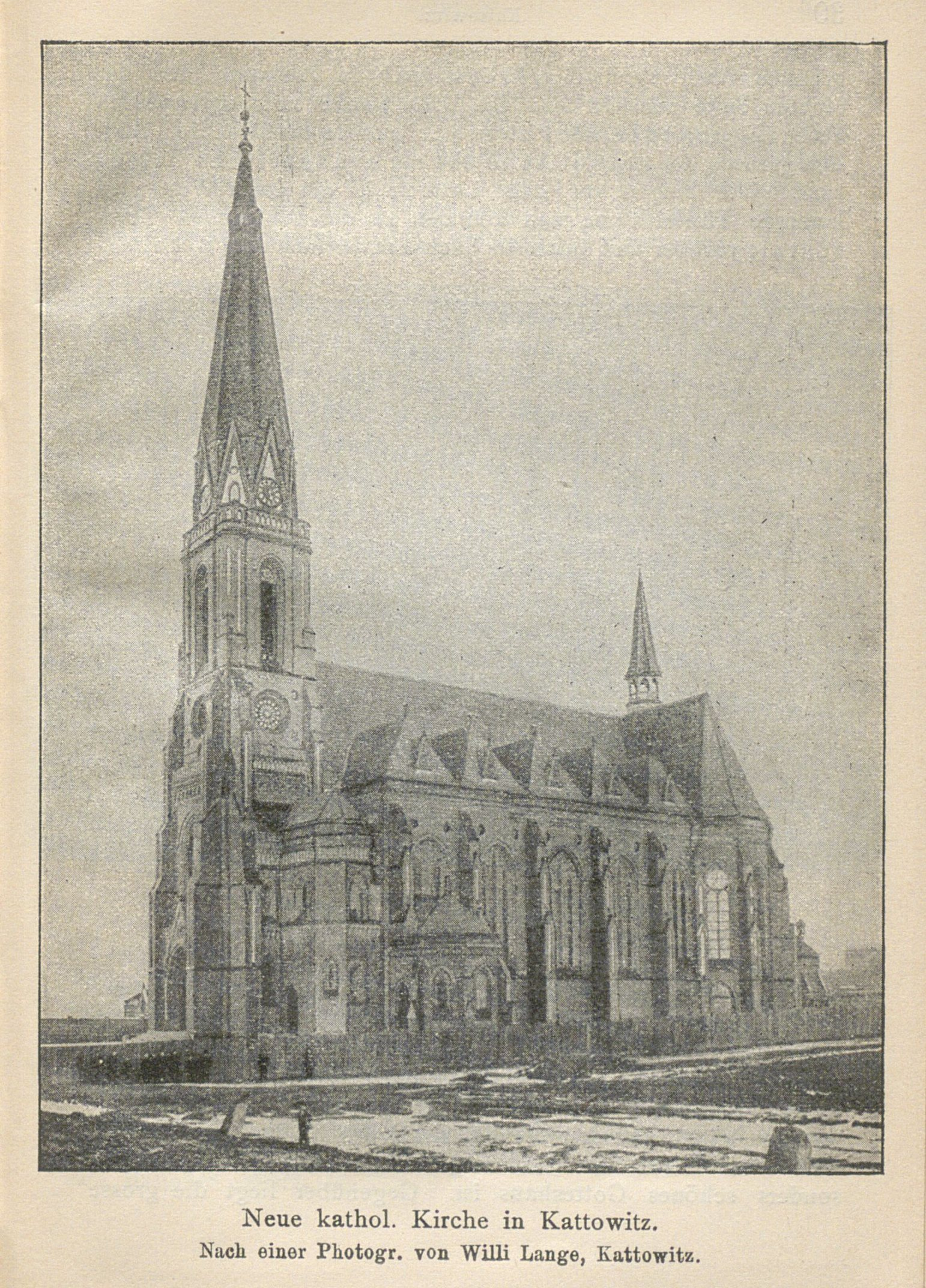
Kościół pw. Świętych Apostołów Piotra i Pawła w 1904 roku

Pierwotnie rzymskokatoliccy mieszkańcy terenów obecnego Śródmieścia należeli do powstałej w XIV wieku parafii bogucickiej. Wizytujący parafię w Bogucicach ks. Krzysztof Kazimierski – delegat biskupa krakowskiego kardynała Jerzego Radziwiłła wspominał o powstaniu nowej wsi Katowice wchodzącej w skład bogucickiej parafii. Parafia ta była częścią dekanatu bytomskiego w diecezji krakowskiej, a od XIX wieku diecezji wrocławskiej. W 1860 roku powstał pierwszy na terenie Śródmieścia kościół katolicki o charakterze obiektu tymczasowego – kościół Niepokalanego Poczęcia Najświętszej Maryi Panny. Został on wzniesiony w rejonie placu Wolności, obok obecnego gmachu Filharmonii Śląskiej. Do tego kościoła zaczęło uczęszczać około 3100 wiernych z Brynowa i Katowic, a także z Załęża, Załęskiej Hałdy i Katowickiej Hałdy. W dniu 31 sierpnia 1862 roku przy dzisiejszej ulicy Warszawskiej rozpoczęto budowę kościoła Mariackiego. Poświęcenia kościoła dokonał biskup Adrian Włodarski 20 listopada 1870 roku. Pierwszą katowicką parafię erygowano natomiast 14 września 1873 roku, a jej pierwszym proboszczem został ks. Wiktor Schmidt.
Ks. Schmidt doprowadził do budowy kolejnego katowickiego kościoła. W latach 1898–1902 roku powstał przy dzisiejszej ulicy Mikołowskiej kościół pw. Świętych Apostołów Piotra i Pawła. Teren kuracji wydzielono w całości z obszaru parafii Niepokalanego Poczęcia NMP. Kościół ten od 1922 roku spełniał funkcję podkatedry Administracji Apostolskiej, a od 1925 roku diecezji katowickiej. W granicach parafii Świętych Apostołów Piotra i Pawła w latach 1930–1933 wybudowano kościół garnizonowy pw. św. Kazimierza Królewicza. Świątynia została konsekrowana przez biskupa polowego Wojska Polskiego Józefa Gawlinę
W lipcu 1938 roku wojewoda śląski Michał Grażyński przekazał będący własnością starokatolików kościół parafii Niepokalanego Poczęcia Najświętszej Maryi Panny. Świątyni nadano imię Przemienienia Pańskiego. W dniu 15 marca 1940 roku utworzono przy niej lokalię. Pierwszym kuratusem, a później proboszczem został ks. dr Henryk Proksch. Kościół został uszkodzony przez nalot lotniczy w styczniu 1945 roku. W latach 1975–1978 świątynię rozbudowano, a jej poświęcenia dokonał 3 września 1978 roku biskup Herbert Bednorz.
W dniu 5 czerwca 1927 roku, w uroczystość Zesłania Ducha Świętego drugi biskup katowicki Arkadiusz Lisiecki symbolicznie rozpoczął budowę katedry Chrystusa Króla. Świątynię konsekrowano 30 października 1955 roku, natomiast 1 sierpnia 1957 roku kardynał Stefan Wyszyński na mocy dekretu przeniósł prawa kościoła katedralnego na nowo wybudowaną świątynię Chrystusa Króla. W dniu 20 grudnia 1957 roku biskup Stanisław Adamski powołał parafię Chrystusa Króla. Katedrę podczas II papieskiej pielgrzymki do Polski w dniu 20 czerwca 1983 roku odwiedził papież Jan Paweł II.
26 sierpnia 2012 roku arcybiskup metropolita katowicki Wiktor Skworc przekazał parafię Przemienienia Pańskiego w ręce dominikanów wraz z umożliwieniem im posługi duszpasterskiej na jej terenie. Tego samego dnia dekretem generała zakonu o. Bruno Cadoré OP został erygowany w Katowicach Dom Przemienienia Pańskiego Polskiej Prowincji Zakonu Kaznodziejskiego.

### Kościół ewangelicko-augsburski

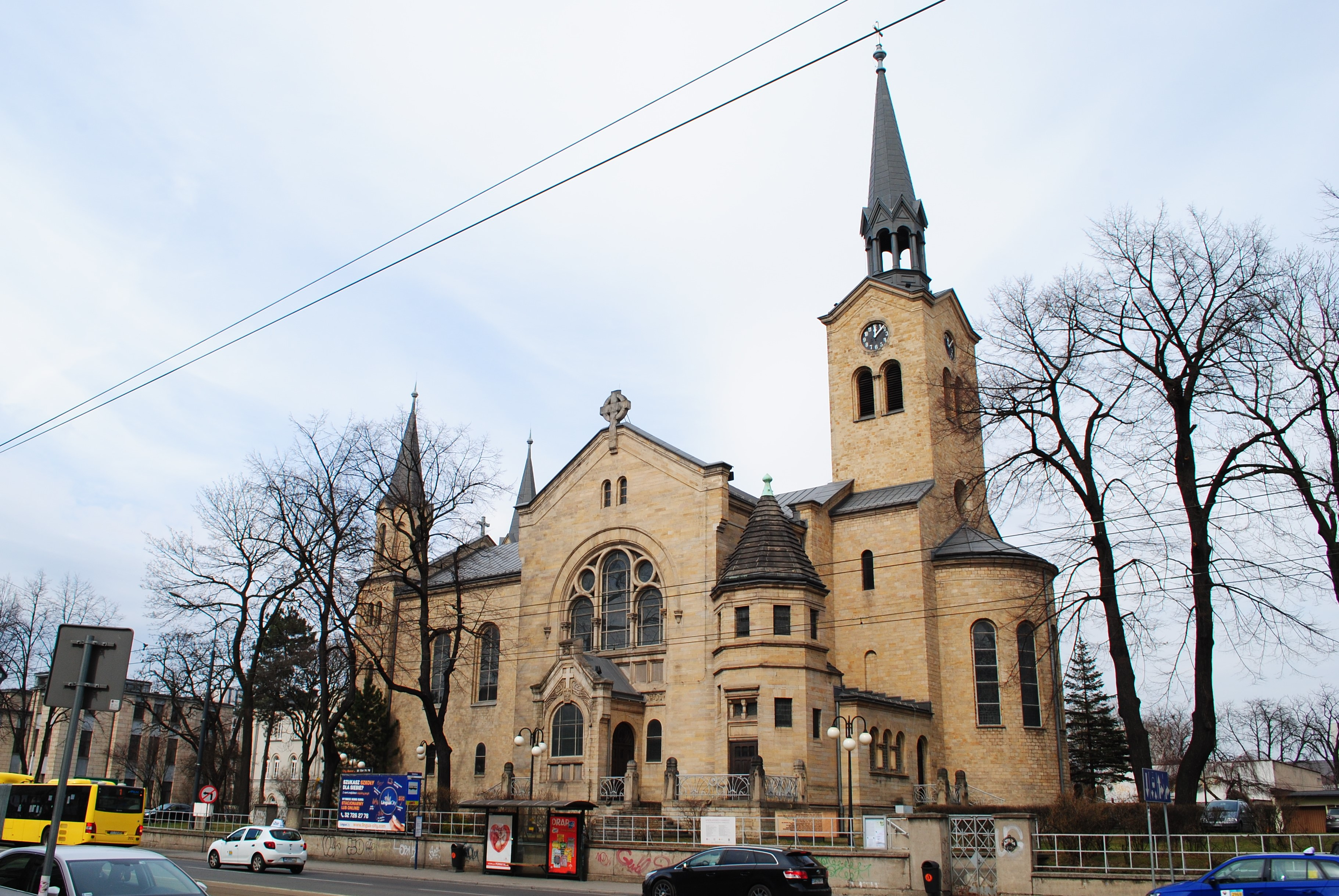
Kościół Zmartwychwstania Pańskiego w Katowicach widziany od strony ulicy Warszawskiej

Katowickie Śródmieście jest siedzibą władz ewangelickiej diecezji katowickiej, a w dzielnicy mieści się siedziba jednej z dwóch katowickich parafii ewangelicko-augsburskich – Parafia Ewangelicko-Augsburska w Katowicach, z siedzibą przy ulicy Warszawskiej 18. Parafia posiada swój cmentarz przy ulicy Francuskiej. Powierzchnia cmentarza wynosi 1,9 ha.
Pierwszą wspólnotę parafialną na terenie współczesnego Śródmieścia ewangelicy zorganizowali w 1854 roku, a wśród nich byli najbardziej wpływowi wówczas mieszkańcy Katowic, w tym Hubert von Tiele-Winckler, Friedrich Grundmann i Richard Holtze. Dalszy rozwój społeczności ewangelickiej związany był z napływem do Katowic wykwalifikowanych osób z różnych profesji. W 1855 roku w Katowicach mieszkało łącznie 586 ewangelików. W dniu 17 lipca 1856 roku odbyła się uroczystość położenia kamienia węgielnego pod świątynie ewangelicką. Budynek został poświęcony 24 września 1858 roku, a nowemu kościołowi nadano imię Zmartwychwstania Pańskiego. Kościół ewangelicki był pierwszym murowanym budynkiem sakralnym w Katowicach.

### Judaizm

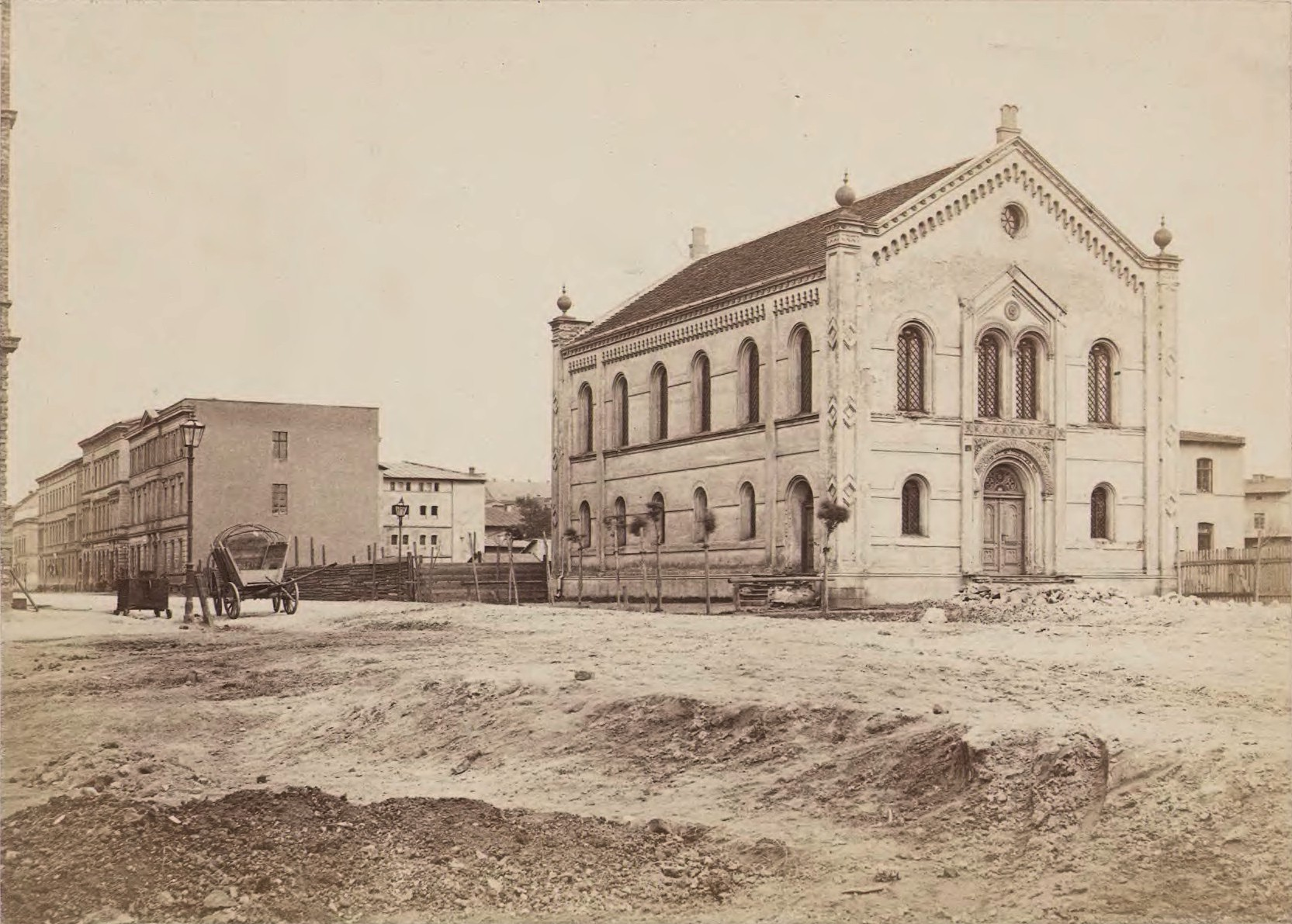
Stara Synagoga około 1872 roku (przed rozbudową)

W Śródmieściu funkcjonuje założona w 1993 roku Gmina Wyznaniowa Żydowska w Katowicach, która zrzesza około 200 członków. Swoją siedzibę ma przy ulicy 3 Maja 16 i posiada ona domy modlitwy w Katowicach i Gliwicach. Katowicki dom modlitwy im. Chaskela Bessera położony jest także przy ulicy 3 Maja 16. Funkcjonuje on od marca 2010 roku po przeniesieniu z dawnej siedziby przy ulicy Młyńskiej. Nabożeństwa w domu odbywają się we wszystkie szabaty oraz święta. Gmina zarządza położonemu przy ulicy Kozielskiej cmentarzem żydowskim o powierzchni 1,0 ha.
Żydzi mieszkający na terenie katowickiego Śródmieścia pierwotnie przynależeli do gminy w Mysłowicach. W 1861 roku firma Ignatza Grünfelda przy obecnej ulicy J. Słowackiego wzniosła pierwszą katowicką synagogę, zwana Starą Synagogą. Jej poświęcenie nastąpiło 4 lipca 1865 roku, zaś 1 stycznia 1866 roku została powołana katowicka gmina żydowska. W 1896 roku zarząd gminy żydowskiej zadecydował o budowie nowej synagogi, którą zaplanowano przy obecnej ulicy A. Mickiewicza. Poświęcenie późniejszej Synagogi Wielkiej, także wybudowanej przez firmę Ignatzego Grünfelda, nastąpiło 12 września 1900 roku. Gminą żydowska działkę pod założenie własnego cmentarza przy dzisiejszej ulicy Kozielskiej zakupiła w 1868 roku. W tym samym roku, w dniu 9 września cmentarz ten został oddany do użytku.

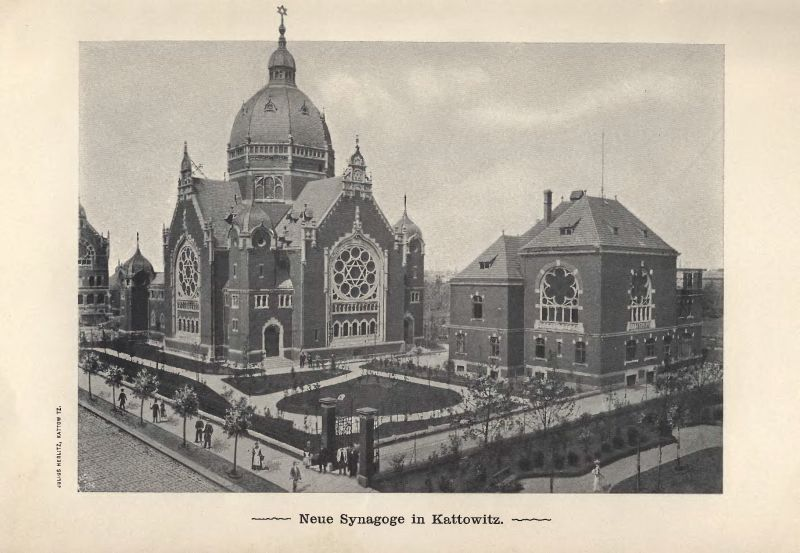
Synagoga Wielka w okresie przedwojennym

W dniach 6-11 listopada 1884 roku na terenie współczesnego Śródmieścia odbyła się Konferencja Katowicka. Było to zebranie zorganizowane przez Ruch Miłośników Syjonu (Chowewej Syjon), w którym podjęto decyzję o powołaniu instytucji wspierające żydowskie rolnictwo i osadnictwo na terenie Palestyny. Konferencja Katowicka była pierwszym tego typu dużym zjazdem syjonistów, których działania doprowadziło do powołania w 1948 roku państwa Izrael.
W wyniku trwających w czasie II wojny światowej akcji deportacyjnych i masowych ucieczek, w Katowicach w październiku 1940 roku pozostało zaledwie 27 Żydów. Po II wojnie światowej pierwszą reprezentacją żydowskich mieszkańców województwa śląskiego był założony 4 lutego 1945 roku Wojewódzki Komitet Żydowski, przeniesiony 18 kwietnia tego samego roku do budynku przy ulicy A. Mielęckiego 10. W marcu 2010 roku dom modlitwy dla katowickich Żydów został przeniesiony na ulicę 3 Maja 16, a 1 września tego samego roku nadano mu imię urodzonego w Katowicach rabina Chaskela Bessera.

### Pozostałe wyznania
W katowickim Śródmieściu według stanu z marca 2022 roku swoje wspólnoty mają także następujące wyznania:
- Islam – Centrum Kultury Islamu w Katowicach (ul. Warszawska 50a)[314],
- Kościół Adwentystów Dnia Siódmego – Zbór Kościoła Adwentystów Dnia Siódmego w Katowicach (ul. F. Chopina 1)[315],
- Kościół Chrystusowy – Społeczność Chrześcijańska w Katowicach (ul. H. Dąbrowskiego 22/5)[316],
- Kościół Jezusa Chrystusa Świętych w Dniach Ostatnich – Gmina Kościoła Jezusa Chrystusa Świętych w Dniach Ostatnich w Katowicach (ul. Warszawska 1)[317],
- Kościół Wolnych Chrześcijan – Zbór w Katowicach (ul. gen. J. Zajączka 21)[318].

## Sport i rekreacja

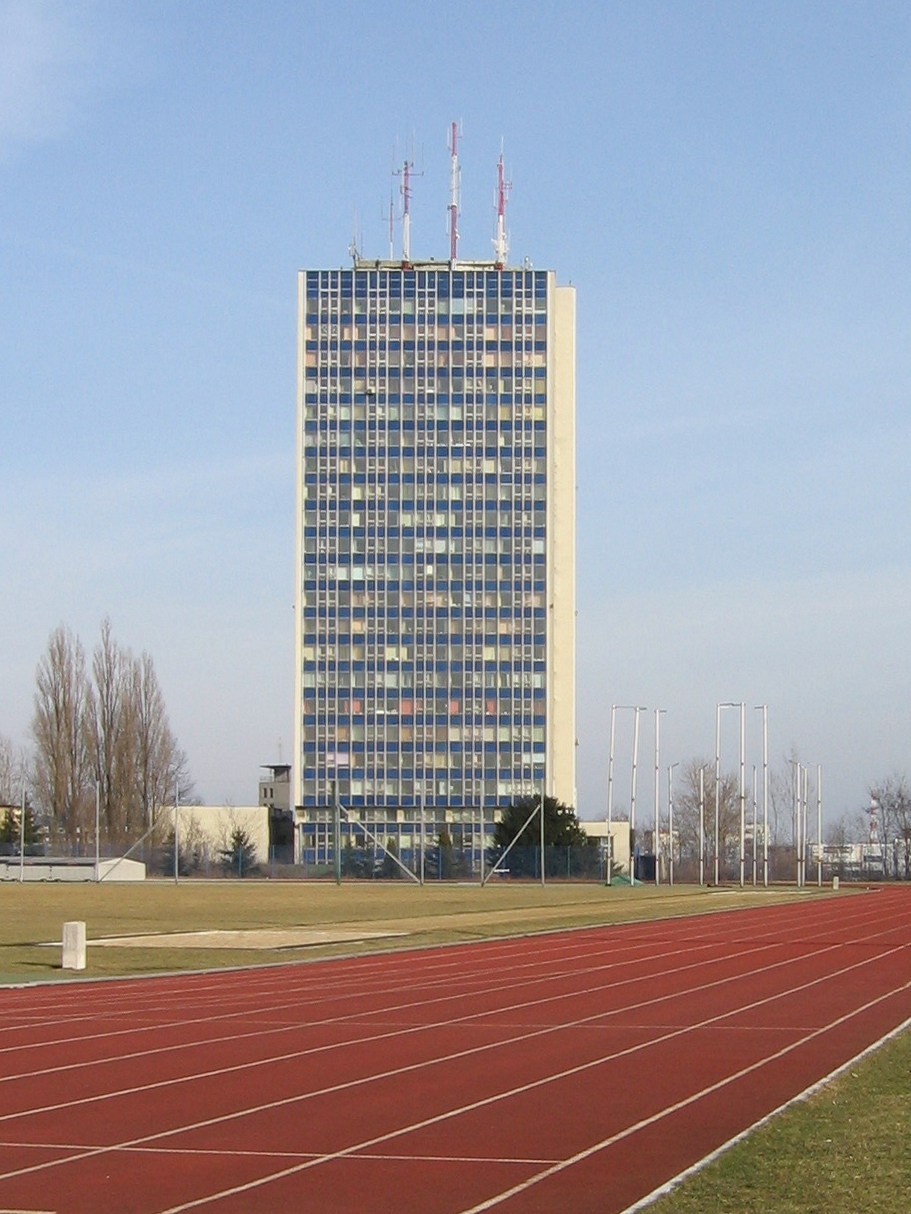
Fragment stadionu AWF Katowice; w tle Biurowiec Wojewódzki

Rozwój zorganizowanych struktur sportowo-rekreacyjnych na terenie Śródmieścia Katowic sięga II połowy XIX wieku. W ówczesnych Katowicach w 1860 roku powstała inicjatywa odrodzenia ruchu turnerskiego, a do wybuchu I wojny światowej powstało 11 związanych z tym stowarzyszeń. Piłka nożna na terenie współczesnego katowickiego Śródmieścia zaczęła się rozwijać od początku XX wieku. Pierwszą strukturą piłkarską był powstały przy parafii św. Apostołów Piotra i Pawła Fußballclub „Frischauf”, a jego następcami były kluby: „Preußen”, „Diana” i „Germania”. Pierwszym katowickim klubem pływackim był powołany w 1912 roku Erster Kattowitzer Schwimmverein, zaś tenisowym Kattowitzer Tennis Vereinigung.
W 1896 roku powołano katowickie gniazdo Towarzystwa Gimnastycznego „Sokół”, które dało także początek polskiej działalności turystycznej na tym terenie. U schyłku I wojny światowej z inicjatywy Ernesta Millera powołano Towarzystwo Gimnastyczno-Sportowe „Piast”, a w 1920 roku klub piłkarski „Pogoń” Katowice. W latach 1922–1939 w Katowicach działało łącznie 96 organizacji sportowych. W czasie II wojny światowej zlikwidowano dotychczasowy model kultury fizycznej, zastąpiony przez opracowany w Berlinie w 1937 roku. W tym czasie doszło m.in. do reaktywacji klubu 1. FC Kattowitz.
Po II wojnie światowej przystąpiono do odbudowy życia sportowego w Katowicach, najpierw w formie struktur państwowych, a następnie organizacji społecznych. Względy ideologiczne miały znaczący wpływ na strukturę śródmiejskiego sportu. W latach 1954–1964 sport wysokokwalifikowany realizowało w całych Katowicach łącznie 35 reaktywowanych klubów, w tym znajdujące się wówczas na terenie Śródmieścia: Automobilklub Śląski, „Gwardia” Katowice, „Iskra” Katowice czy Katowicki Klub Łyżwiarski. Podjęto także próby reaktywacji takich klubów, jak „Pogoń” Katowice, Śląskie Towarzystwo Łyżwiarskie czy Bokserski Klub Sportowy. W latach 60. XX wieku następowała redukcja liczby klubów związana m.in. z formowaniem się struktur GKS-u Katowice, zaś w latach 70. XX wieku zreorganizowano sport akademicki i szkolny.

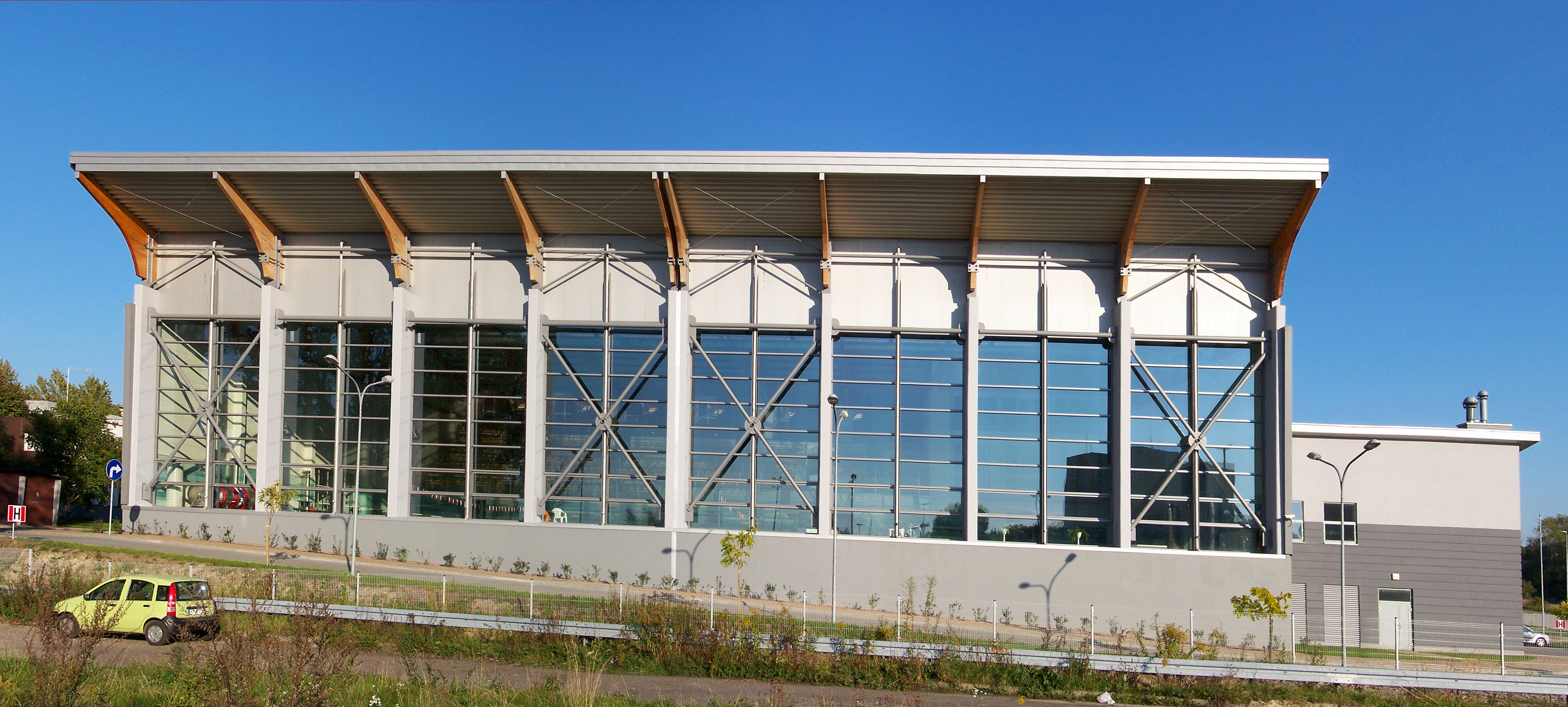
Hala sportowa Akademii Wychowania Fizycznego im. J. Kukuczki w Katowicach przy ulicy Mikołowskiej

Wraz z rozwojem w okresie Polski Ludowej ruchów sportowych, w Katowicach powstawały także nowe obiekty sportowe. Jednym z nich był oddany w Śródmieściu ponownie do użytku w 1949 roku Torkat – trzynaste w Europie sztucznie chłodzone lodowisko. Torkat pierwotnie zaś funkcjonował od 7 grudnia 1930 roku. Posiadał on chłodzoną taflę, trybuny i budynek klubowo-techniczny. Pożar obiektu w sierpniu 1973 roku doprowadził do prawie całkowitego zawalenia się budynku, który nie został odbudowany. W jego miejscu obecnie znajduje się CINiBA.
Transformacja ustrojowa zapoczątkowana w latach 90. XX wieku objęła również swoim wpływem sport. Po upadku mecenatu przemysłowego, w rozwoju sportu wyczynowego wzrosło znaczenie położonej w Śródmieściu Akademii Wychowania Fizycznego im. J. Kukuczki w Katowicach i związanego z nią Akademickiego Związku Sportowego, co doprowadziło m.in. do odrodzenia katowickiego ośrodka sportów zimowych. W 2007 roku na terenie katowickiego Śródmieścia działały łącznie 32 kluby sportowe.
Przy ulicy T. Kościuszki 84 w katowickim Śródmieściu znajduje się stadion AWF Katowice. Powstał on w 1925 roku z inicjatywy Baltazara Szaflika, zaś pierwszym właścicielem był klub sportowy „Pogoń” Katowice, po czym kilkukrotnie zmieniał on swojego gospodarza. Na nim m.in. rozegrano mecze piłki nożnej z Jugosławią w 1935 roku i Łotwą w 1937 roku. W 2008 roku przeszedł on gruntowną modernizację. Obecnie jest to lekkoatletyczny stadion z jedną trybuną na nasypie i przeznaczony jest on na 1,4 tys. widzów.

## Bezpieczeństwo publiczne

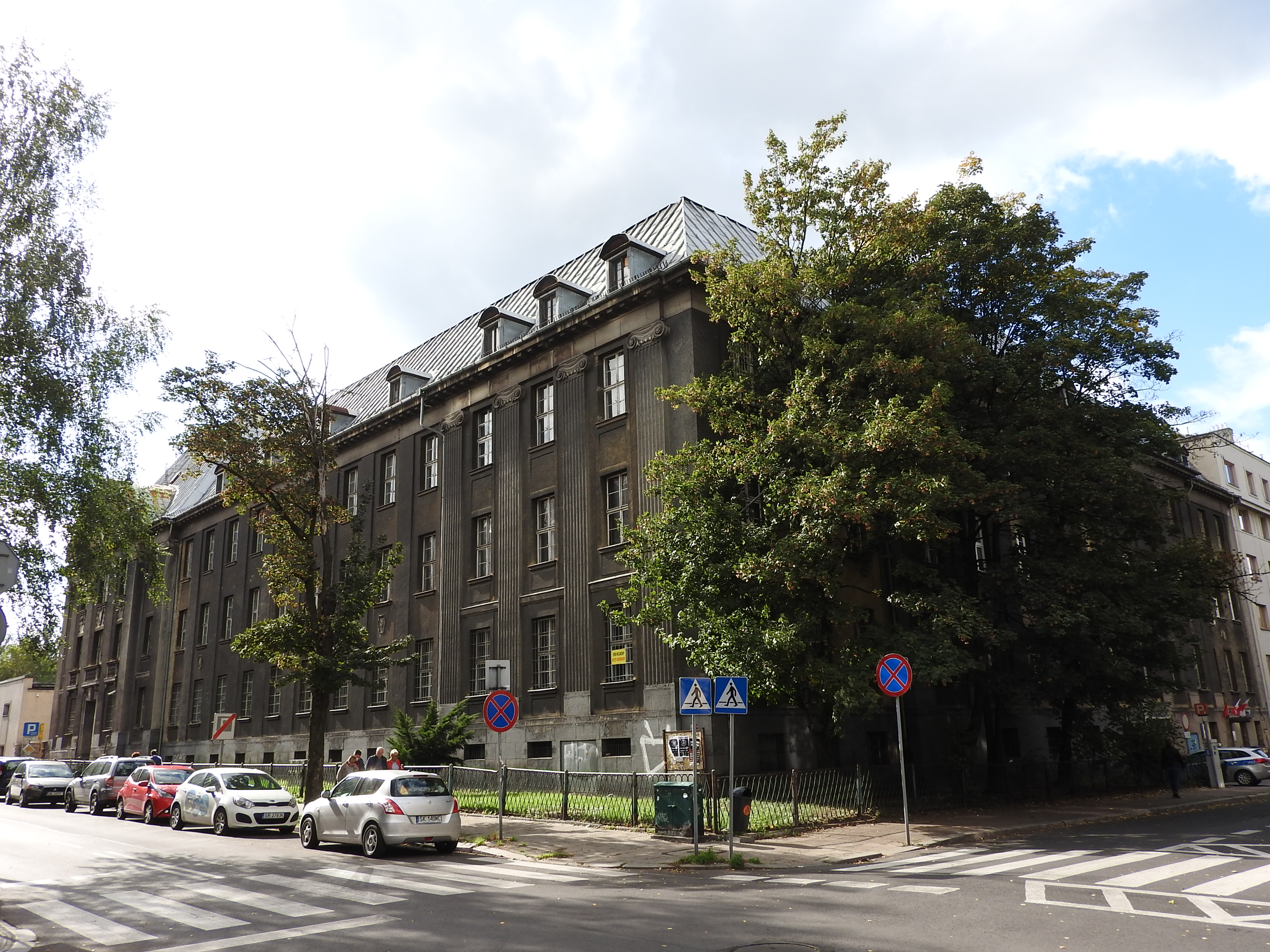
Komisariat I Komendy Miejskiej Policji w Katowicach, położony przy ulicy Żwirki i Wigury 28

Śródmieście pod względem poziomu przestępczości należy do najmniej bezpiecznych dzielnic Katowic. Współczynnik przestępczości dla katowickiego Śródmieścia w 2007 roku był najwyższy spośród wszystkich katowickich dzielnic i wynosił 6,51 zdarzeń na 100 mieszkańców dzielnicy. Był on jednocześnie ponad dwukrotnie wyższy od średniej dla całych Katowic. W okresie 2004–2007 ulegał on spadkowi z poziomu 9,62 przestępstw na 100 mieszkańców w 2004 roku. W tym okresie najbardziej niebezpiecznymi miejscami był rejon stacji kolejowej Katowice oraz ulice: 3 Maja, Mikołowska, Warszawska i P. Skargi. W 2007 roku doszło w Śródmieściu do 63 wypadków komunikacyjnych. Najwięcej z nich notowano wówczas w rejonie ulic: Chorzowskiej, T. Kościuszki, Mikołowskiej, al. W. Roździeńskiego i al. W. Korfantego. W 2013 roku w Śródmieściu doszło do 2488 przestępstw, co daje w przeliczeniu 82 czyny na 1000 mieszkańców. W Śródmieściu przy ulicy J. Lompy 19 mieści się siedziba Komendy Wojewódzkiej Policji w Katowicach, Komendy Miejskiej Policji w Katowicach oraz delegatura Agencji Bezpieczeństwa Wewnętrznego. W skład komendy miejskiej wchodzi m.in. położony na terenie Śródmieścia Komisariat I przy ulicy Żwirki i Wigury 28.
Przy ulicy W. Stwosza 36 w katowickim Śródmieściu znajduje się siedziba Komendy Wojewódzkiej Państwowej Straży Pożarnej w Katowicach. Obszar Śródmieścia swoim zasięgiem obejmuje Komenda Miejska Państwowej Straży Pożarnej w Katowicach z siedzibą przy ulicy Wojewódzkiej 11, a pod tym samym adresem działa też Jednostka Ratowniczo-Gaśnicza nr 1. Zawodowa Staż Pożarna w Katowicach została powołana w 1903 roku, a jej siedzibę ulokowano wówczas przy dzisiejszej ulicy Wojewódzkiej 11.

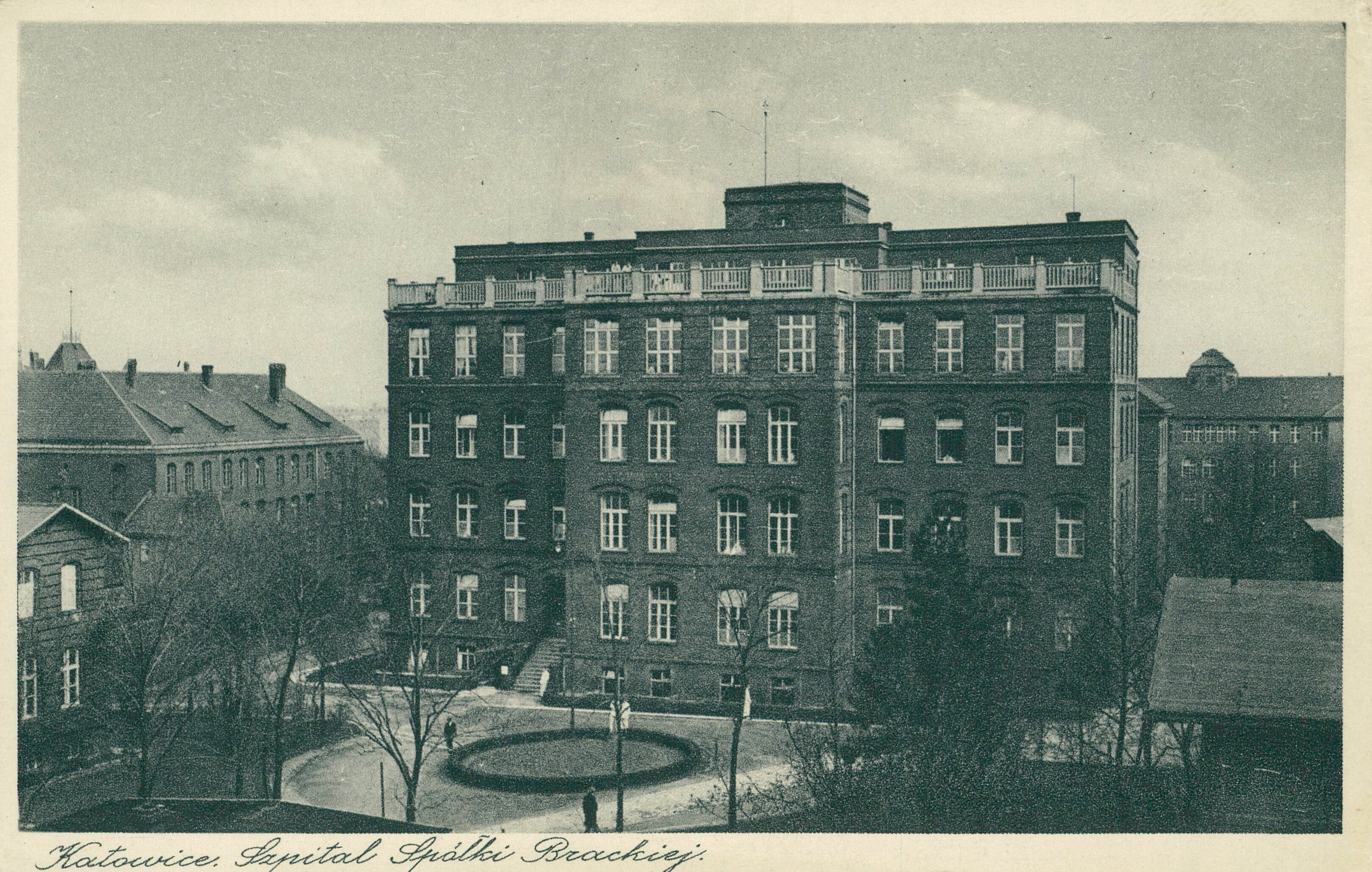
Dawny Szpital Spółki Brackiej przed 1939 rokiem; obecnie Samodzielny Publiczny Szpital Kliniczny im. A. Mielęckiego (ul. Francuska 20-24)

Z uwagi na panujące w połowie XIX wieku częste epidemie chorób zakaźnych na terenie Katowic, w 1867 roku przy obecnej ulicy Plebiscytowej otwarto niewielki szpital z 14 łóżkami, a chorymi opiekował się dr Richard Holtze. Pierwszy duży szpital w Katowicach, należący do Spółki Brackiej z Tarnowskich Gór, oddano do użytku przy ulicy Francuskiej 1 czerwca 1895 roku. Szpital ten był wówczas największy w okolicy i posiadał 450 łóżek. W tym samym roku przy dzisiejszej ulicy A. Mickiewicza została wybudowała łaźnia miejska. W 1900 roku został oddany do użytku przy dzisiejszej ulicy Warszawskiej szpital sióstr elżbietanek, zaś w 1904 roku szpital miejski przy dzisiejszej ulicy Raciborskiej. Przy tej samej ulicy w latach 20. XX wieku otwarto szpital dziecięcy na 115 łóżek, który kilka lat później powiększono.
Na terenie katowickiego Śródmieścia w marcu 2022 roku znajdowały się następujące szpitale:
- American Heart of Poland – Szpital Św. Elżbiety w Katowicach (ul. Warszawska 52)[342][343],
- Katowickie Centrum Onkologii (ul. Raciborska 26)[344],
- Samodzielny Publiczny Szpital Kliniczny im. Andrzeja Mielęckiego Śląskiego Uniwersytetu Medycznego w Katowicach (ul. Francuska 20-24)[345],
- Śląski Szpital Urologiczny w Katowicach (ul. Strzelecka 9)[346].